# ハム (ヴェストファーレン)

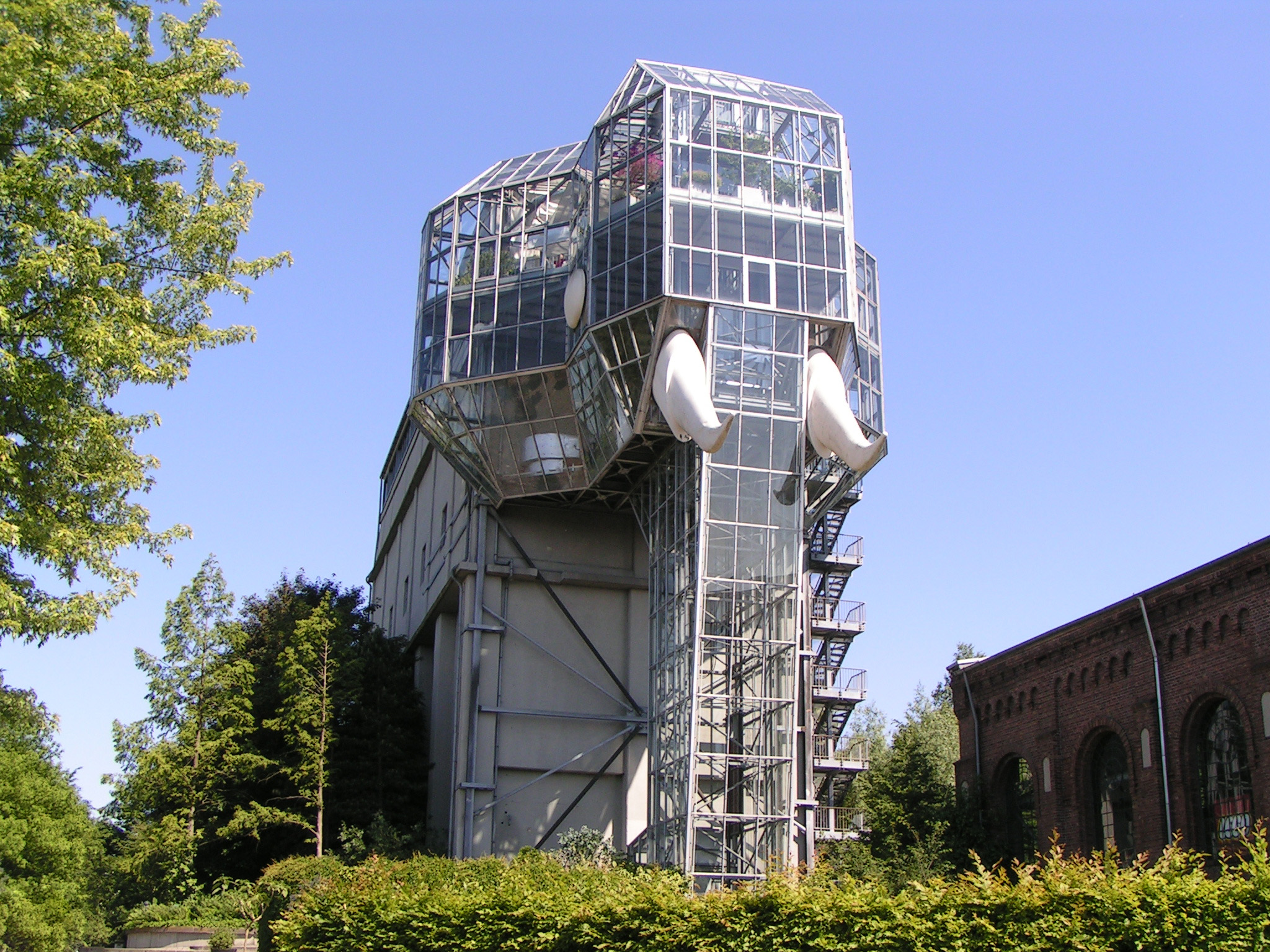
ハム市の象徴的建造物「ガラスの象」

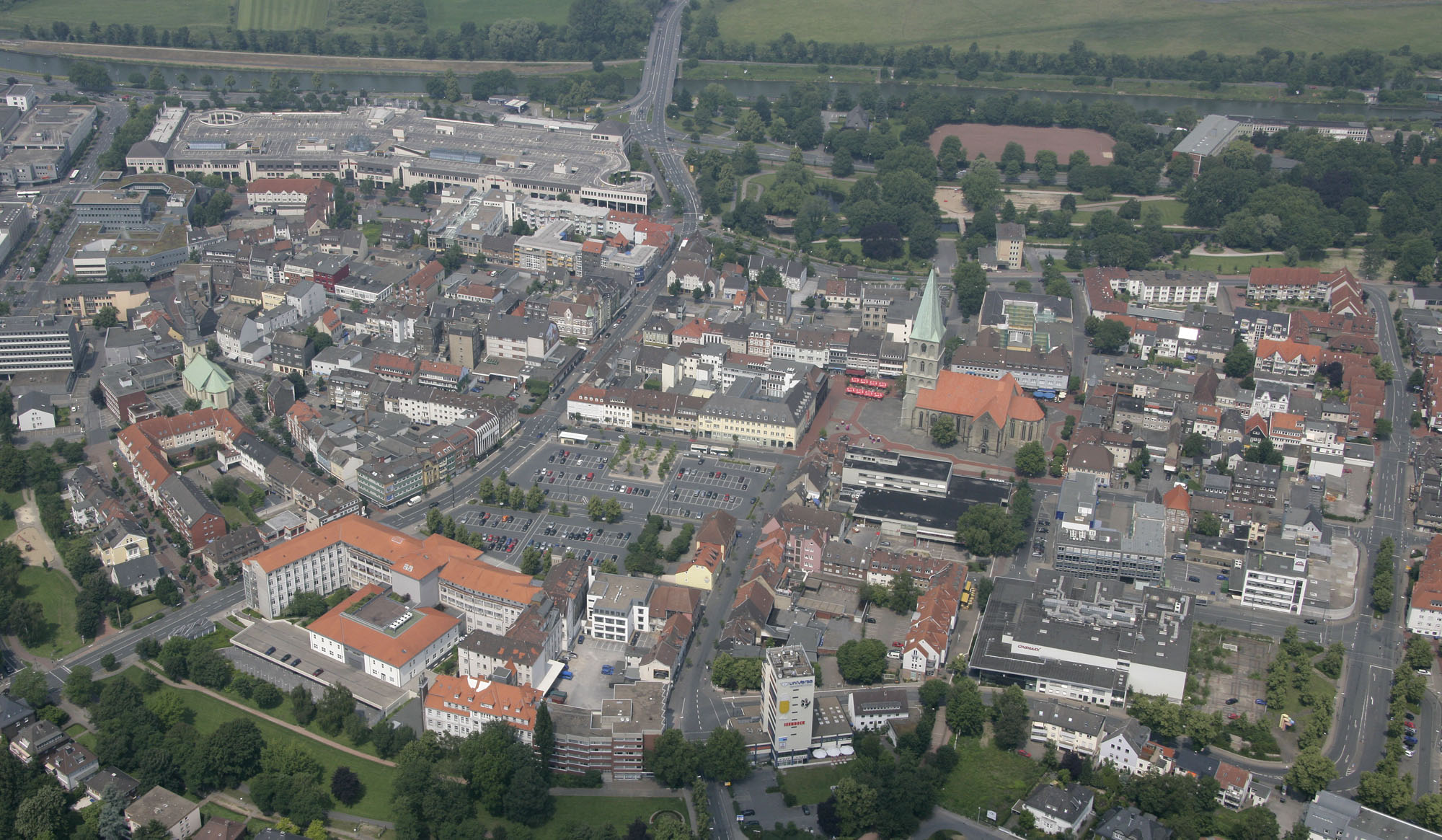
ハム旧市街

ハム (ドイツ語: Hamm, [ham] ( 音声ファイル), ラテン語: Hammona) は、ドイツ連邦共和国ノルトライン＝ヴェストファーレン州アルンスベルク行政管区北西部に位置する郡独立市である。ルール地方の北東端にあたり、ライン＝ルール大都市圏に含まれる。ハムは、多くの鉄道路線が交差する古典的な鉄道都市である。現在では大部分が閉鎖されている操車場・貨物駅は、かつてはヨーロッパ最大のものであった。ハムは「ルール地方の貨物駅」と見なされていた。
この街は、地域計画上中級中心に位置づけられている。多くの地域再編の後、1975年にハム市は現在の広がりと10万人を超える人口を獲得し、「大都市」となった。2017年の人口報告によればハムの人口は約18万人である。2016年12月31日の人口は179,570人で、ドイツの大都市リストでは43番目に位置している。
この街はヴェストファーレン＝リッペ地方連合、ルール地域連合に属し、連邦最大の上級地方裁判所であるハム上級地方裁判所の所在地である。

## 地理
ハムはルール地方の東、ヴェストファーレンの中心部に位置している。自然地域区分上、この街はヴェストファーレン盆地に属している。リッペ川の北側に位置する部分はミュンスターラントおよびリッペ高地に属している。リッペタールは南の低地につながっている。南側はヘルヴェーク沃野に移行する。ハムの市街部はリッペ川の北岸および南岸に広がっている。リッペ川は東から西に向かって、約 31.665 km にわたって市の中心部を貫いている。内市街の東で支流アーゼ川がリッペ川に左岸側から合流する。この川は市内で2番目に大きな川である。その流路は1913年に内市街の西部から東に移され、そこでは現在クアパークに潜管が設けられている。これはアーゼ川の水をダッテルン＝ハム運河を用いてリッペ川に流すものである。市域内の天然の最高地点はリッペ高地南東部でボックム＝ヘーフェル地区北西部の「イン・デア・ゾンマーブレー」通り沿いの海抜 100.5 m 地点である。市域の外側数メートルの場所に、これよりも高いクリッカー・ベルクとホムベルクがある。アーレンからオルフェンまでリッペ川の北側には山が連なっている。南岸では、リッペ低地はヘルヴェーク沃野に緩やかに上って行く。人工の最高地点は、ボタ山キッシンガー・ヘーエの海抜 112.3 m である。ハムの最低地点である海抜 37.7 m の「アム・ラウスバッハ」はリッペ川南岸にある。市境の距離は 104.0 km である。市の広がりの最大値は、南北 18.2 km、東西 21.9 km である。

### 市の構成

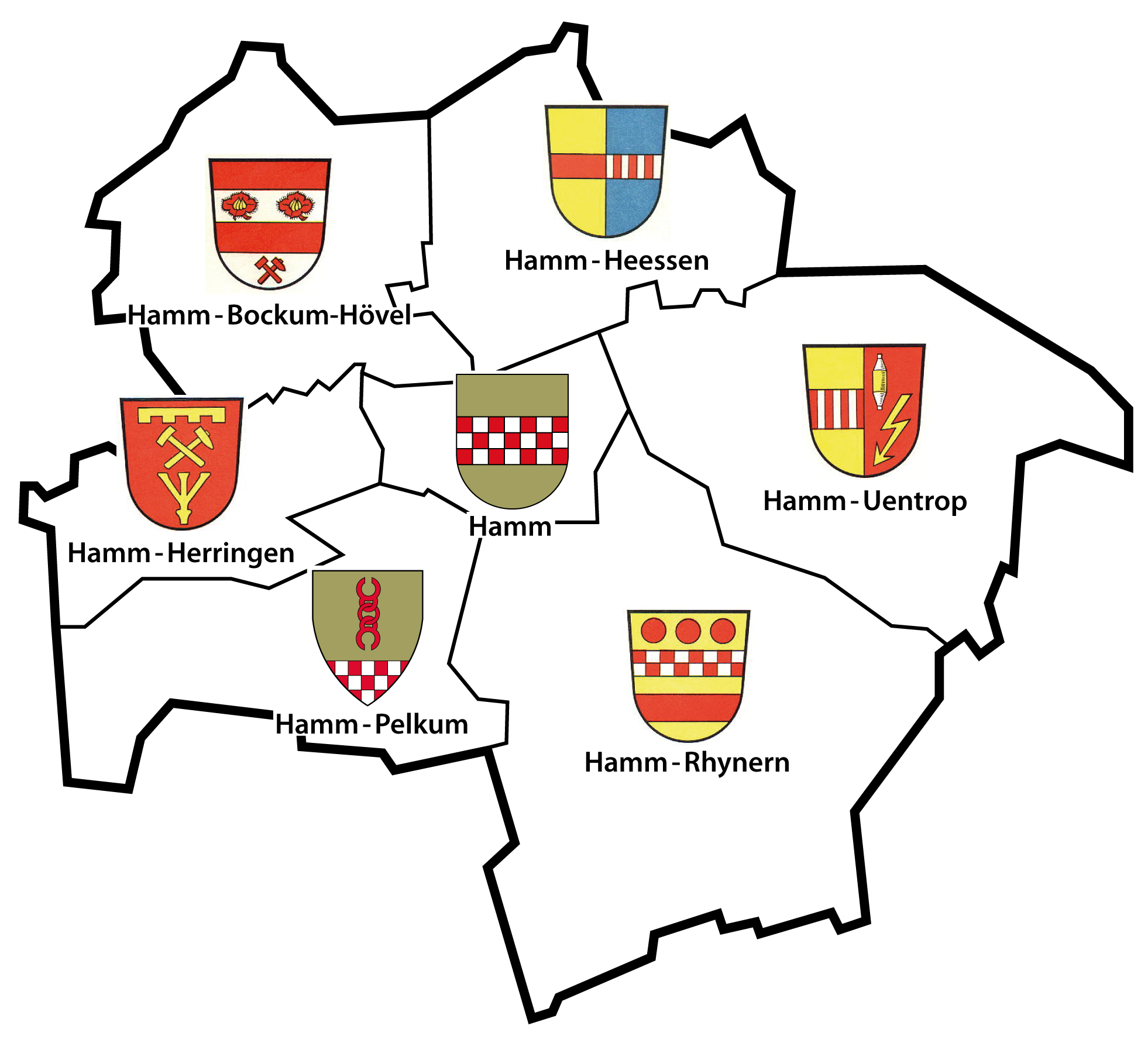
ハムの都市管区配置図

市域は、ハム＝ミッテ、ハム＝エントロプ、ハム＝リーネルン、ハム＝ペルクム、ハム＝ヘリンゲン、ハム＝ボックム＝ヘーフェル、ハム＝ヘーセンの7つの都市管区 (ドイツ語: Stadtbezirk) からなる。それぞれの管区は、管区の住民による選挙で選ばれる19人の管区議会を有している。管区議会はその構成員の中から管区の代表者で議長を務める管区責任者 (ドイツ語: Bezirksvorsteher) を選出する。
自治体行政の分散を図る観点から、ハムは住民共同体 (ドイツ語: Bürgerkommune) を形成している。
統計上の目的から、都市管区は、いわゆる「統計管区 (ドイツ語: statistische Bezirke)」さらに「建設ブロック (ドイツ語: Baublöcke)」に細分される。統計管区は2桁の番号と固有の名称で識別される。都市管区とそれに属す統計管区は以下の通りである。
- ハム＝ミッテ: シティー、イネンシュタット＝ジュート、イネンシュタット＝オスト、ジューデン・エストリヒ・デア・ヴェルラー・シュトラーセ、ジューデン・ヴェストリヒ・デア・ヴェルラー・シュトラーセ、ヴェステン・ネルトリヒ・デア・ランゲンシュトラーセ、ヴェステン・ジュートリヒ・デア・ランゲンシュトラーセ、バーンホーフ・アインシュリースリヒ・オルツギューターバーンホーフ
- ハム＝エントロプ: クアパルク、マルク、ブラーム、ヴェリース、ガイテ、オストヴェネマール、ノルトディンカー、フェッキングハウゼン、フリーリングハウゼン、エントロプ・オルツケルン
- ハム＝リーネルン: ベルゲ、ヴェストテュネン・ヴェストリヒ・デス・ハイデヴェークス、ヴェストテュネン・エストリヒ・デス・ハイデヴァークス、リーネルン・オルツケルン、オストテュネン、フライスケ、オステーフリーリヒ、ヴァムベルン、アレン、ジュートディンカー
- ハム＝ペルクム: ヴィーシャーヘーフェン/ダーベルク、ローアウザーホルツ、ゼルミゲーハイデ/ヴェートエルト、ツェッヒェンジートルング、ハリングホルツ、ペウクム・オルツケルン、ヴェスターハイデ、レルヒェ
- ハム＝ヘリンゲン: ヴェステンフェルトマルク、オストフェルト、ハイトホーフ、ヘリンゲン・オルスケルン、ノルトヘリンゲン、ヘリンガー・ハイデ、ザントボーフム
- ハム＝ボックム＝ヘーフェル: ノルデンフェルトマルク＝ヴェスト、ヘーフェル＝ミッテ、ヘーフェル＝ノルト、ヘーフェル＝ラートボート、ボックム、バルゼン、ハム＝ノルデン、ホルゼン、ガイネッゲ、フリーリック
- ハム＝ヘーセン: ノルデンフェルトマルク＝オスト、マッテンベッケ、ツェヒェ＝ザクセン、ヘーセナー・ガルテンシュタット、ヘーセナー・ドルフヴェストフーゼン、ダスベック、フリーリック

### 隣接する市町村
以下にハム市に隣接する市町村を、東から時計回りに列記する。
リッペタール (5.7 km)、ヴェルヴァー (19.4 km)、ヴェルル (8.1 km)（以上、ゾースト郡）、ウナ (0.3 km)、ベーネン (19.3 km)、カーメン (2.4 km)、ベルクカーメン (5.7 km)、ヴェルネ (14.0 km)（以上、ウナ郡）、アッシェベルク (5.2 km)（コースフェルト郡）、ドレンシュタインフルト (9.0 km)、アーレン (14.9 km)（ともにヴァーレンドルフ郡）
かっこ内の数値は各市町村との市境の長さである。ハムの市境の総延長は 104 km である。
最寄りの大都市には、市境の北約 34 km のミュンスター、南西約 30 km のドルトムント、南約 43 km のハーゲン、東約 64.5 km のパーダーボルン、北東約 62 km のビーレフェルトがある。

## 歴史

### 市史

#### 市の創設から宗教改革まで

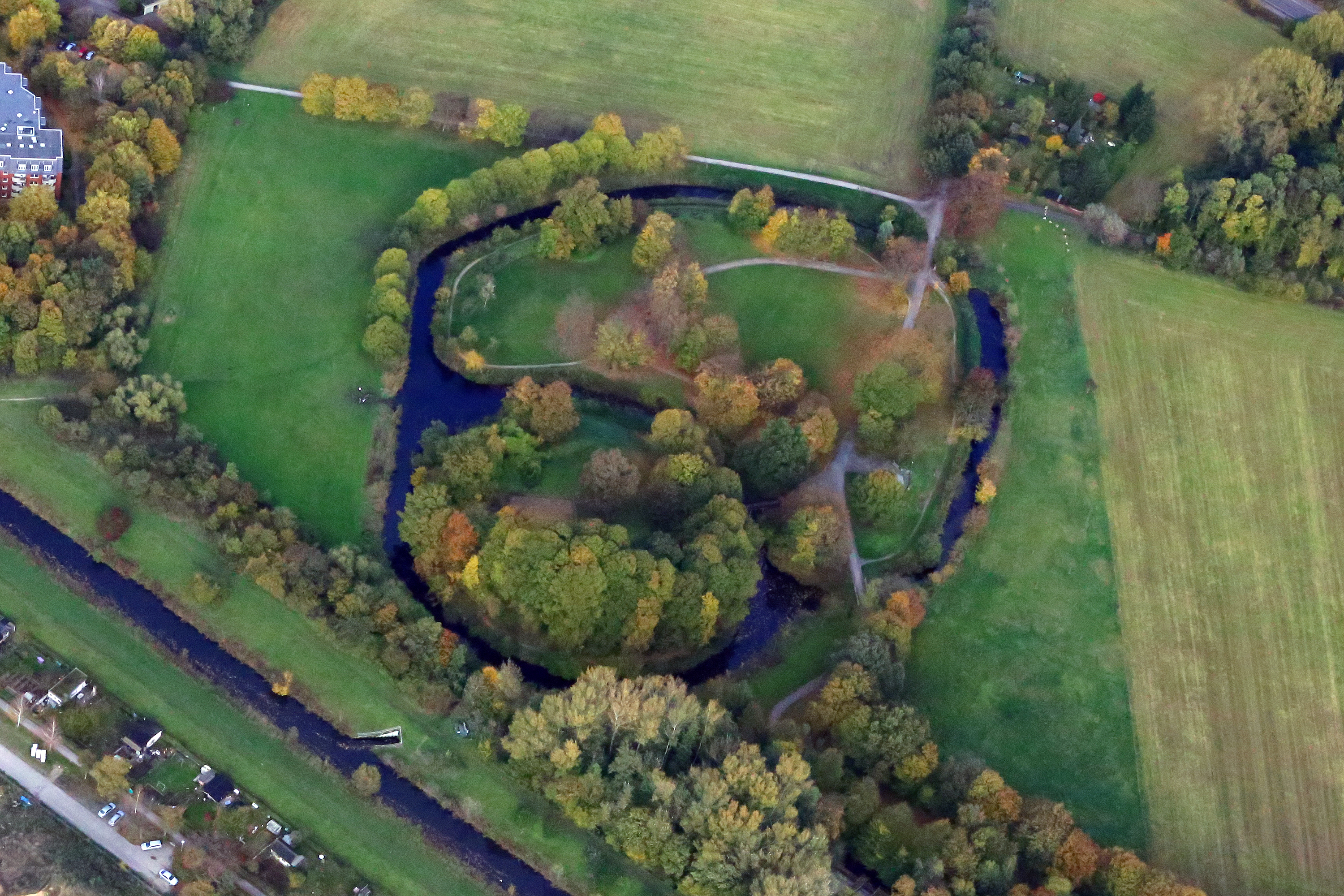
ハムの城山

ハムは、1226年の灰の水曜日にマルク伯アドルフ1世が建設し、都市権を授けた計画都市である。ハムの創設は、マルク伯領を軍事的にも経済的にも強化し、それによって統一された権力を形成することを目的とした、この伯家による一連の都市建設の始まりであった。都市建設の誘因は、ヴェストファーレンの世俗の貴族と、教会を世俗の影響から解放しザクセン公領から分離したヴェストファーレン公領の強化を目論むケルン大司教エンゲルベルト1世との間の紛争であった。部分的には密接な血縁関係にある敵対者間の緊張は、大司教が血縁者のアルテナ＝イーゼンベルク伯フリードリヒの追従者グループによって殺害されたことで頂点に達した。これによりフリードリヒは帝国アハト刑となり、最終的にはケルンで処刑された。彼の所領、城、ニーンブリュッゲ市は、懲罰処置の一環としてマルク伯アドルフ1世によって取り壊された。イーゼンベルク家の後継者はこれを自分の物にしようと努め、共通の本家であるアルテナ＝ベルク家の所領は安堵された。ニーンブリュッゲ市の住民にもリッペ川を数百メートル遡った場所に新たな土地が提供された。ニーンブリュッゲ市の遺構は、建築資材として利用された。こうして東の、アーゼ川がリッペ川に合流する地点に形成された岬に "tom Hamme" あるいは "Ham" という名前の新たな集落が建設された。これは、そこにあった古い耕牧地 "Ham" にちなんだものであった。名称は時代とともに変化し、現在のスペル "Hamm" となった。
その後数世紀の間にハムは中心的な都市となり、やがて伯の宮廷所在地となり、マルク伯領の都市の高等裁判所所在地として機能するようになった。今日まで続くこの街の永続的な司法の伝統が確立されたのである。1437年からハムの宮殿に住んだ伯ゲルハルト・フォン・デア・マルク・ツー・ハムが1461年に亡くなり、ハムは宮廷機能を失った。やがて、クレーヴェ公を兼ねることとなった伯は、クレーヴェのシュヴァーネンブルク城に住むようになった。
ハムは1549年から、ハンザ同盟においてマルク伯領の都市に対するプリンツィパルシュタット（筆頭都市）の役割を担うこととなった。ハムがハンザ同盟に加盟した精確な時期は不明であるが、様々な文献から、1417年から1471年の間とされている。1494年には近隣のミュンスターがヴェストファーレンにおけるハンザのプリンツィプルシュタットとなっている。
現在のパウルス教会の場所にあった、この街最初の宗教建築である礼拝堂は、聖ゲオルクス教会（現在のパウルス教会）建設のために1275年に取り壊された。この教会は、1337年4月17日に初めて母教会であるマルクのパンクラティウス教会から教区が分離された。この教会は現在もハムの中心となる教会建築である。1270年にはすでに、シトー会女子修道院（マリエンホーフ修道院）が設立された。この修道院は1290年に都市の前にあるケントロプ館に移された。1455年には2つめの修道院としてハム・フランシスコ修道院が創設された。この修道院はミュンスターの再洗礼派の反乱勃発時にはミュンスターに繰り返し説教者を派遣していた。この他に町の景観を形成する建物が16世紀（聖アグネス教会）と18世紀（マルティ＝ルター教会）に建設された。
1444年から1449年のゾーストのフェーデでこの街は、1444年6月5日から新たにゾーストの領主となったヨハン・フォン・クレーヴェの側につき、ゾースト市とケルン大司教との紛争に容喙した。彼らはゾーストの領主として以前の地位に復しようと試みたのであった。その結果、1444年にケルン大司教兼選帝侯によりハムの帝国アハトが宣告されたが、劇的な結果をもたらすことなく、1226年の状態が引き継がれた。こうしたフェーデや帝国アハト刑にもかかわらず、この街ではこの時代の経済が繁栄した。その根幹をなすのが、1448年に発効された条例であった。これによれば、アムト・ハムの都市の外の者は何人もパン製造、醸造業、靴作り、鍛冶、仕立屋を営むことができなかった。農村の住民はこれらを街で購入しなければならなかった。この条例は19世紀になるまで有効であった。1498年のミュンスター市との同盟協定もハム市が比較的高い自治権を有していたことの証拠である。1503年にローマ＝ドイツ王、後の皇帝マクシミリアン1世によって、ハムはすべてのヴェストファーレン秘密裁判やその他の他所での裁判を免除された。
1531年のペストと思われる疫病、1533年から始まった市民闘争、地方領主の様々な干渉によって経済的衰退が起こった。

#### 宗教改革からフランス革命まで
ハムでは1553年に宗教改革がなされた。大きな市教会聖ゲオルクおよびラウレンティウス教会（現在のパウルス教会）は「改革された教区教会」と改名され、これ以後ハムの強力な改革派組織の集会所となった。新しいルター派教会が1562年にオランダのカルヴァン主義者カレル・ガルスを牧師に選ぶと、聖像破壊運動が興った。これによって、この教会の芸術作品のほぼすべてが破壊された。
1557年に飢餓が、1558年には度重なる火災がこの街を苦しめた。その少し後、領主であるクレーヴェ、マルクおよびラーヴェンスベルク公ヨハンに対するリンネル織り職人のツンフト代表による陳情に端を発したパン職人とリンネル織り職人の争いにより、市は苦労して獲得した特権を1570年に失うこととなった。その結果、ハムの自治権は縮小され、領主の絶対支配の余地が生まれた。
早くも八十年戦争でハムは戦闘に巻き込まれ、この都市周辺を含むヴェストファーレン地方は1587年から繰り返し荒廃させられた。スペイン軍司令官でオランダ総督のアレッサンドロ・ファルネーゼは1587年に軍をハムの前にまで進軍させた。彼はこの街を征服しようとし、街は身代金を支払った。1598年、略奪を行うスペイン兵はハムの北に位置するキルヒシュピール・ヘーセンを荒廃させた。1600年頃の魔女狩りの犠牲者のためにハム＝ヘーセンに記念碑が建立されている。1609年にマルク家の男系血統が断絶するとその伯領はユーリヒ＝クレーフェ継承戦争によりブランデンブルク選帝侯領となった。選帝侯は1614年にオランダへの援軍を要請され、その軍は9月23日にハムに宿営した。1618年の戦争勃発後、1648年まで様々な軍勢がハムを占領した。三十年戦争終結のヴェストファーレン条約によってようやくブランデンブルクによる領有の主張が認められた。しかしマルク家の遺産問題が最終的に解決したのは、分割協定が結ばれた1666年のことであった。ハムはブランデンブルク領に残留し、その兵舎を有していた。この兵舎は伝統的に歩兵連隊で構成され、その後当時のプロイセンのナンバーリングの導入によって、1646年から歩兵第9連隊となり、マルク伯領から徴兵された。

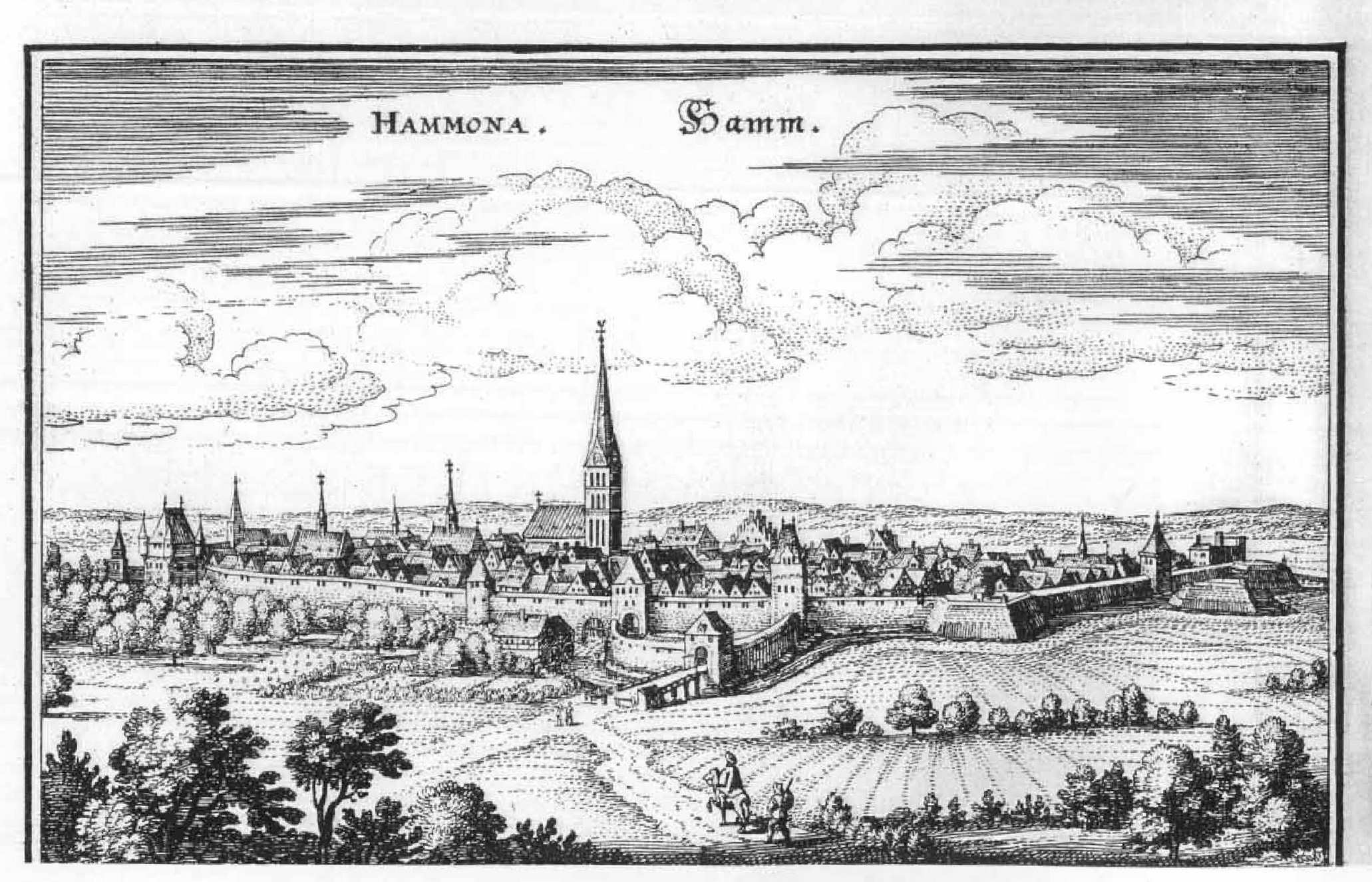
1647年に出版されたマテウス・メーリアンの銅版画に描かれたハム

1650年にハムで最初の書籍印刷業者が確認される。1657年には、法学、神学、哲学の3つの専門学部を持つ大学ギムナジウム・イルストレ・アカデミクムが設立された。こうした発展は、この街の新たな繁栄と同時に、戦後の領邦復興にかける領主の努力を示すものでもある。この大学は、1781年まで存続したが、それ以前の1766年からすでに学生は登録されていなかった。この学校は、中世から存続していたラテン語学校に統合された。現在の人文系ギムナジウム・ハモネンゼがその後継である。
1701年、ブランデンブルク選帝侯領は、プロイセン王国に移行した。1718年にハムは、毎年交替する議会の替わりに永続的なマギストラート (Magistrat) 制度を導入した。
1741年にハムは、この街の発展を繰り返し阻害する災厄の1つに見舞われた。今度は大規模な都市火災であった。旧ハンザ都市時代の古いゴシック様式の市庁舎や346棟の家屋が犠牲となり、パウルス教会の塔や市文書館も灰燼に帰した。数多くの民家が石造りで再建された。この火災を教訓に1743年に火災条例が制定された。プロイセン政府は自治体行政に関する命令を発令し、1753年にハムを郡庁所在地とするハム郡が設立された。これに加えて、ハム地方裁判所や1787年にはメルキシェ戦争・邦有地管理局が設けられた。その総裁には初めシュタイン男爵が任命された。1760年代の七年戦争（1756年 - 1763年）は、新たな街の破壊と、それに伴う防衛施設の強化をもたらした。最終的には1772年に新しい兵舎が建設され、兵舎の周囲には防衛施設が設けられた。これはそれまでの市民の住宅に設けられた。兵舎建設のための資材を調達するためにマルク城は破壊された。1803年にはその最後の基礎壁も撤去された。自然石は、岩の乏しいリッペマルシュでは高価である。

#### 近代

##### フランス革命からドイツ国建国まで
フランス革命はハムに難民の波をもたらした。その中に未来のフランス王ルイ18世と後のシャルル10世がいた。彼らはハムをフランス亡命政府の拠点とし、何か月もの間この街に滞在し、フランスに属してはいないものの、その擬似首都となった。1796年から1798年に市門が解体された。ハムはこれ以後も（1884年までは）兵舎所在都市ではあったが、防衛施設を持たなかった。それまでの防衛施設は、戦争技術の発展に追いつけなくなっていた。フランス革命の結果はプロイセンに、従ってハムにも押し寄せてきた。1806年10月23日、フランス皇帝ナポレオン軍がこの街に進軍してきた。1808年にハムはベルク大公国の領土となった。フランスをモデルに建国されたこの属国内でハムは小郡の主邑となった。1813年にハムは再びホーエンツォレルン家の所領となった。しかし1815年、フランスとの講和条約に基づいて、旧マルク伯領周辺地域の行政機能所在地はアルンスベルクに移され、ハムはその地位を失った。新しい行政管区（県）はハムに置かれる予定であったが、アルンスベルクに行政管区を置くよう斡旋していた州長官ルートヴィヒ・ヴァン・ヴィンケの策動によりこの計画が阻まれた。その代償に、それまでクレーヴェにあった上級地方裁判所がハムに置かれた。1816年からインフレーションと飢餓がこの街を支配した。ナポレオン戦争後、州と市はプロイセンの支配下に復し、1840年からは東、南、西の郊外が大きく発展した。1839年に「アルンスベルク県の国防騎兵隊に奉仕する馬調教協会」が発足した。この年以後、馬市が開かれた。1961年から最後の開催となった2008年まではツェンツラルハレ（中央ホール）で開催されていた。
工業化の時代は、1840年代の終わり頃に、ミンデン方面からすでに存在していなかった市門の前まで押し寄せてきた。ハムに鉄道が建設されたのである。最初の駅舎は1847年に開業した。これはハム経済の駆動力となり、金属工業の進出を助長した。1848年の革命はハムに影響を与えないではいなかった。暴動を鎮圧するためにイーザーローンへ行軍中の軍隊がハムで歓迎を受けた。1853年には、ハムの司法の長い歴史の中で最後の死刑執行がなされた。19世紀後半にめまぐるしい経済発展が起こった。1856年にホプレッカー＝ヴィッテ＝ヘルバース・ケーブル工場が開業し、現在の WDI の基礎が築かれた。

##### ドイツ国建国から第一次世界大戦終戦まで
1871年のドイツ国建国は、国家のプライドと戦争で敗れたフランスからの保証金とともにその発展を後押しした。1873年にはすでに、フライスケ地区の人々は新たな工業の原動力となる「黒い黄金」、すなわち石炭の探索を至る所で行った。3年後（1876年）の調査ボーリングがマルク集落近郊で塩水泉を掘り当てた。この発見がハム鉱泉の創設につながり、現在の市区名バート・ハムに反映されている。こうした発展に鼓舞されて市は大きく成長し、これに伴って都市生活を送るための近代的なインフラストラクチャーが必要となった。1891年から1892年に下水道が建設された。1898年には最初の路面電車が開通し、1858年にガス工場（最初は街灯用であった）が設立された。19世紀から20世紀への変わり目頃、1901年にハムは人口3万人を超え、ハム郡に留まらなくなった。本市は郡独立市となったが、当初は郡行政機関の所在地であり続けた。現在の市域における鉱山の時代は、デ・ヴァンデル鉱山（1901年）のハインリヒ坑とロベルト坑が掘られた1903年に始まった。さらにマクシミリアン坑、その後ラートボート坑（1905年）やザクセン坑（1912年）が続いた。しかし1908年は、ハム市と当時のボックム＝ヘーフェル町にとって禍の年になった。激しい嵐とその後に起こったラートボート坑の坑内火災によって348人の死者が出た。1913年、ダッテルン＝ハム運河が完成した。ハム都市港は1914年に開港した。
それまでの多くの戦争がそうであったように、第一次世界大戦がこの街の発展を妨げ、1914年に地下水が充満したことでマクシミリアン坑は放棄されざるを得なかった。戦時輸送の緊急性が優先されたため、必要な資材をタイミング良く入手することができなくなった。

##### 11月革命とヴァイマル共和政
第一次世界大戦終結とともに、駅幹部職員選任を巡ってドイツ革命に巻き込まれていった。1918年11月9日、労兵レーテが結成されたが、翌1919年3月2日のプロイセン地方議会選挙で政治的に排除された。ヴァイマル共和政時代の地方選挙では、総じて中央党がハムでの指導的地位を占めた。中央党は1933年3月の不自由な選挙で初めて NSDAP に敗北した。1918年12月にガス工場が操業を停止した。その替わりに、1920年からラートボート坑がこの街にガスを供給した。
1920年、カップ一揆に触発されて坑夫らが結成した「赤軍」が国防軍と戦闘を起こし死傷者が出た。鉄道橋が爆破され、失敗した坑夫の指導者3人が射殺された。ルール占領時にドイツ国初代大統領フリードリヒ・エーベルトがハムを訪れた。ルール地方の占領された地域から逐われた役人たちが亡命した。これには、ハムでベルギーやフランスに対する抵抗運動を組織していた国有鉄道指導部などが含まれていた。
1925年ハムの近郊交通機関として乗合バスが開業した。この乗合バスは1961年から路面電車に完全に置き換えられた。

##### 国家社会主義
ナチ党の権力掌握後、市内では社会民主主義者や共産主義者に対する警察の介入が繰り返された。ユダヤ人コミュニティに対する最初の侵害も行われた。1933年12月15日のプロイセンの Gemeindeverfassungsgesetz や1935年1月30日のドイツ自治体法により、ハムにおいても市行政や市指導部の強制的同一化が完了した。1985年11月の迫害運動（水晶の夜）でハムのシナゴーグが荒らされ、その後ユダヤ人自身によって取り壊された。これ以後、外国へ亡命するなどして安全を確保することができなかったドイツのユダヤ人は国外追放された。
1933年に動物園が開園し、1938年には現在の連邦アウトバーン2号線が建設された。1936年にヴァルメン・アン・デア・ルールの上水道が、軍需産業も含め全般的な水供給を改善するためにハム市をその管轄に含めた。1939年4月1日、ブルク・マルクの残りを含むマルク村が本市に合併した。

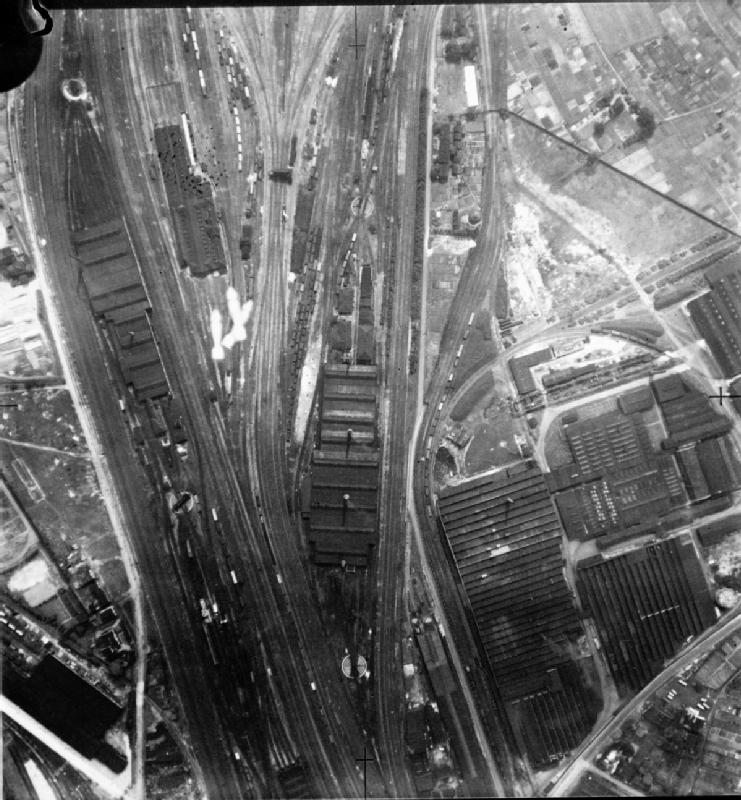
イギリス軍の空爆を受けるハム駅

第二次世界大戦では、ルール地方は頻繁にイギリス空軍 (RAF) およびアメリカ空軍 (USAAF) の爆撃目標とされた。1945年の終戦までに市街地の他にハム操車場、ヨーロッパ最大であった貨物駅、ヴェストファーレン・ケーブル産業/ヴェストファーレン連合など数多くの工場を含め、約 60 % が破壊された。最初の爆撃は早くも1940年6月初めに行われた。これはイギリスの工業都市の一般市民に対するドイツ軍による攻撃に対する報復としてイギリスの爆撃機が夜間に攻撃したものであった。この他に1940年9月8日の真夜中前にも攻撃がなされた。2機の爆撃機が聖母教会を爆撃し、甚大な被害をもたらした。これは爆撃の犠牲となったドイツで最初の教会であり、ゲッベルスが率いるナチス広報部門がこれを利用した。この結果、ハムには11棟のトーチカや数多くの防空壕が設けられた。
USAAFのハムに対する日中の空爆が1943年3月4日に行われた。メーネタール堰などが破壊された1943年5月16日/17日のチャスタイズ作戦では、RAF爆撃機部隊はハム周辺を大きく迂回して飛行した。1944年の大規模な攻撃は本市に深刻な被害をもたらした。死者1029人（収容所収監者/戦争捕虜 233人を含む）の他、大量の文化財が失われた。1741年の火災以後に設けられていた市立文書館は1944年12月に再び失われた。同じ年、ザクセン坑で死者169人の出す事故が起きた。1945年の戦争終結間際にハムはアメリカ軍に占領された。

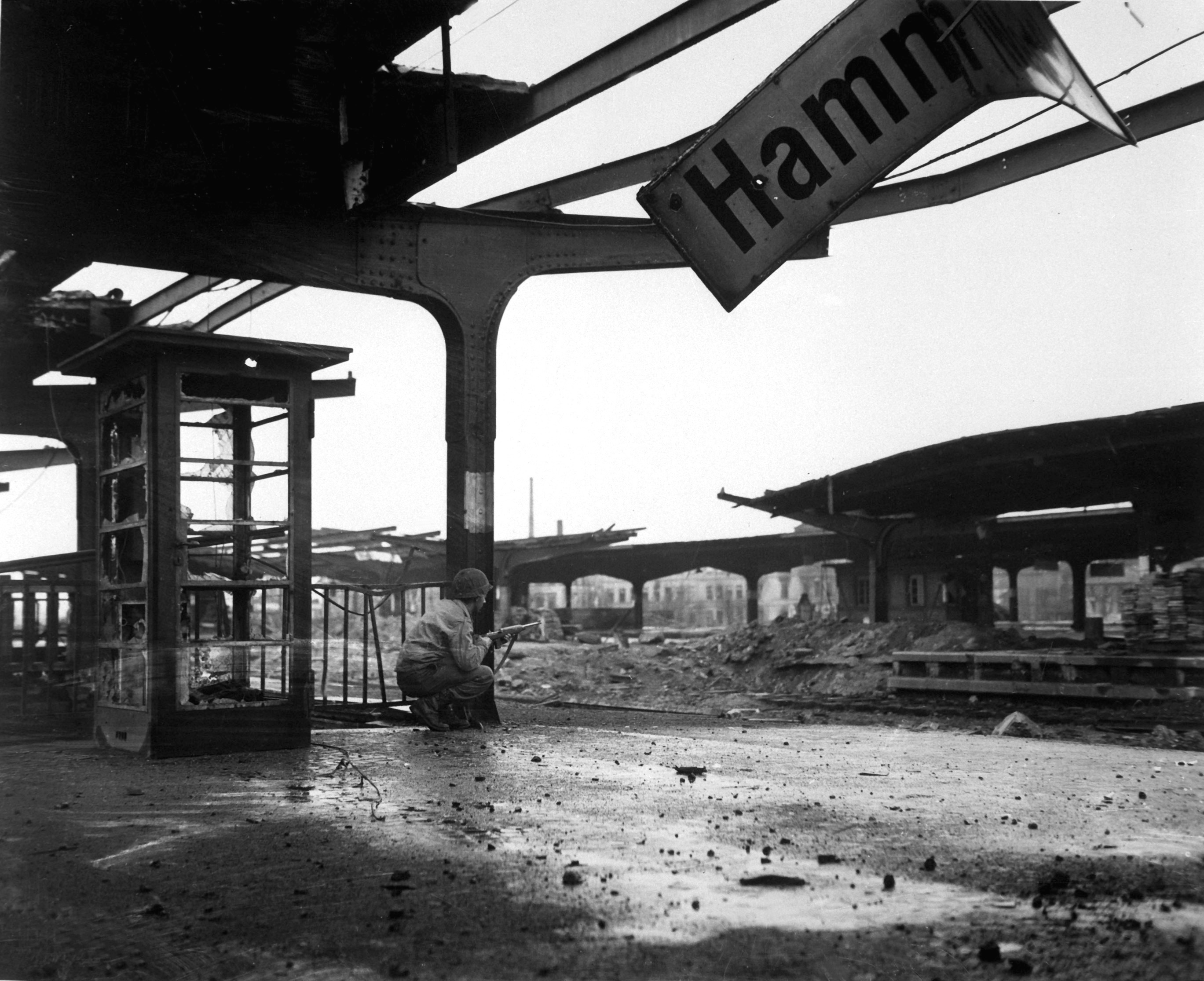
廃墟と化したハム駅のアメリカ兵（1945年4月6日）

ハムは、1945年4月初めにアメリカ軍によって占領された。ドイツの他の場所では戦争は5月初めまで続いていた。戦争は5月8日に国防軍の無条件降伏で終結した。ハムは、ヴェストファーレンのルール地方でドルトムントに次いで最もひどく破壊された都市であった。

##### 現代
終戦、この街の復興が必須であった。瓦礫の中から、無傷で残った（現在でも一部が運用可能な状態で残されている）トーチカが突き出していた。1951年に動物園が再開され、1954年にパウルス教会が新たに聖別された。ただしその教会塔が完成したのは1962年であった。この街で最初の高層ビルの建設は、1959年に終了した。この建物は高層のトーチカを凌駕し、ハム上級地方裁判所とその首席検事の所在地となった。塩泉の枯渇により、温泉町ハムの伝統は1960年に途絶した。かつての温泉施設の敷地は、現在もリハビリセンターとなっている。マクシマーレ（塩泉）と枝条架装置の建物は、温泉町ハムの伝統を引き継ぎ、刷新して行くという市の上層部の意志を表している。1968年1月1日、ハムはかつての町村ベルゲ、ヴェストテュネンおよびヴィーシャーヘーフェンの一部と合併して拡大した。1975年1月1日、第二の自治体新設法（ミュンスター/ハム法）に基づき、ボックム＝ヘーフェル、ヘーセン、ペルクム、リーネルン（ヒルベックを除く）、エントロプを併合した。
1977年に、電力、水道、ガス供給、近郊交通の様々な会社がシュタットヴェルク・ハム GmbH に統合された。

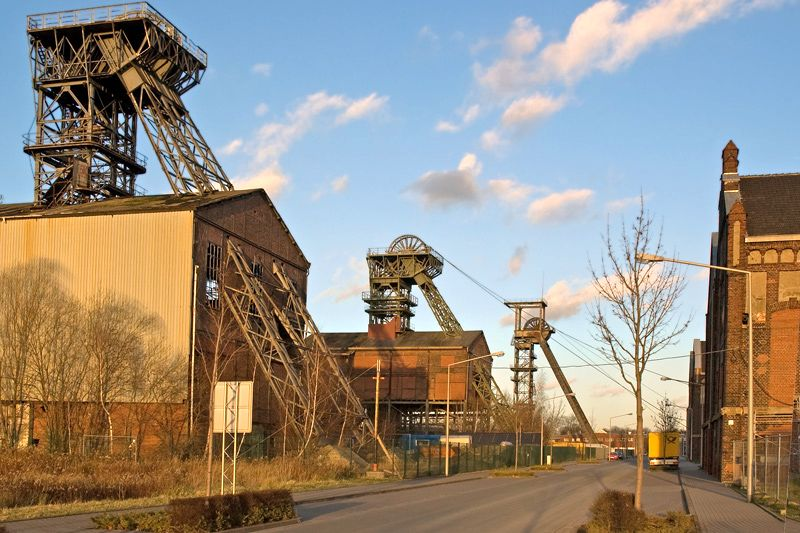
ラートボート坑跡

鉱業のゆっくりとした衰退は1976年にハムに及んだ。ザクセン坑の閉鎖は、3年後に行われたその巻き上げ塔の爆破とともに失業の波をもたらし、その後1990年にラートボート坑での採鉱が停止されたことでより深刻化した。鉱業の衰退によって必要となった構造改革は、2010年代の現在も完了していない。
1983年、エントロプでの超高温原子炉（原子力発電所THTR-300）の建設により、ハムの原子力時代が始まった。その時代は早くもチェルノブイリの事故によって1989年9月1日に完全に幕を閉じた。1986年5月4日の事故やその他の多くの不具合によってこの新しい技術に対する信頼性が完全に損なわれたことから、この年にコストを理由として原子力発電所の廃止が議決された。1991年10月10日、この発電所の乾燥冷却塔が爆破された。
1984年、ハムで初めてノルトライン＝ヴェストファーレン州庭園博が開催された。旧マクシミリアン坑の敷地に、マクシミリアンパークが建設された。この庭園は現在も本市最大級のレジャー・保養施設の1つである。このために造られた巨大な「グラースエレファント」（ガラスの象）は、現在、パウルス教会とならんで本市の象徴的建造物となっている。1985年に市のゴミ焼却施設が稼働を開始した。その1年後にマサネク事件がこの街を揺さぶった。特にゴミ焼却施設やスケートリンクに貢献があった、経済振興・スポーツ・塵芥処理部門の2人の博士号が偽造であったことが判明したのである。
同じく1984年に、ハマー・バンク・シュパダカ e.G. の理事が脱税幇助の罪で捜査され、逮捕された。捜査の結果、大規模な銀行監査が行われ、多くの債権の再評価が終了し、この協同組合銀行は経営破綻の危機に瀕した。1987年にこの銀行から、ドイツ協同組合銀行のバッドバンクの1つである BAG 銀行が成立した。

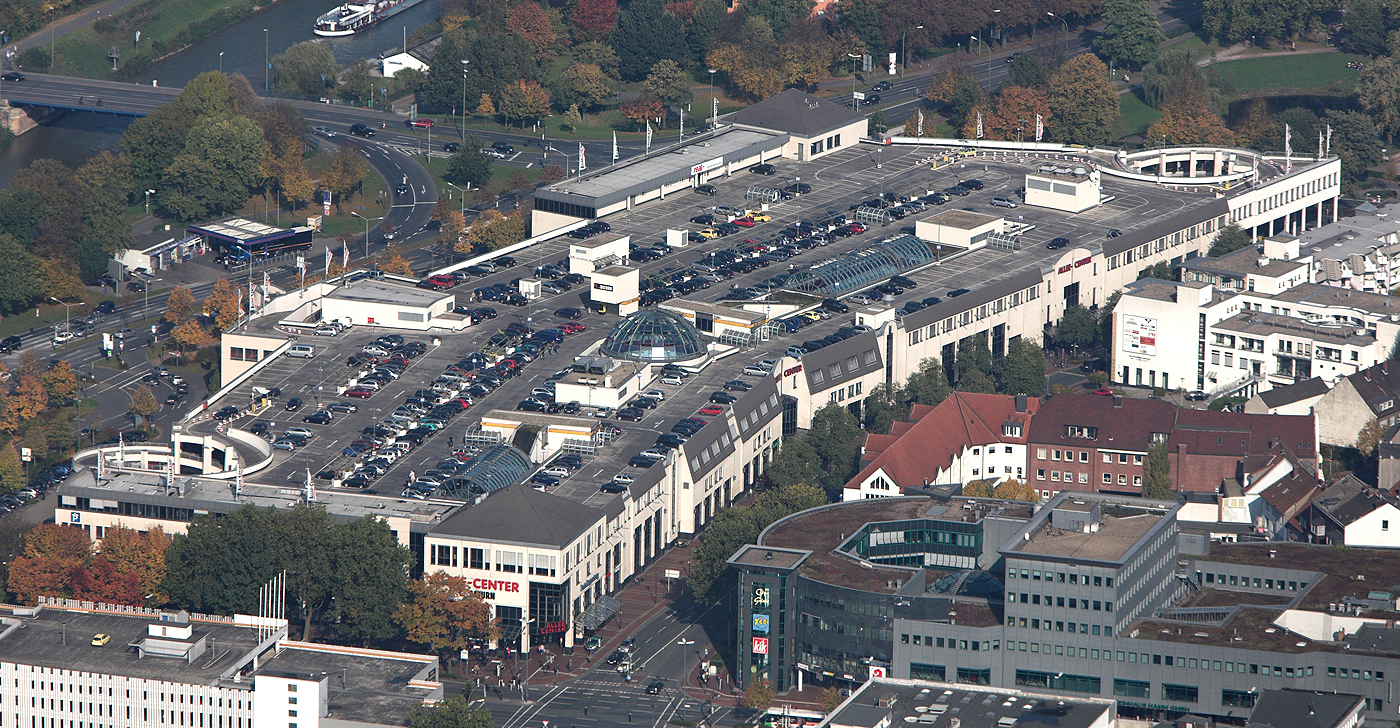
ショッピングモール「アレー＝センター」

1988年のイーゼンベック・ブルワリーの閉鎖により、ハム市の何世紀にも及ぶビール醸造の伝統が途絶えた。1990年に古い醸造所を解体した後、アレー＝センターの建設用地に転用された。1992年に開業し、1997年からは通りの向かいに位置するリッターパサージェと統合され、本市最大のショッピング複合施設となった。
1990年から民間ラジオ局リッペ・ヴェレ・ハムがハムで放送を開始し、1993年からケーブルテレビのオープン・アクセスが開始された。同じ年にグスタフ＝リュプケ博物館の新館が開館した。この博物館は、ドイツ最大級のエジプト・コレクションを収蔵しており、街の歴史を紹介する常設展示の他に定期的に興味深い入れ替え展示を行っている。ハムの文化・エコ都市への改革は、1998年のエコセンターの設立、大規模シネマコンプレックス「シネマックス X」の開館、改修・一部新築されて2003年に再開されたクアハウス、SRH流通・経済専門大学の開校と、徐々に進行している。この大学は、市立図書館や市民大学とともに2010年に、中央駅に隣接する旧ホルテンゲレンデの新しい建物（ハインリヒ＝フォン＝クライスト＝フォーラム）に入居した。ハム市立図書館は2005年に "Bibliothek des Jahres 2005"（2005年優良図書館賞）を受賞し、文化都市ハムの姿を完成させた。
2002年7月7日の完成・神聖化以降、エントロプのヒンズー教寺院スリ・カマチ・アンパルはヨーロッパ最大のタミール＝ヒンズー教寺院であり、北部インド様式で建設されたロンドンの寺院に次いでヨーロッパで2番目に大きなヒンズー教寺院である。2006年と2007年に街を騒ぎに巻き込んだ2つの政治的な影が落とされた。リッペ川沿いの草地に人造湖（ハム・アンス・ヴァッサー）を造る政策は、あらゆる予想に反して、住民投票の結果、失敗に終わった。ゾーデンカンプ事件は20年前のマサネク事件 を思い起こさせるものであった。フレンデンベルク出身のCDUの地方政治家ディルク・ゾーデンカンプは、偽造した書類で市の文書官の地位を得ようとし、より優れた応募者があったにもかかわらず採用された。しかし、2006年以降喜ばしい知らせもあった。1月、ノルデンヴァルに位置するエリーザベト小児病院の解体工事中に、1269年に初めて記録されている街の創設者マルク伯アドルフ1世の城の基礎壁が発見された。発見された壁の遺構は一部が新たに復元され、老人福祉施設「アン・ザンクト・アグネス」前の土地で見ることができる。

### 市町村合併
1939年4月1日、ハム市にマルク（アムト・リーネルン）が合併した。マルクはマルク伯の故地であり、家名はこの地にちなんで名付けられた。1968年1月1日にベルゲとヴェストテュネン（アムト・リーネルン）およびウナ郡ヴィーシャーヘーフェン（アムト・ペルクム）の大部分がこれに続いた。現在の郡独立市ハムの版図は、1974年の市町村新法で、1975年1月1日に発効したミュンスター/ハム法 §44に基づいている。当時以下の市町村がハムに合併した。
- ボックム＝ヘーフェル市、リューディングハウゼン郡
- ヘーセン市、ボックム郡
- エントロプ、ウナ郡。この町は1968年にブラーム＝オストヴェネマール、フリーリングハウゼン、ハーレン、ノルトディンカー、シュメハウゼン、エントロプ、ヴェッキングハウゼン、ヴェリースが合併して成立した町である。
- リーネルン（ヒルベックを除く）、ウナ郡。この町は1968年にアレン、フライスケ、ヒルベック、オスターフリーリヒ、オストテュネン、リーネルン、ジュートディンカー、ヴァムベルンが合併して成立した町である。ヒルベックは1975年にヴェルルに合併した。
- ペルクム、ウナ郡。この町は1968年にヘリンゲン、レルヒェ、ペルクム、ザントボーフム、ヴェートフェルト、ヴィーシャーヘーフェンの一部（1968年まではアムト・ペルクム）が合併して成立した町である。

## 住民

ハム市の1871年以降の人口推移

### 人口推移
人口推移の状況を自由に遡ることはできない。最も古い正確な数字は、1819年の人口調査結果である。それ以前の世紀の値は不正確な見積もりに基づいている。たとえば、この街の1618年の人口が約 1,000人と見積もれる程度の精度である。
1819年のハムの人口は 4,657人であった。現在ではハムよりもかなり大きな、当時の自由帝国都市ドルトムントの同じ年の人口は 4,453人であった。エッセンは1822年に 4,842人、ミュンスターは1818年にすでに 15,158人、ケルンの1819年の人口は 55,355人であった。ハム、ドルトムント、エッセンは19世紀初めにはいずれもライン＝ヴェストファーレンの中規模都市であり、ゾーストやウナと同規模の街であった。ハムでも19世紀の初めに工業化が徐々に興ったことで街は大きくなり、その後人口は急速に増加した。この街の人口は1819年の 4,467人から1900年には 31,371人に増加した。このため、1年後には郡から外れ、郡独立市を形成した。以下の表に示す通り、19世紀半ばから特に西部地区で人口増加が著しく加速した。これは1853年および1856年に西部地区に設立されたケーブル会社ヴェストフェリシェ・ドラートインドゥストリー (WDI) とヴェストフェリシェ・ウニオーンがただちに数百人の従業員を雇用した結果である。
| 年   | 旧市街 | 西部地区 | 北部地区 | 南部地区 | 東部地区 | 合計   |
| ---- | ------ | -------- | -------- | -------- | -------- | ------ |
| 1843 | 5,313  | 716      | 401      | 132      | 273      | 6,835  |
| 1846 | 5,462  | 693      | 406      | 153      | 221      | 6,915  |
| 1849 | 5,761  | 744      | 462      | 120      | 249      | 7,336  |
| 1852 | 6,320  | 964      | 544      | 122      | 287      | 8,237  |
| 1855 | 6,352  | 1,202    | 614      | 140      | 289      | 8,597  |
| 1858 | 7,008  | 1,771    | 759      | 147      | 337      | 10,022 |
| 1861 | 7,431  | 2,721    | 965      | 338      | 426      | 11,881 |
| 1914 | 7,749  | 21,703   | 5,242    | 10,058   | 2,980    | 47,732 |

1925年までに人口は5万人を超えた。その後の近隣市町村の合併、特に1975年1月1日の自治体再編によって、人口は 83,000人から 172,000人に倍増した。ハムはこれによって大都市に仲間入りした。2003年に人口は184,961人の史上最高値を記録した。ノルトライン＝ヴェストファーレン州のデータ管理・統計局による2006年12月31日のハムの「公式人口」は183,672人であった。2007年12月31日には 179,853人に減少した。
2013年現在の人口は 176,048人で、IT.NRWが予測した2025年の人口よりも約 4,000人少ない。

### 宗教

#### 統計
ハム市の2018年住民報告書によれば、1997年当時の市内の宗教分布は以下のようであった:
- カトリック教会: 41.7 %
- 福音主義教会: 35.6 %
- その他の宗教または無宗教: 22.7 %

これに対して、2017年末時点の宗教分布は以下の通りであった:
- カトリック教会: 34.3 %
- 福音主義教会: 28.2 %
- その他の宗教または無宗教: 37.4 %

#### カトリック教会

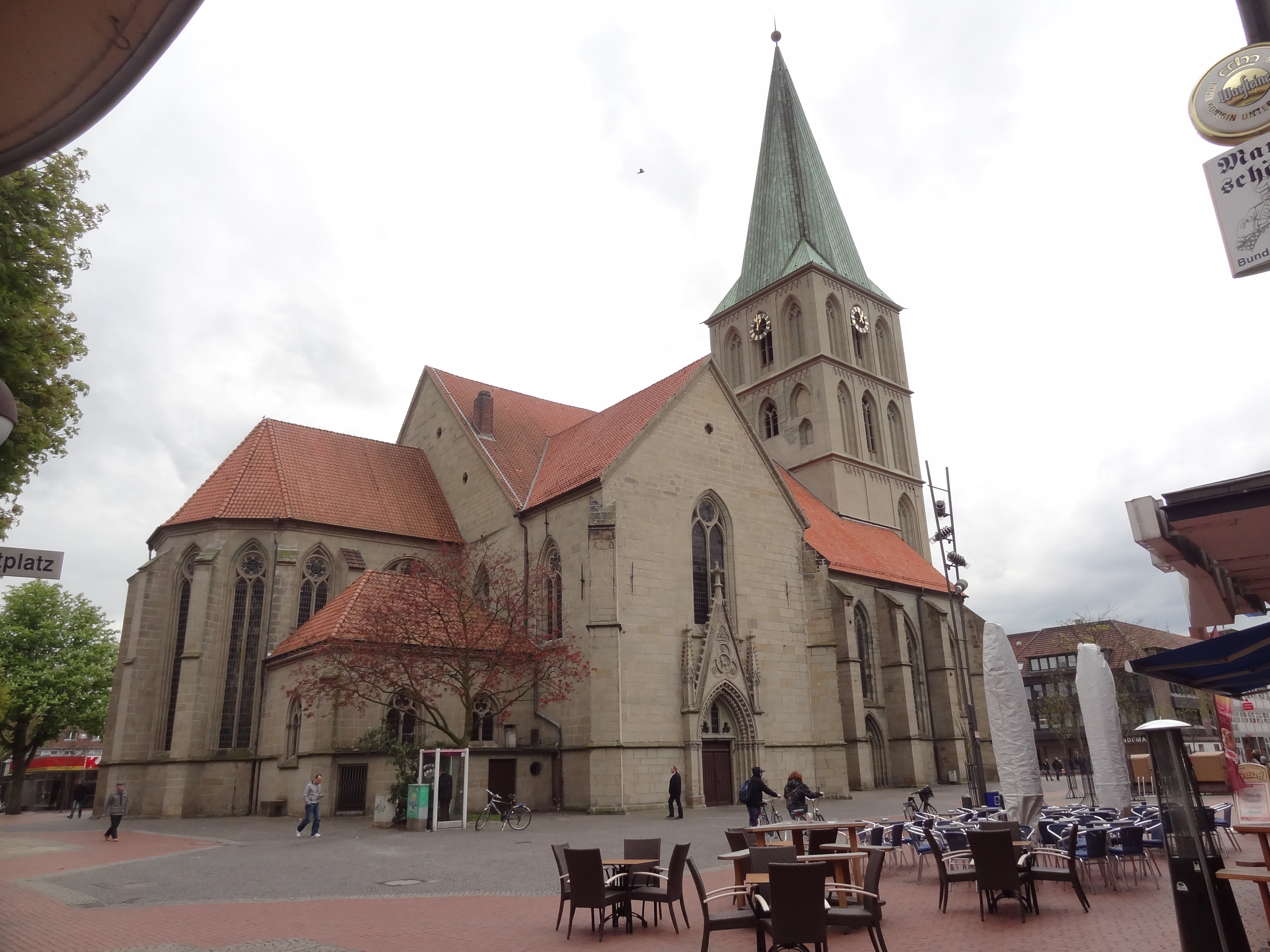
パウルス教会

何世紀も前からローマ＝カトリック教会の司教区境がハム市内を通っていた。リッペ川北岸地域はミュンスター司教区、南岸地区はケルン大司教区ドルトムント首席司祭区に属していた、あるいは現在も属している。1337年にハムはマルク伯によって分離された教会区の主邑となり、1553年まではハムのカトリック教区教会があったのだが、その後ルター派に転じた。それ以後もハムに留まったカトリック信者は1638年までフランシスコ会ハム修道院がケアを行った。この修道院は1660年から公式に教区の権利を有した。1821年リッペ南岸はパーダーボルン司教区（大司教区）となったが、北岸はミュンスター司教区に留まった。現在も市内は2つの司教区の2つの首席司祭区に分けられている。パーダーボルン大司教区のヘルヴィヒ首席司祭区とミュンスター司祭区のハム首席司祭区である。

#### 福音主義教会
早くも1533年から宗教改革がハムで地歩を固めていた。しかしそれが完遂されたのは1553年であった。初めはルター派の信仰であったが、1585年から改革派の教義が主流となった。ルター派信者は1650年から祭事を再開している。両教会は、19世紀に、プロイセン全土で行われたルター派教会と改革派教会を統合して共通の福音主義教会とする動きを承けて統合された。1821年にハムは、プロイセンの福音主義教会およびヴェストファーレン地方教会の教区監督官が参加する教会会議の本部所在地となった。これ以後、ヴェストファーレン福音主義教会に含まれる、ハム市および近隣のアーレン、ベーネン、ゼンデンホルスト、ヒルベック（ヴェルル市の市区）、ヴェルネの16の福音主義教会が属す現在の「ハム教会クライス」が成立した。

#### 自由教会
福音主義教会やカトリック教会の他に、ハムには様々な自由教会が存在する。たとえば、ドイツ福音主義教会連合 KdöR  に属す2つの福音主義自由教会、2つのバプテスト教会、ペンテコステ派教会、セブンスデー・アドベンチスト教会、統一メソジスト教会などである。

#### その他のキリスト教系宗教団体
新使徒派教会は、ハムでは4つの団体に分かれている。さらに、末日聖徒イエス・キリスト教会、ユタ系譜学協会の系譜学研究所がある。

#### フリーメーソン
明るい光のヨハニス・ロッジが、ハムのフリーメイソンのロッジである。このロッジは1791年7月25日に13人の人物によって創設された。翌日にゾーストや他の周辺市町村からフリーメーソンが集合した。

#### かつてのユダヤ教コミュニティ
ハムのユダヤ人は、おそらく何世紀も前にすでに礼拝所を有していた。それがどこにあったかは、現在では分かっていない。19世紀になって初めて、現在のサンタ＝モニカ＝プラッツ 5a番地にあたる場所にあった建物をユダヤ教会が獲得した。
1831年にここに礼拝所があったことが証明されている。独自のシナゴーグは、ユリウス・レンハルツの建設計画に基づいて、1868年9月12日に完成した。
1938年11月9日の排斥運動（水晶の夜）でシナゴーグは冒涜され、毀損され、略奪された。放火は、旧市街が建て込んでおり、延焼の危険があるため、論外とされた。この建物は最終的には1938年末から1939年初めに取り壊された。市は建物を撤去し、そのための費用をユダヤ教会に請求した。
ナチ時代、ユダヤ教会の信者の多くは、外国へ亡命して安全を確保できなければ、絶滅収容所に送致された。
戦後、内市街のこの付近は駐車場に転用され、シナゴーグのあった場所には公衆便所が造られた。こうした好ましくない状態が約 50年間続いた。その後内市街の再開発によって新たな広場の建設が行われた。サンタ＝モニカ＝プラッツ建設計画に基づき、駐車場は改築され、公衆便所は取り壊され、記念スペースが設けられた。記念スペースのあり方について、シナゴーグを再建しようという考えもあったが、長い議論の末、シナゴーグのシルエットを描いた記念碑が礼拝堂やクライナー・ヴェストシュトラーセ 5番地にあったユダヤ人学校、かつての活気ある生活とその抹殺を思い起こさせている。
記念スペースは、パーダーボルンのヴィルヘルム・ハーゲベリングによって設計された。そのすぐ近くのバス停は「アルテ・ジナゴーゲ/マルクト」（旧シナゴーグ/マルクト）と名付けられた。

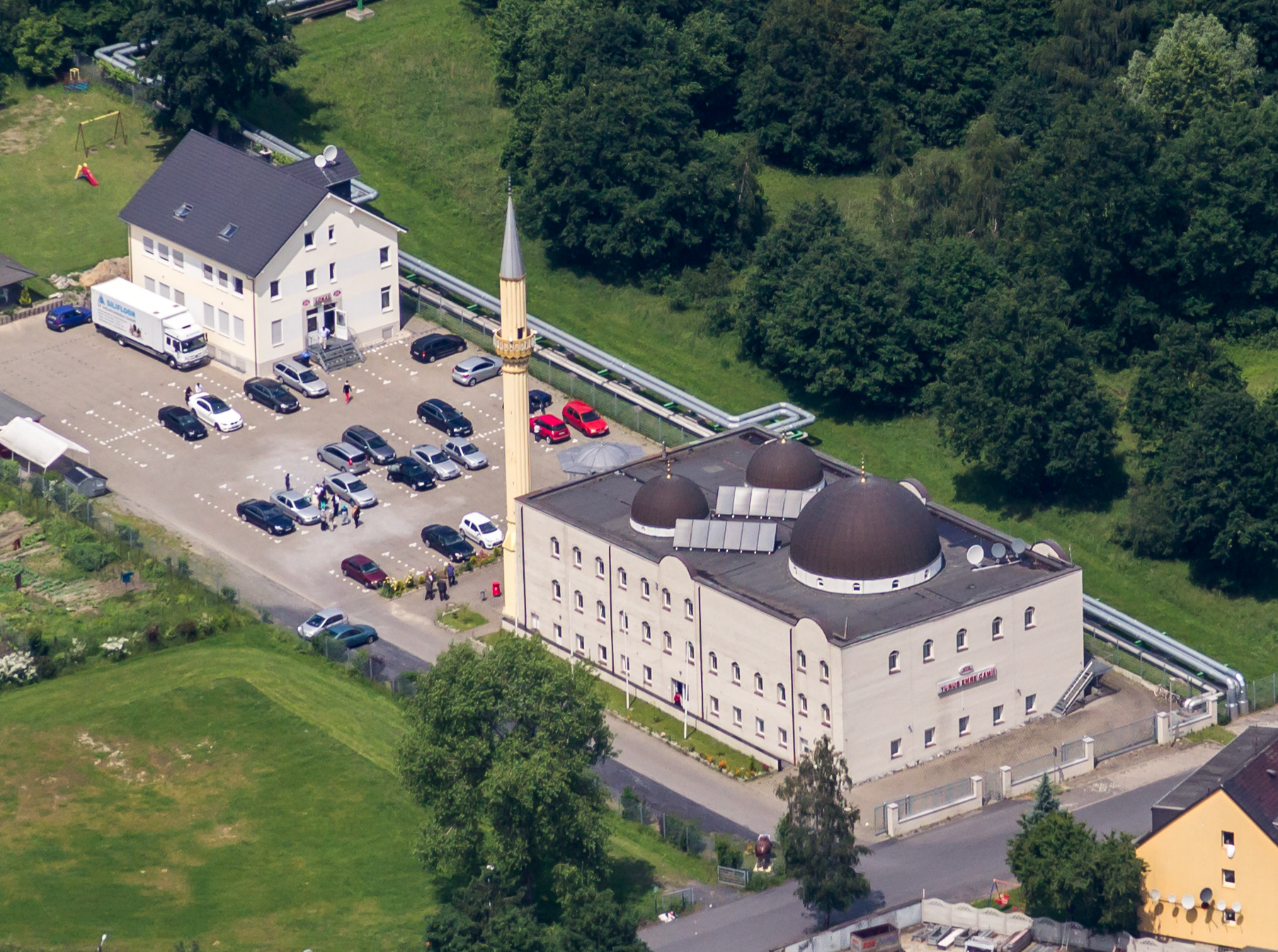
Yunus-Emre-モスク

#### イスラム教
イスラム教はハムにおける第3の宗教勢力である。信者は、一般的に第二次世界大戦後のドイツの労働者不足に対応するため奨励された移住労働者であり、その頃から数多くの礼拝スペースや小さなモスクを設けていた。現在様々な上部組織が管理する15のモスクが市内にある: DITIBに属す Fatih-モスク、Selimiye-モスク、Sultan-Ahmet-Merkez-モスク、Ulu-モスク、Yunus-Emre-モスク、VIKZに属すボックム＝ヘーフェル＝モスク、ハム＝モスク、ヘーゼン＝モスク、ヘリンゲン＝エムレ＝モスク、IGMGに属す Fatih-Sultan-Genclik-Merkezi-モスク、Eyyup-Sultan-モスク、グリューネ・モスク、IGDBに属す ボスニシェ・モスクの他、上部組織を持たない Ar-Rahman-モスクや Essalam-モスクもある。

#### ヒンズー教
エントロプのヒンズー教寺院「スリ・カマチ・アンパル」は、全国的に広く知られている、ここには毎年ヨーロッパ全土からヒンズー教徒が巡礼に訪れる。

## 行政

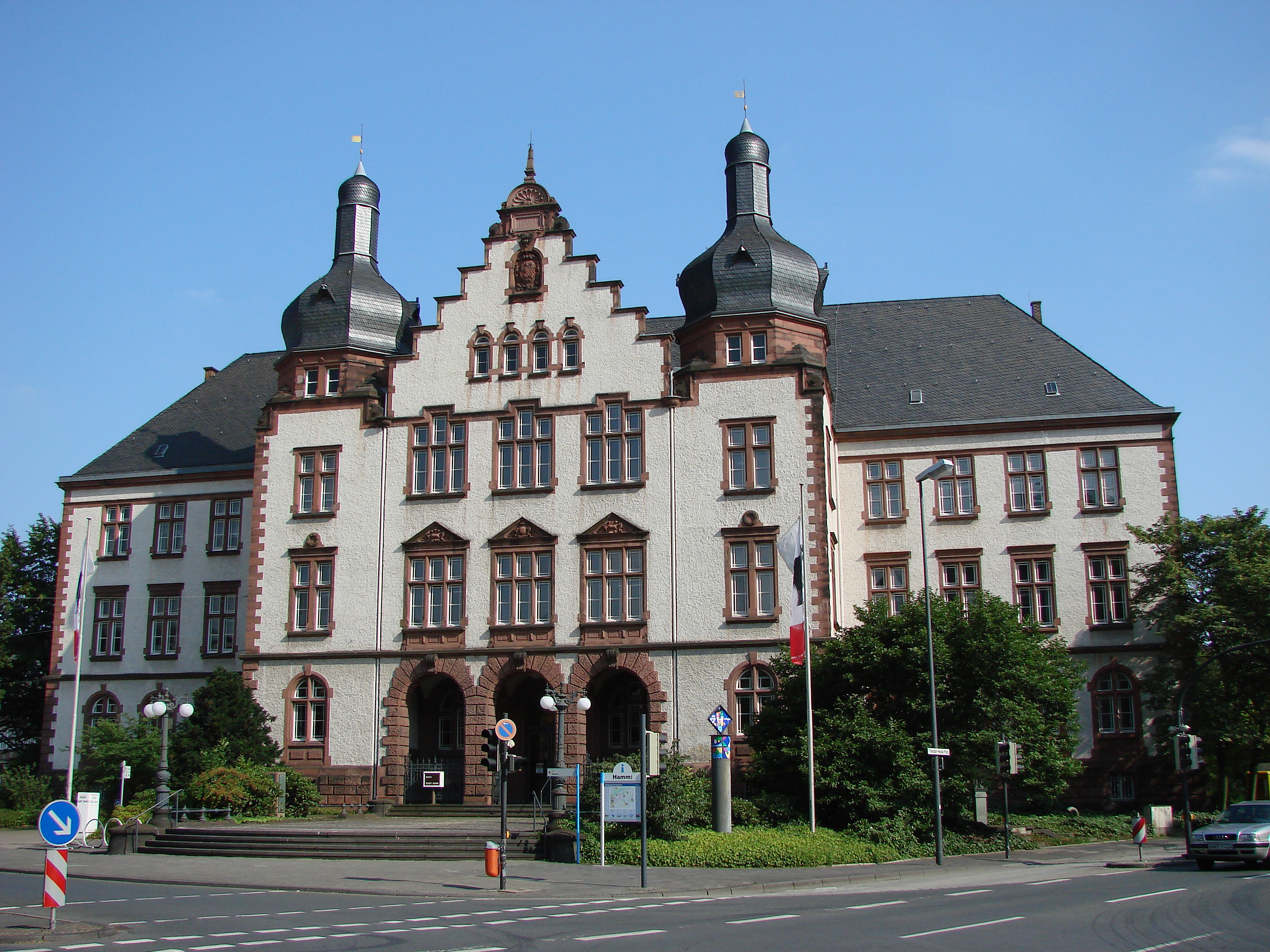
ハム市庁舎

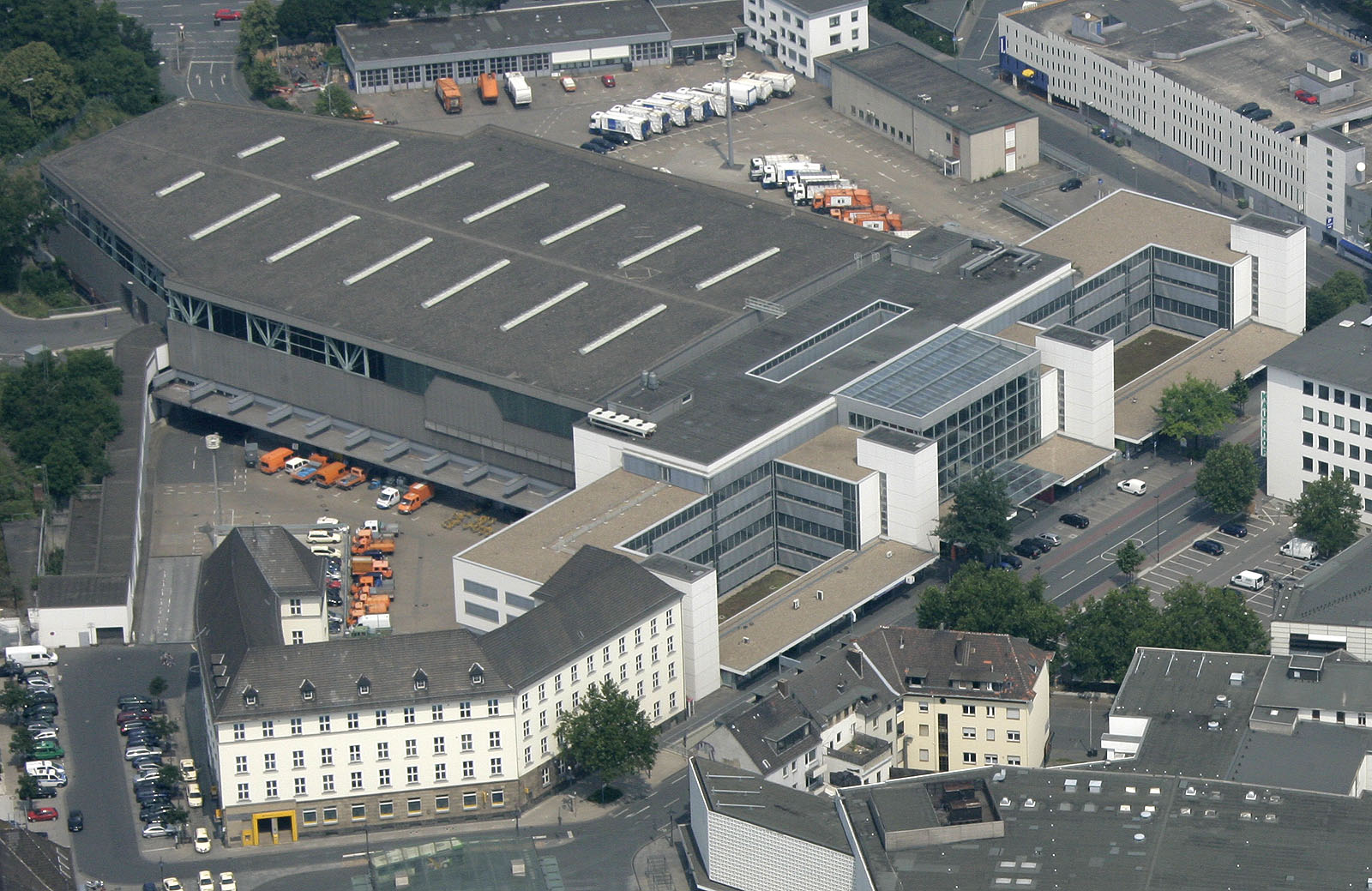
ハム市技術系市庁舎

1279年にはすでに市のトップとして議会があったことが証明されている。議会は1年ごとに交替した。「ジッツェンダー・ラート」（sitzender Rat、現役の議会）は12人で、任期を終えると「alter Rat、アルター・ラート」（古い議会）を形成した。議会は当初、市の領主が指名していたが、1376年からは住民が直接選出するようになった。その後8人の選挙人による間接選挙となった。議会の代表者は、初めは1人、その後2人のビュルガーマイスター（Bürgermeister、市長）であった。18世紀には第一市長を「ラテンダー・ビュルガーマイスター」(ratender Bürgermeister)、その同僚を「ツヴァター・ビュルガーマイスター」（zweiter Bürgermeister、第二市長）と呼んだ。16世紀以降、議会の実務遂行組織としてマギストラート（Magistrat、参事会）が設けられた。これには、市長、2人の閣僚、2人の漁業マイスターが参画した。1718年から、毎年交替する議会は、安定したマギストラートに置き換えられた。フランス統治時代にはメールが市行政を指導し、1835年からは改訂された都市法の影響で、市長を含むマギストラートが再び設けられた。市長は1892年から上級市長（Oberbürgermeister、オーバービュルガーマイスター）という称号になった。
国家社会主義の時代には、NSDAPが上級市長の地位を占めた。第二次世界大戦後イギリス占領軍の軍事政府は新たな上級市長を指名した。1946年にイギリスをモデルとした自治体法が施行された。これに基づき、住民によって選出された「ラート・デア・シュタット」（Rat der Stadt、市議会）が設けられ、その議員を「シュタットフェアオルドネーテ」(Stadtverordnete) と呼んだ。当初、上級市長は、議長ならびに市の代表者として、議員の互選によって選出される名誉職であった。この他に、1946年から議会は、市行政の指導者として専任の「オーバーシュタットディレクター」(Oberstadtdirektor) を選出した。1975年の市町村再編後、この街の歴史上初めての議会選挙まで臨時代行者ユルゲン・グレフが行政運営を行った。1999年、市町村法の改訂に基づき、市庁舎の二頭体制が解消された。これ以後専任の上級市長だけが存在することとなった。この職は、議会の議長、市行政の指導者、市の代表者を兼ねた。1999年に市民による直接選挙が行われた。この選挙では、トーマス・フンステーガー＝ペーターマンが当選した。

### 市議会
2014年9月現在の市議会の政党別議席数を以下に示す。
| CDU | SPD | GRÜNE | DIE LINKE | FDP | WG Pro | PIRATEN | DIE RECHTE | Gesamt |
| --- | --- | ----- | --------- | --- | ------ | ------- | ---------- | ------ |
| 25  | 20  | 4     | 3         | 2   | 2      | 1       | 1          | 58     |

### 紋章と幟

ハム市の幟

ハム市の紋章は、金地に、3行の赤と銀のマルク伯領の市松模様の横帯。市の色と市の旗は赤-白である。ハム市は、この紋章を1934年に新しくデザインした。しかし、13世紀から用いられていたものとほとんど変わりがない。市の紋章は、1226年にこの街を建設したマルク伯の紋章に基づいている。1968年と1975年の地域再編後、編入された市町村の紋章やその部分がハム市の古い紋章に組み込まれることはなかった。

### 姉妹都市
ハム市は以下の都市と姉妹都市協定を締結している:
- ヌフシャトー（フランス、ヴォージュ県）1967年、当時のヘリンゲンと締結
- サンタモニカ（アメリカ合衆国、カリフォルニア州）1969年
- ブラッドフォード（イギリス、ウェスト・ヨークシャー）1976年
- チャタヌーガ（アメリカ合衆国、テネシー州）1977年
- マサトラン（メキシコ、シナロア州）1978年
- トゥール（フランス、ムルト＝エ＝モゼル県）1987年
- オラーニエンブルク（ドイツ、ブランデンブルク州）1990年
- カリシュ（ポーランド、ヴィエルコポルスカ県）1991年
- アフィヨンカラヒサール（トルコ、アフィヨンカラヒサール県）2005年

### エコ都市ハム

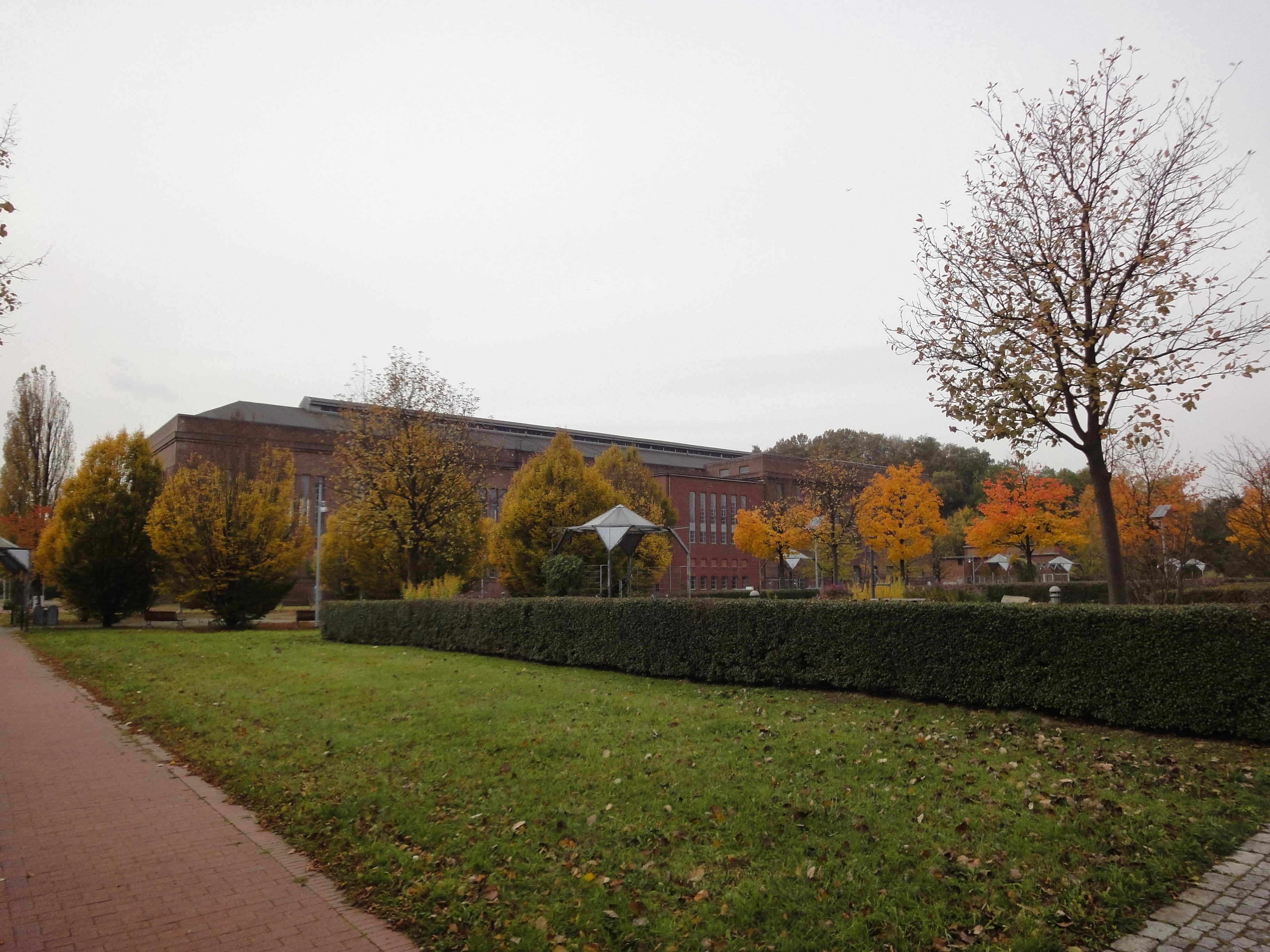
エコ＝ツェントルム

ノルトライン＝ヴェストファーレン州 (NRW) 政府は、1991年7月に、州内の都市のエコロジカルな再整備への取り組みを支援するモデルプロジェクト「未来のエコロジー都市」を立案した。この運動では、そのコンセプトとプロジェクトがエコロジカルな再生の模範となる3つのモデル都市を選ぶことにした。ハム市は1990年代初めからエコロジカルでエコノミカルな再生を行動の主目的として宣言した。都市計画、交通計画、インフラ整備計画や経済振興といった古典的な分野を遙かに超えた多くの分野での刷新が必要であり、それは必然的に市民の生活習慣や消費習慣の転換と結びついていた。1992年4月に NRW の委員会は、アーヘンをライン地方、ヘルネをエムシャー＝リッペ地方、ハムをヴェストファーレン地方のモデル都市に選んだ。このモデルプロジェクトの構想は、10年間にこれら3都市でのエコロジカルな都市改造の模範的な様々な端緒を地方自治行政に互いに結びつけることを期待するものであった。モデル都市はエコロジーに方向付けた都市の発展の機会や実現可能性を発展・移転させて、その際に確認される限界や障害を示すことになっていた。移転は、NRW の地方行政、財政、法規制の通常の状態で起こり、他の市町村を模倣しようとするものになるはずであった。都市計画局にステアリンググループが設置されたことにより、組織的な基盤が整備された。7つの環境テーマ、すなわちゴミ処理、教育、エネルギー、空き地と水、青少年、路盤と建設工事、交通の検討作業部会に行政、サークル、協会、研究機関、企業から広く参加者が集まり、速やかに最初の成果を上げた。関心を持つ人々全員に、街に対する自分のアイデアやビジョンをデザインし、貢献する機会を与えた作業部会は、後に続く具体的なプロジェクト、施策、活動の最初の転換コンセプトを作成した。その模範的な成果は、エコロジカルな建築基準のカタログやエネルギーコンセプトの作成・調整に表れている。

### 特記事項

#### リッペ湖住民投票
2006年にハムで初めての住民投票が行われた。この投票で住民たちは、2007年から2010年に建設されることになっていた都市湖の建設について票決した。このプロジェクトの名称は「リッペ湖」であった。NRWでそれまで行われたことのなかった自由意思による住民投票は2006年6月18日に行われた。必要なのは、動議に賛成であれ、反対であれ、投票権者数 136,521人の少なくとも 20 % が投票することであった。実際の有効投票数は 57,563票であった。このうち、暫定的な最終結果によれば、43.1 % が「賛成」、56.9 % が「反対」に投票した。これにより、湖の建設は否決された。それ以前に調査会社 Emnid が行ったアンケートではこのプロジェクトは大きな賛同を得られていたため、この明白な結果は、驚きを持って迎えられた。さらにローカルラジオ局「リッペ・ヴェレ・ハム」の電話アンケートは、約2,000人の回答者の 91 % が湖に賛成した。ハムの湖建設中止の決定は、湖反対者によって大きな成果であると評価され、祝福されている。決定に先立ち、湖の建設支持者は、たとえば歩行者専用地区に人工の砂浜を造ったり、学校でチラシを配布したりといった多くの（一部は物議を醸すような）宣伝を行った。ハムの住民投票は州の将来を示すものとなった。

#### ドイツ建築法会議
2006年にハムでドイツ建築法会議が設立され、2年ごとにハムで会議を開くこととなった。建築法会議はドイツの建築法の発展に対し、交通法に対するゴスラーのドイツ交通法会議と同じような機能を担っている。

#### 新ハンザ同盟
ハムは新ハンザ同盟に加盟している。これは国境を越えた都市の生活・文化団体として設立された。その目的は交易の奨励のほかに、観光振興も含まれている。これは中世の古いハンザ同盟の伝統に基づき結成された。ハムは、2008年にヴェストファーレン・ハンザ会議を主催した。

## 市のシンボルとマスコット

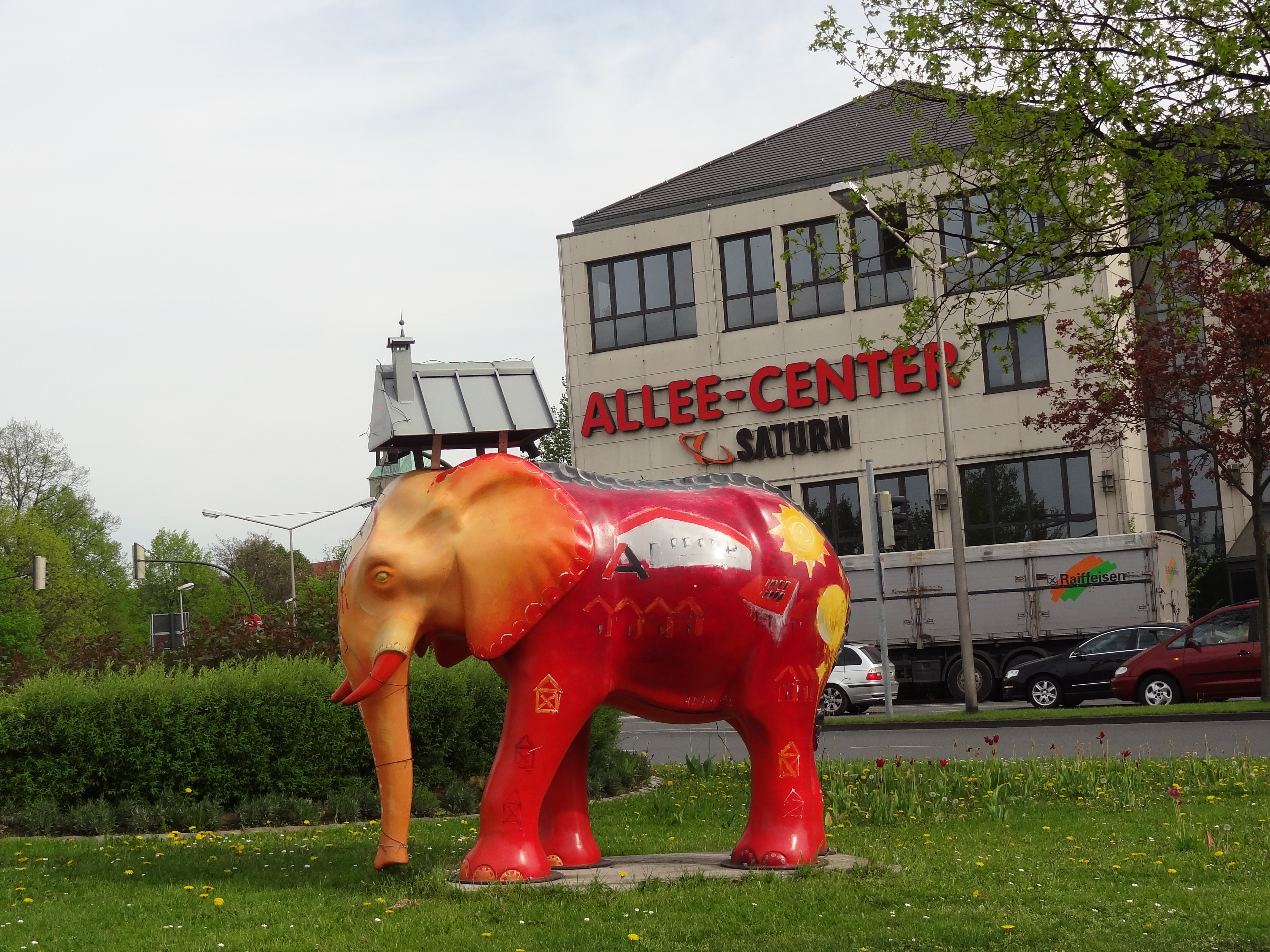
ショッピングモール「アレー＝センター」前の象のモニュメント

- ハムの最も古い象徴的建造物である、現在のパウルス教会は、市の心臓部に建つ中心的宗教建築である。
- イーゼンベック＝ブラウエライが取り壊されるまで、ミュンスター通りからここへ来るものには遠くからも見える、そのファサードに掲げられた、輝く、満たされたビールグラスはこの街の最も特徴的なポイントの1つであった。このビールグラスのコピーが現在ジュート通りのウニヴェルザ＝ハウスにある。
- 1984年から、かつての州庭園博の会場（現在のマクシミリアン公園）に大きな「グラースエレファント」（ガラスの象、北緯51度40分58.4秒 東経7度52分53.0秒 / 北緯51.682889度 東経7.881389度）がある。これは旧マクシミリアン坑の選炭工場からできており、市の象徴的建造物となっている。

ガラス、合成樹脂、あるいはぬいぐるみの象は、ハム市内のあらゆる場所にある。象をかたどった「マクシ」(Maxi) はこの街のマスコットにもなっている。マクシミリアン公園の象にちなんで、ハム市の775周年の記念ロゴや商標にもデザイン化された象が用いられている。青い象のぬいぐるみはほとんどの市の祭りでおなじみの、都市景観の構成要素となっている。2004年夏には「エレファントパレード」が開催された。その後、象をかたどった市のマスコットへと発展し、「マクシ」が誕生した。
マクシは、決められたポーズでイベントや祭りの告知を行い、特に子供向けの行事で活用される。土木工事課、公益事業課、緑地課が車線を封鎖している時やその他の活動で障害となっている場合に、マクシの兄弟として「バウ＝マクシ」、「シュタットヴェルケ＝マクシ」、「グリューン＝マクシ」が公共スペースが工事中であることを注意喚起している。
ハム市はインターネットショップでマクシのピンを販売している。また、高さ 12 cm の合成樹脂製のマクシのフィギュアを計画している。ハンカチやカップなどその他のグッズにも徐々にマクシが描かれつつある。
このほかに、マクシはハンドボールクラブ ASV ハム 04/69 ハンドボールのマスコットでもある。マクシは定期的にマクシパルク＝アレーナでのホームゲームやクラブの式典に登場する。このマスコットはファン、選手、観客に大いに愛されている。

## 経済と社会資本

### 工業と経済

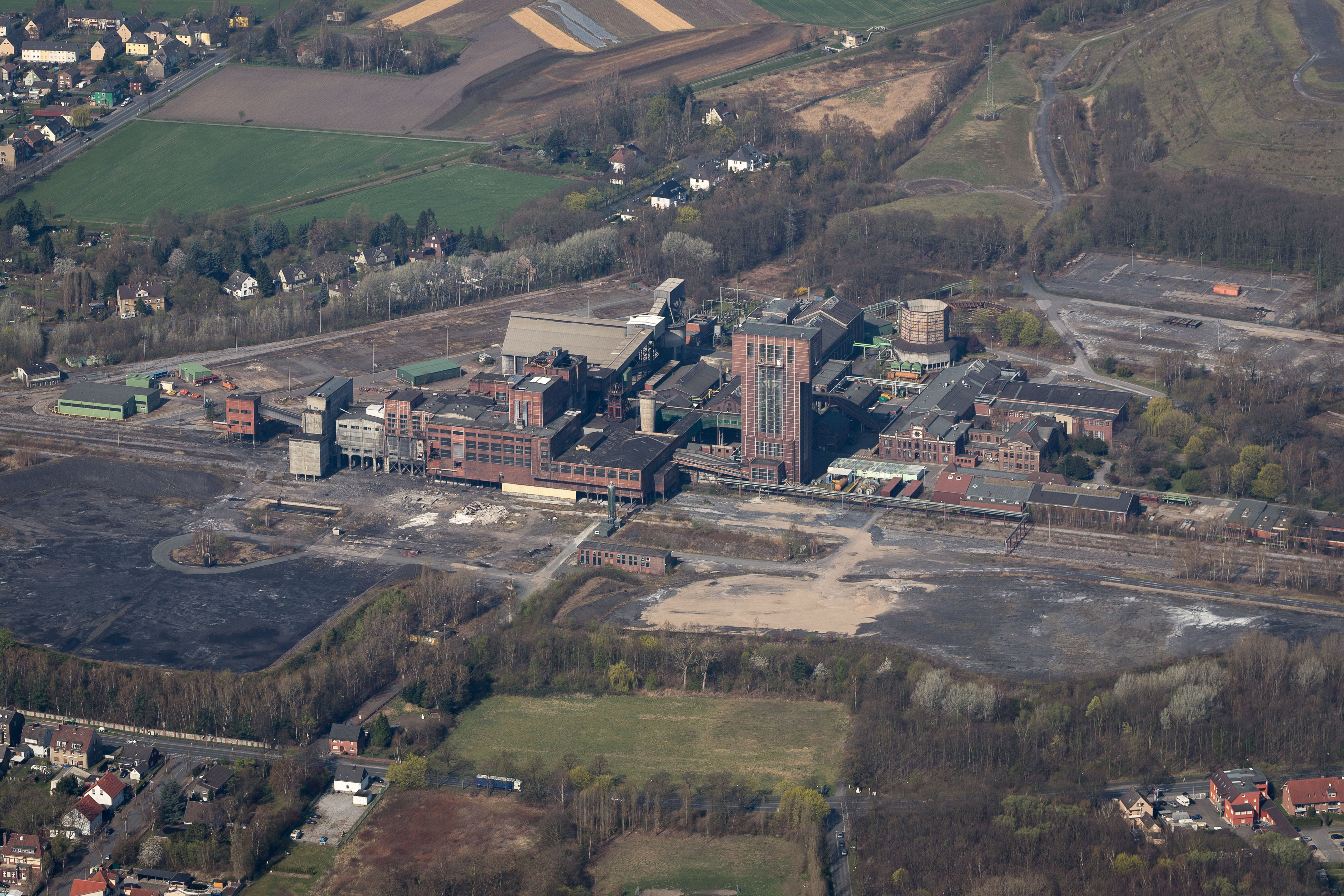
ハインリヒ＝ロベルト鉱山跡

最も重要な工業分野が、鉱業と金属産業である。しかし、構造改革によって新たな工業（化学産業や自動車下請け業）も進展しつつある。

#### 鉱業
19世紀には、現在の市域に一連の鉱業、ラートボート坑、ザクセン坑、マクシミリアン坑、およびハインリヒ＝ロベルト鉱山（旧デ・ヴェンデル坑）があった。もともと存在していた坑道のうち、ハインリヒ＝ロベルト鉱山は2010年9月末まで「東鉱山」として稼働しており、2011年まで坑内の後退採掘が行われていた。ルールコーレ（ルール石炭会社）は、この日までに「東鉱山」の採掘を停止することを2008年6月9日に決定した。それまでに、マクシミリアン坑、ザクセン坑、ラートボート坑の順に閉鎖されていた。これによって、デ・ヴェンデルの坑道施設の開設によって始まった、ハムにおける石炭採掘の109年の歴史が幕を閉じた。「東鉱山」に残っていた約 2,500人の坑夫の職場は社会福祉の観点に則って整理された。また、ルール地方最後の石炭採掘用ベルトコンベアも、この施設ともに停止した。坑夫らは、ボックム＝ヘーフェルとドレンシュタインフルトとの間に設けられることになっていたドナー鉱山の計画 に望みをかけた。この鉱山開発計画は、東鉱山の閉鎖とは独立した計画であったが、2012年に最終的に計画は破棄された。

#### 鉄鋼業

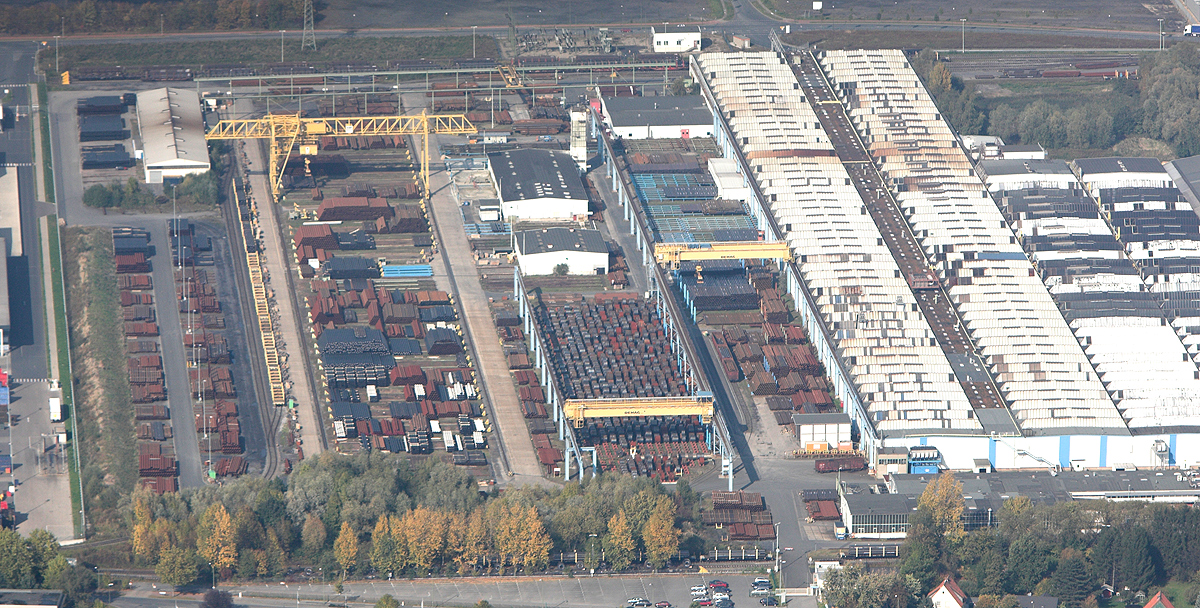
マネスマンの工場

鉄鋼業は、ヘッシュAGのパイプ工場、ティッセン・ドラートGmbH、ヴェストフェリシェ・ドラートインドゥストリー (WDI) がその代表であった。現在この工業分野には、ハムに本社を置くザルツギッター・マネスマン・プレシジョンGmbH とザルツギッターAGが過半数の株式を保有するザルツギッター・マネスマン・ライン・パイプGmbH がある。両者はかつてのヘッシュの支店から成立した。かつてのティッセン・ドラートGmbHは現在、オーストリアのフェストアルピーネ＝グループの一部であり、フェストアルピーネ・ベーラー・ヴェルディング・ジャーマニーGmbH の名前で事業を行っている。一時的に他の企業に属していた WDI は再び独立した企業として運営されている。

#### 化学、エネルギー、自動車下請け業

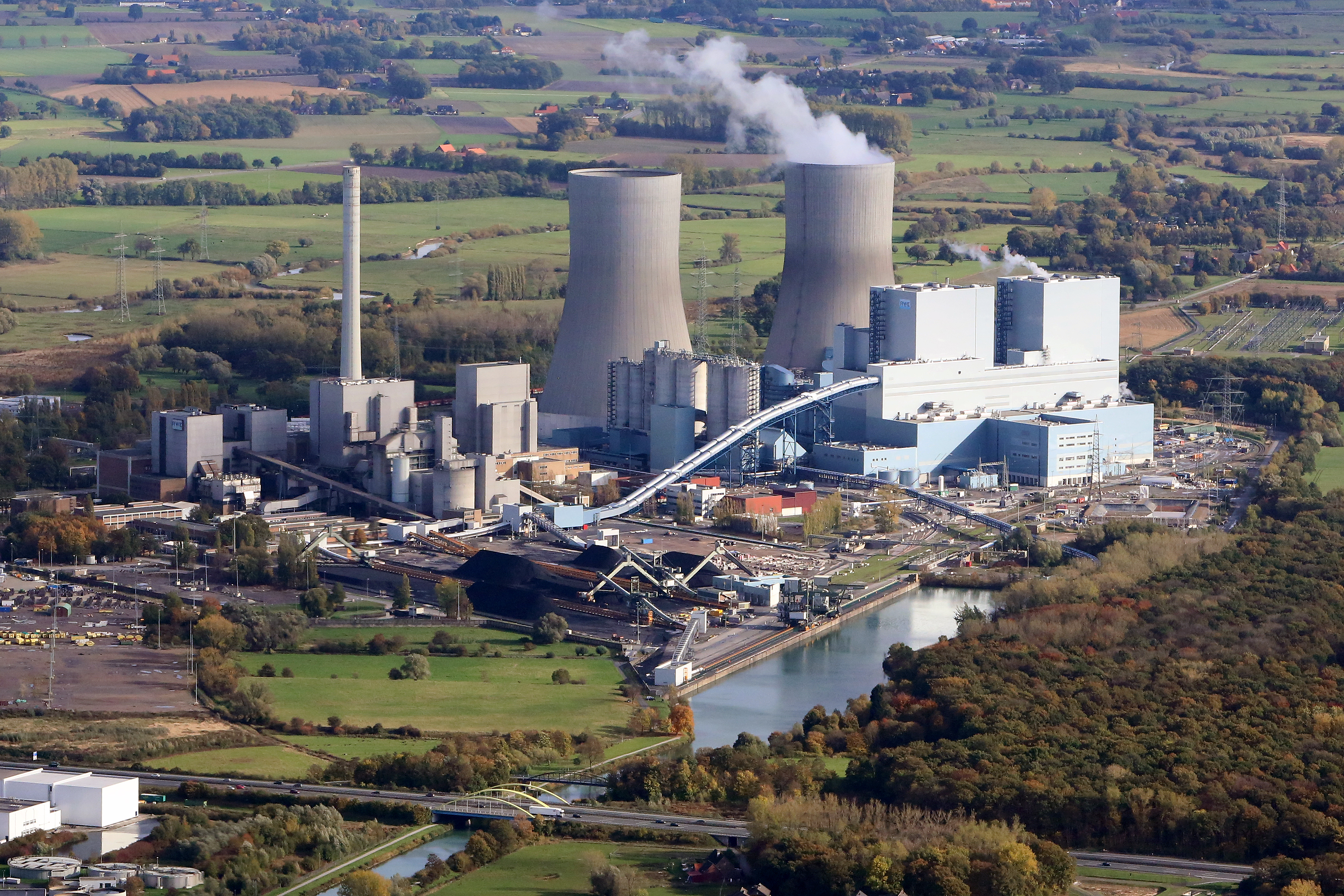
ヴェストファーレン発電所

ハムにおける化学工業の最大雇用主がエントロプ市区のデュポンの工場である。ボックム＝ヘーフェルのラッカーおよび着色液製造業者ヘッセGmbH & Co. KGは従業員数450人を超える木材の表面仕上げ用ラッカーの大手メーカーである。ハムにはこの分野の中小企業も存在する。自動車下請け業は、ボックム＝ヘーフェル市区にヘラーKgaK ヒュック & Co.の工場がその代表である。この工場は約1,000人を雇用している。
本市のエネルギー供給は、市の東端シュメハウゼンにあるヴェストファーレン石炭火力発電所によって確保されている。ここには1989年に停止された原子力発電所THTR-300もあった。元々THTRに隣接するヴェストファーレン発電所の敷地にはハム原子力発電所の建設が計画されていた。しかしこの計画は実現されなかった。それはコスト他に、チェルノブイリの事故やTHTRの故障が原因であった。
旧THTR-300シュメハウゼンの土地やそこに位置するヴェストファーレン石炭火力発電所およびデュポン工場の敷地拡張への新たな投資によって、ハムは重要なエネルギー都市の1つとなっている。最後に挙げたデュポンの拡張された敷地にはトリアネル社のガス火力発電所や新たな石炭火力発電所が建設された。
シュタットヴェルケ・ハムは市民に天然ガス、飲料水、電力、遠隔暖房熱を供給している。この組織はさらに港やプールを運営しており、遠隔通信事業も行っている。

#### 流通業

A2号線沿いのエデカの流通センター

優れた交通網によってハム地域はルール地方東部の流通の中心地に発展してきた。この発展の決定的な要素が3種類の流通手段（水路、陸路、空路）の中心地であること、すなわちハム市港、ハム貨物駅および操車場、連邦アウトバーン A1号線と A2号線の間にある立地およびアウトバーンの計画されたハム・ジャンクション (A445) 、3つの国際空港に近いことであった。これにより本市は、プラス、エデカ、トリンクグートをはじめとする数多くの流通業者を誘致することに成功した。

### メディア
ハムで出版されている唯一の日刊紙が「ヴェストフェリシャー・アンツァイガー」である。1970年代に、WAZ-グループの日刊紙によるハム地域向けローカル面で足場を固めようとする試みは失敗した。
日曜新聞「ゾンタークス＝ルントブリック」は1984年から刊行されており、ハム/アーレンの商人カデルカ家によって出版されている。384,000部が刊行される日曜新聞「シュタットアンツァイガー」はヴェストフェリシャー・アンツァイガーを出版している出版社が制作している。
ハムでは、1899年からカトリックの週刊紙「リボリウスブラット」が出版されている。連邦中で刊行されているカトリックの週刊紙「ノイエ・ビルトポスト」はハムでも刊行されている。
1990年からローカルラジオ局「ラジオ・リッペヴェレ・ハム」が放送を行っている。市民テレビ局「オフェナー・カナル・ハム」は1993年10月3日に開局した。この放送局は、2009年1月1日に州の資金やスポンサーの協会からの資金提供が保証されなくなったため活動を中止した。州による財政支援の制限は1990年から存在するハム市民ラジオにも影響を及ぼしている。しかしこの市民ラジオ局は、「ラジオ・ルンデ・ハム e.V.」で毎日1時間のプログラムを制作している。
2007年1月16日にインターネットテレビ「ハム TV」が週間ニュースを開始した。10回の放送後このアイデアは拒否された。その代わりに、ハム TV は平日にハムでのイベントについて放送を行っている。

### 交通

#### 道路
ハムは、連邦アウトバーン A1号線（ハイリゲンハーフェン – ザールブリュッケン）とA2号線（オーバーハウゼン – ベルリン）との間に位置している。A445号線（ハム - アルンスベルク）はハムとヴェルルとの間で拡充計画があるのだが、着工時期については未定である。これはA2号線とA44号線とを結び、ザウアーラントの連邦アウトバーン網へのアクセスを改善するものである。さらに連邦道 B63号線が市内を走っている。計画されているルール高速自転車道はハムを起点とする。

#### 鉄道

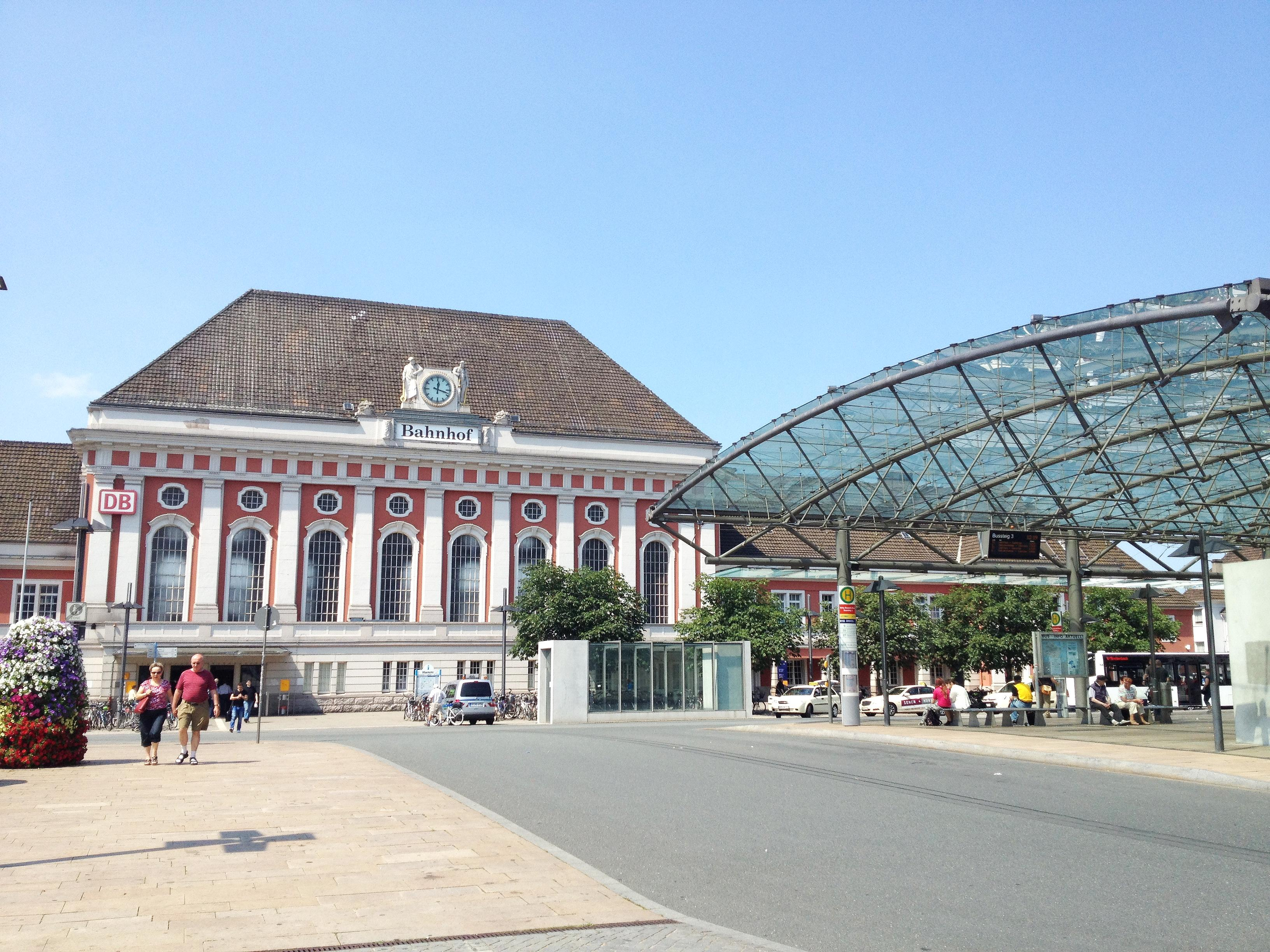
ハム駅

本市は、旅客交通では、ハム (ヴェストファーレン) 駅、ボックム＝ヘーフェル駅、ヘーセン駅を介して連邦共和国の鉄道網に接続している。市内にあったこの他の駅、たとえばペルクム駅、ヴィーシャーヘーフェン駅、リーネルン駅は旅客営業を停止している。ハム (ヴェストファーレン) 駅は、この街における重要性を考慮して「中央駅」とも呼ばれるが、この呼称は公式なものではない。運賃表や時刻表での表記は「Hamm(Westf)」である。しかし将来は、市内の駅に「ハム」という接頭語をつけて、たとえばハム＝ヘーゼン駅などとし、ハム (ヴェストファーレン) 駅をハム (ヴェストファーレン) 中央駅と改名しようとする議論が現在行われている。「中央駅」とは、カテゴリー2に属す極めて重要な鉄道乗換駅を示す。現在大部分が廃止されている操車場と貨物駅はかつて、ヨーロッパ最大のものであった。乗換駅であるハムには、ドルトムント、ハーゲン、ミンデン、ミュンスター、ヴァールブルク、オーバーハウゼン＝オスターフェルトからの路線が乗り入れている。最後に挙げた路線は1983年以降貨物運行だけを行っている。旅客営業を廃止したペルクム駅もこの路線の駅である。定期運行の列車の他に、ルール＝リッペ地域交通 GmbH はこの路線をハム＝シュメハウゼンまでの貨物運行に利用している。この路線はハム保存鉄道にも利用されている。ハム＝シュメハウゼンの 15.0 km 地点からリッペタール＝ハイントロプまでは唯一ハム保存鉄道だけが運行している。ハムにはこのほかに支線のヴェルネ＝ボックム＝ヘーフェラー鉄道の路線がある。この路線は現在もゲルシュタインヴェルク発電所への貨物輸送に使われており、ボックム＝ヘーフェルで分岐している。この他に、ハム操車場から港湾駅への引き込み線がある。

#### 公共近郊交通

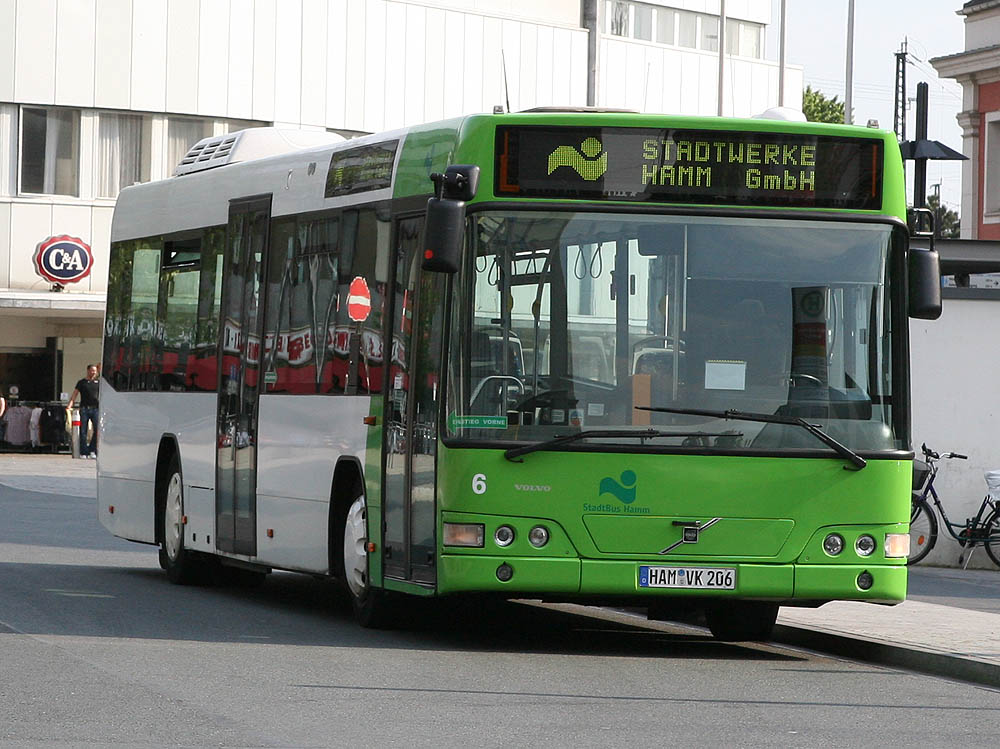
ハムの市バス

大規模な市バス網を含む道路旅客近郊交通は主に、シュタットヴェルケ・ハムGmbHとブライテンバッハ交通会社によって運営されている。これに加えて様々な地方バスがこの地域の都市とハムとを結んでいる。ハム市はルール＝リッペ交通共同体 (VRL) 1に属している。

#### 航空
市の中心に位置するハム＝リッペヴィーゼン飛行場は、プライベートなビジネス機および、グライダーやモーター飛行機などの航空スポーツに利用されている。最寄りの地方空港は、ドルトムント空港 (DTM)、ミュンスター＝オスナブリュック空港 (FMO)、パーダーボルン/リップシュタット空港 (PAD) であり、最寄りの国際空港は、デュッセルドルフ国際空港 (DUS) である。

#### 連邦水路

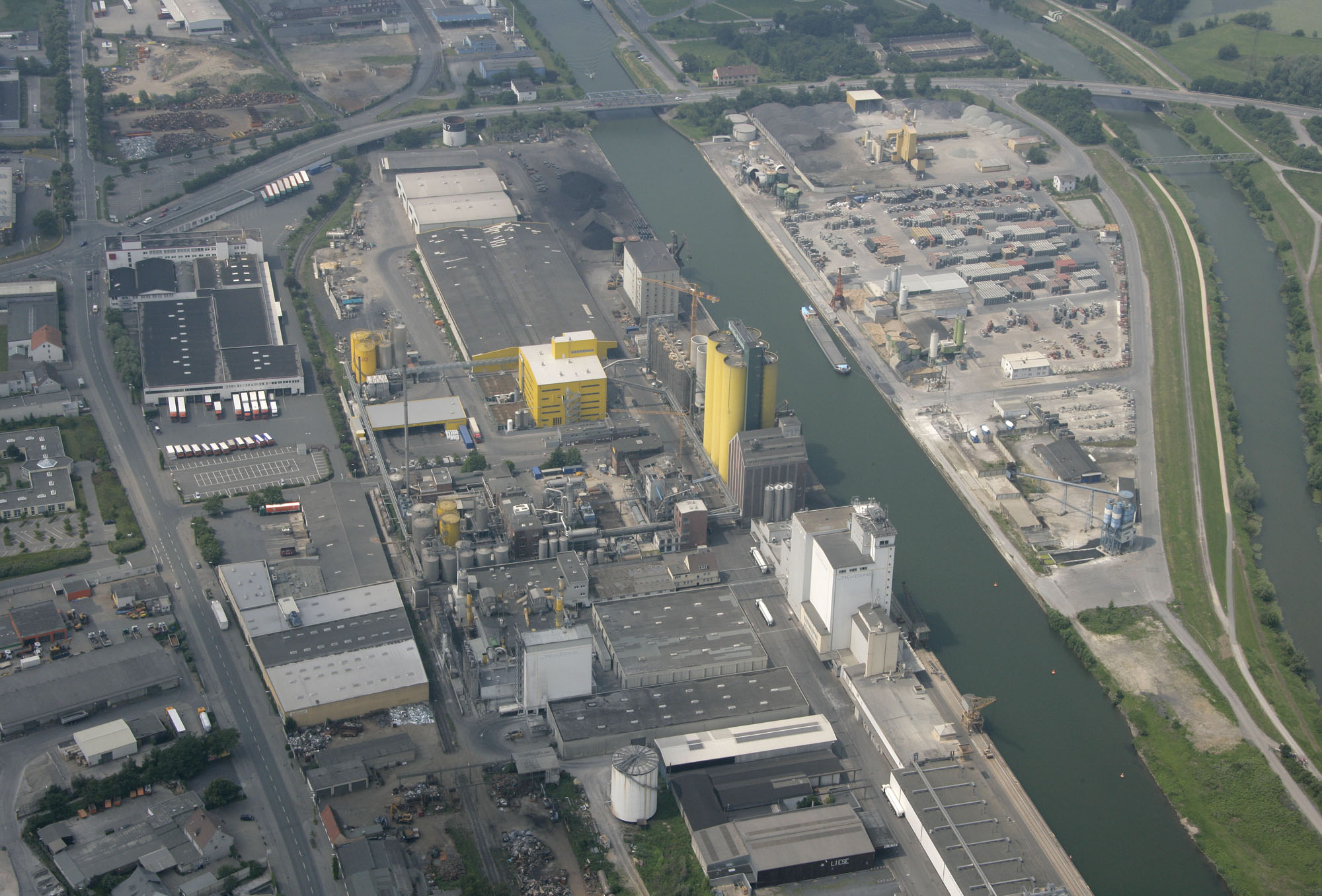
ハム市港

ハムは、ダッテルン＝ハム運河の終点である。市内にはハム市港、エントロプ運河港、ゲルシュタインヴェルクの港がある。市港は、ドルトムント港に次いで、ドイツで2番目に大きい公共の運河港である。この港は、2018年現在、長さ 110 m、幅 11.45 m、喫水の深さ 2.7 m、積載量 1,200トンまでの大きさの船舶が利用できる。運河の拡張工事によって将来的には、135 m の船舶や 186.5 m の艀までこの港に寄港できるようになる。この場合の積載量は 2,000トンにまで増加する。2006年のこの港の通過貨物量は、15億7100万トンであった。

### 司法

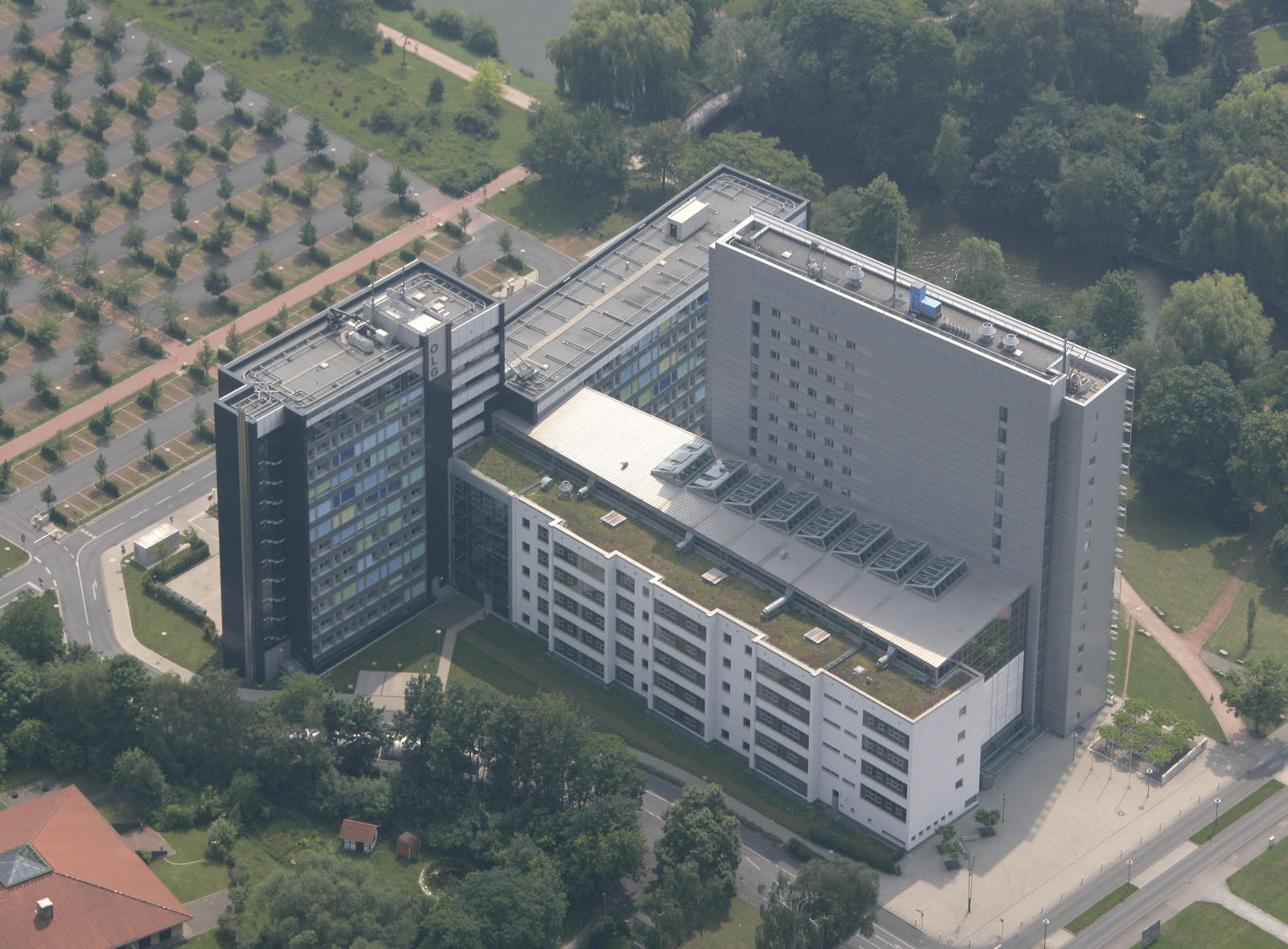
ハム上級地方裁判所

ハムは「法律の街」と呼ばれている。ここはドイツ最大の上級地方裁判所 (OLG)である OLG ハム、およびハム上級地方裁判所管区に属す弁護士会や公証人会の所在地である。上級地方裁判所近くには、ノルトライン＝ヴェストファーレン州の最高検察庁、法務省法曹試験局、弁護士法院、および裁判官服務裁判所もある。
ハムにはこの他の司法機関として、ハム区裁判所、ハム労働裁判所、ハム地方労働裁判所がある。ハムには、一般の裁判所としては、中級の裁判所である地方裁判所だけが存在しない。ハム区裁判所の上位にあたる地方裁判所はドルトムント地方裁判所およびその検事局である。
行政裁判に関しては、ハムはアルンスベルク行政裁判所の管轄であり、ミュンスター上級行政裁判所の管轄下にある。
裁判所や数多くの弁護士がこの街の印象的な要素である。

### 病院・医療

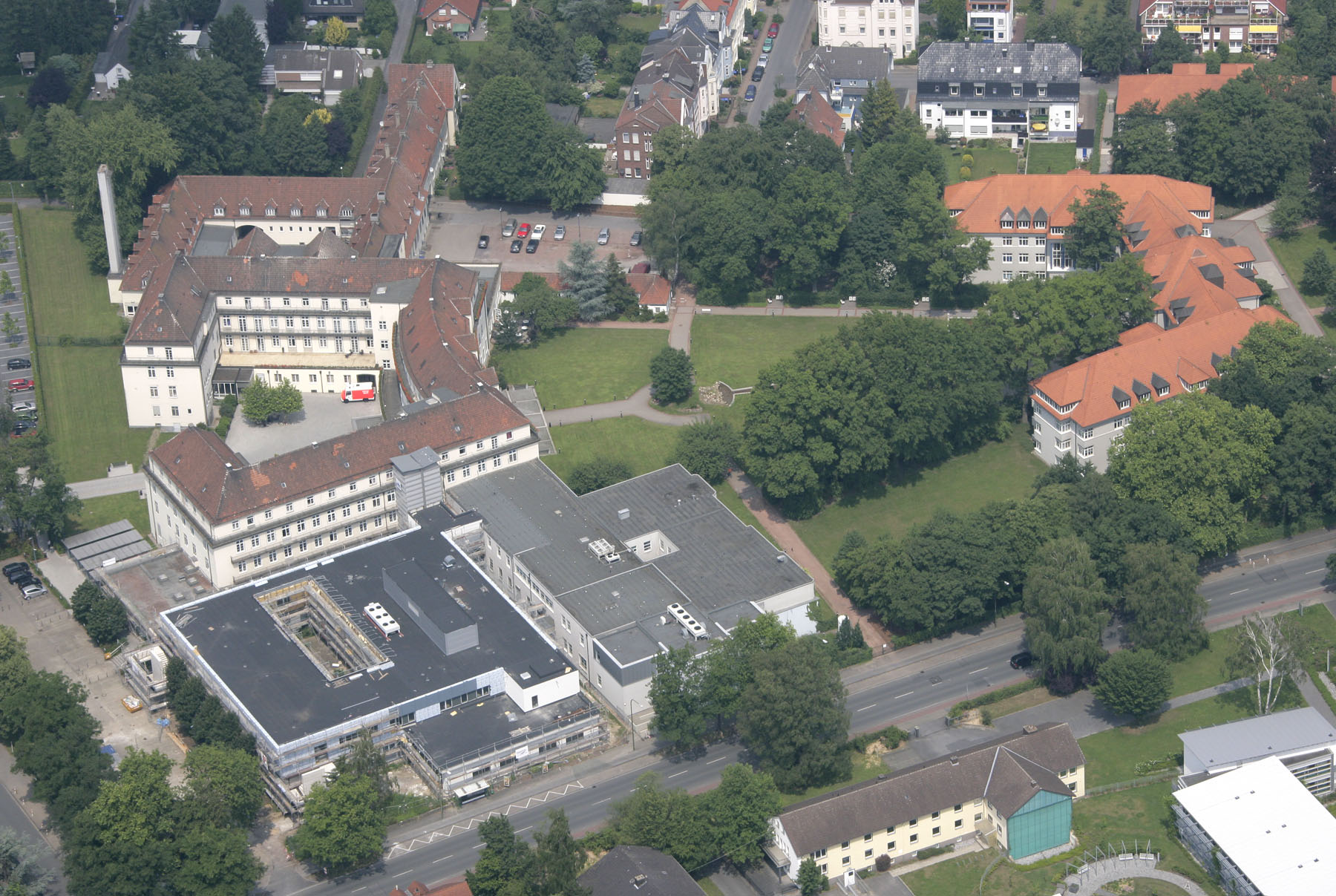
マリエンホスピタル II

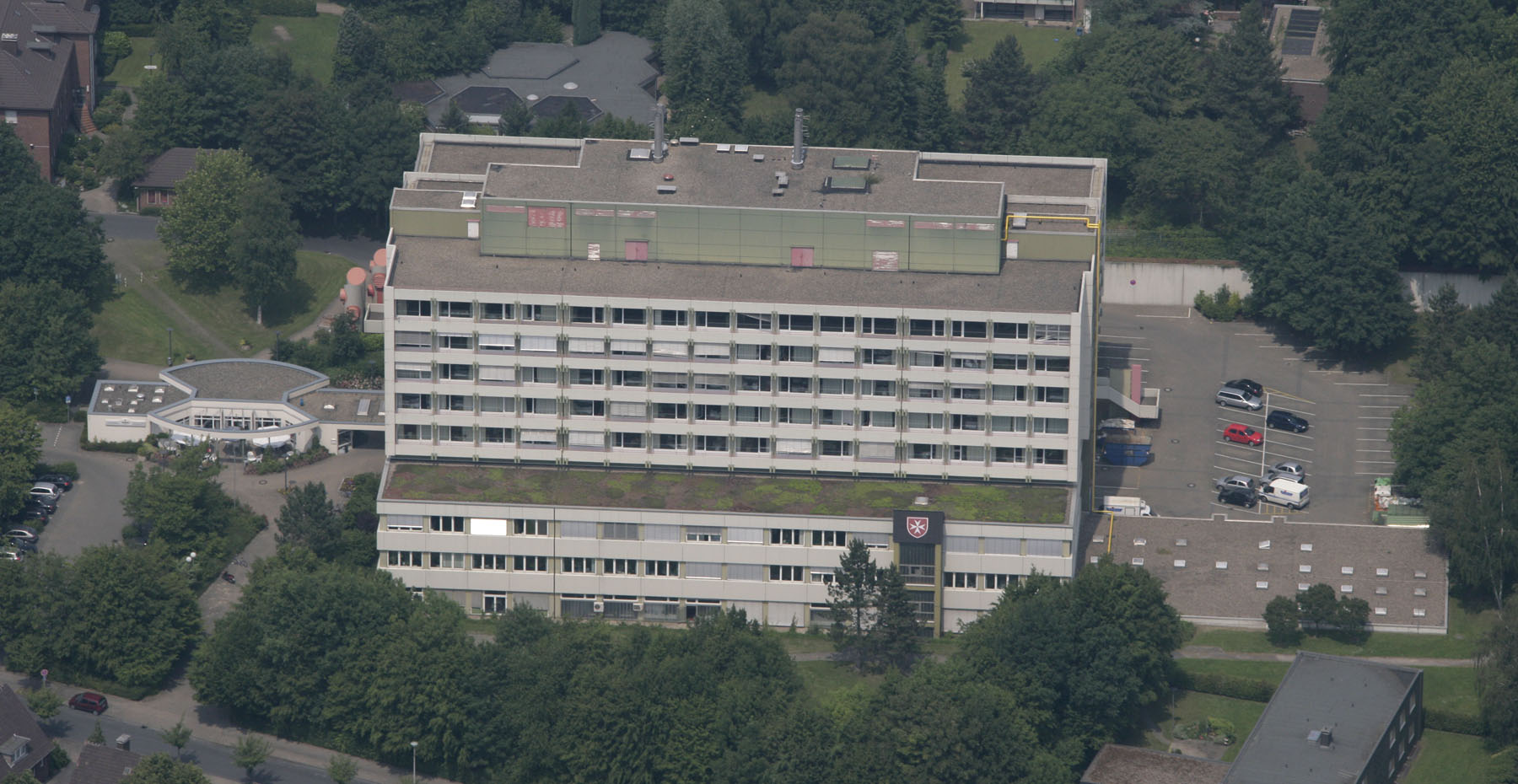
ボックム＝ヘーフェルの聖ヨーゼフ＝クランケンハウス

数多くの病院や医療機関もこの街では重要であり、重要な経済・雇用ファクターにもなっている。ハムおよびその周辺地域では以下の施設が医療サービスを提供している。
- ハム福音主義クランケンハウス（EVK ハム）は、ハム福音主義クランケンハウス　gGmbH が運営する救急病院である。この病院は1969年に市立病院の代わりに開院した。外科、内科、婦人科病院の他に、小児科病院や、麻酔・小児麻酔・集中治療医学・音楽療法・言語療法の研究所の本部を有している。さらにこの病院は地域の周産期医療センターであり、高リスクの妊婦や未熟児に対して最大限のケアを提供している。この総合病院は約1,100人を雇用している。年間延べ約20,000人の入院患者がおり、年間約 1,650人が誕生する[45]。
- 聖マリエン＝ホスピタル・ハム (I + II) は心臓・循環器病院、精神病・精神治療病院および老人病院を有している。この総合病院は、ミュンスター大学の重点治療病院および教育病院、私立ヴィッテン/ヘルデッケ大学の大学病院にもなっている。17診療科、584床を有しており、ハム/ゾーストおよびウナ地区で最大の病院でもある。この病院は1849年のコレラ流行の際に、聖ヴィンチェンツ修道会の修道女によって設立された[46]。
- 聖バルバラ＝クリニーク・ハム＝ヘーセンは救急病院であり、ハムでは比較的新しい病院である。その定礎は1963年10月28日になされた。自由公益団体の重点病院として設立されたこの病院は、ミュンスター「神の摂理」女子修道会が運営していた。この病院には10の診療科があり、424床を有している。2004年以降はミュンスター聖フランシスコ修道会が運営している。この病院の重点は、頭部および外傷センターである[47]。
- ボックム＝ヘーフェルの聖ヨーゼフ＝クランケンハウスは、1908年のラートボート坑道事故を踏まえ、将来的によりよい医療サービスを提供するために設立された。この病院は1913年2月21日に開院した。当初の病床数は100床であった。2018年現在は、417床、従業員数約400人、年間延べ入院者数約8,000人の規模である。この病院は、基本医療および救急医療を提供する施設で、医療上、介護上のあらゆる基本医療がその範囲に含まれる。全国的に有名なのは手指外科で、ハム地域最大の耳鼻咽喉科部門を有している。この病院は2008/2009年から、聖バルバラ＝クリニークと同じく、ミュンスター聖フランシスコ修道会が運営している[48]。
- マヌエレ療法クリニークは、リウマチ・脊柱・関節疾患の専門病院で、1963年にゴットフリート・グートマンによって開設された。この施設の目的は、臨床条件下での研究と、医師や作業・理学療法士のための専門教育を行うことであった。27床で開院されたこの施設は現在、138床の規模になっている。手技療法、オステオパシー、鍼療法、その他の療法の専門教育は、病院の研究機関ゴットフリート＝グートマン＝アカデミーで行われている[49]。
- LWL-大学病院ハムは青少年精神医学、精神医学、精神身体学の専門病院である[50]。
- ヘーセンのローター・レプヒェンにあるキリスト教ホスピスは、聖バルバラ＝クリニークが運営している。

かつて存在していた一連の病院やクリニックは、上述の施設に統合、または閉鎖された。その中には、鉱山組合病院、（現在は、旧連邦鉱山組合病院聖マリエン＝ホスピタル II）とその2つの小児病院、聖エリーザベトとメルキシェス小児病院が含まれる。この2つの小児病院は2003年に新しい青少年医学クリニークの一部として、EVK ハム内に統合された。それ以前、メルキシェス小児病院は1969年から、聖エリーザベトは1999年からすでに EVKハムの運営下に置かれていた。市立病院は1969年に廃止され、EVKハムとして元の敷地の新しい建物に移った。この他に、軍再編に伴って、2007年にハム連邦軍病院とこれに隣接するパラツェルゼス兵舎が廃止された。ハム＝ミッテのクリニーク・アム・ベーレンブルンネンは婦人科学共同診療所の開設に伴って廃止された。

### 教育機関

#### ハムの専門大学とハム・ビジネス・スクール

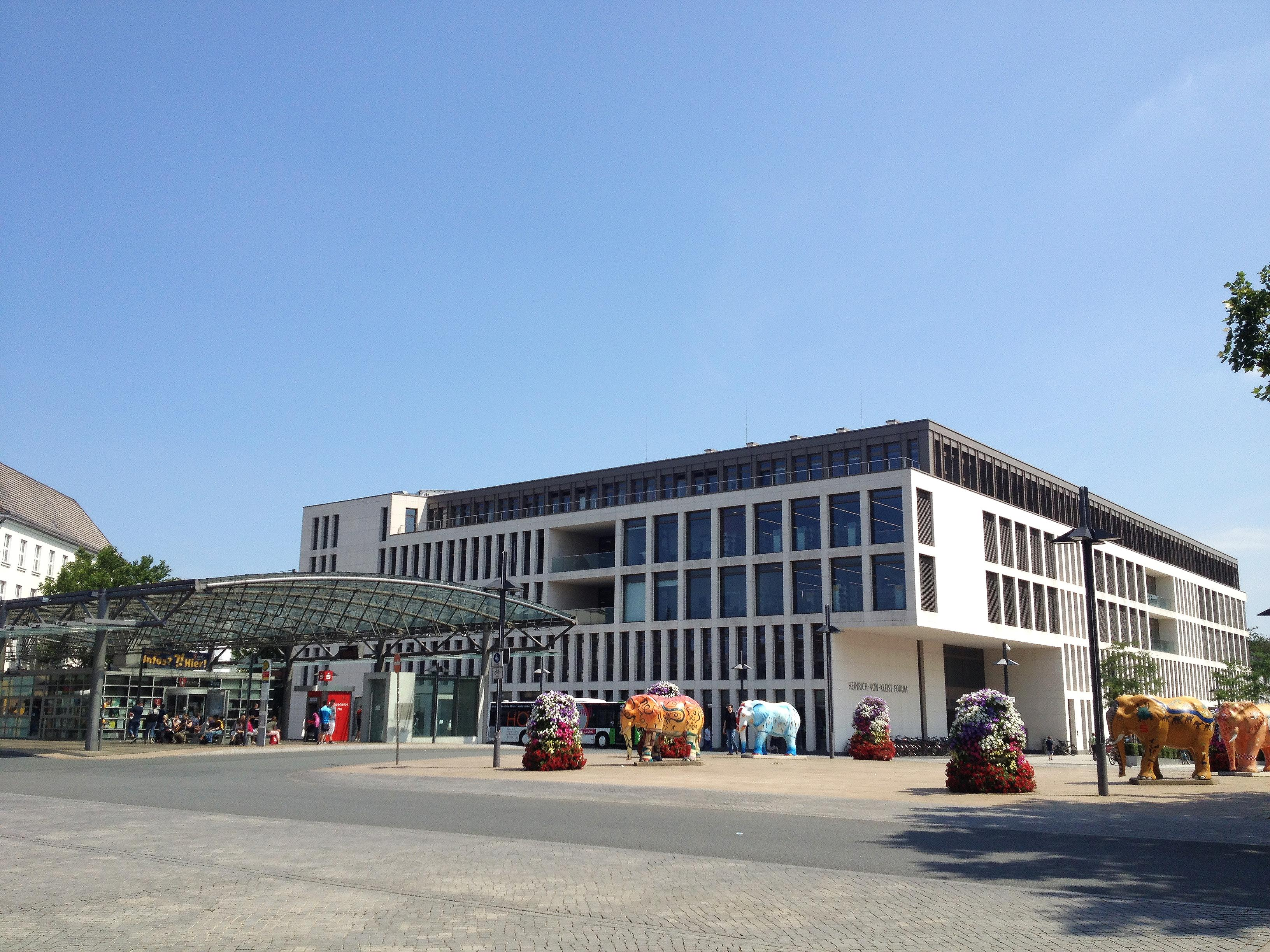
ハム流通・経済大学、市民大学、市立図書館が入居しているハインリヒ＝フォン＝クライスト＝フォールム

ハムには2005年11月から専門大学が開校している。私立 SRH流通・経済大学は当初、学士号と修士号を授与する流通学習課程だけを提供していた。2009年9月に州立ハム=リップシュタット大学 (HSHL) が設立された後は、流通学とエネルギー経済学方面のプロファイルを整備し、差別化を図った。両大学の混乱を避けるために、2009年9月からこの大学はその名称をハム流通・経済大学 GmbHと改名した。初めこの大学はエコ＝ツェントルム NRW に入居していた。2010年2月にハム (ヴェストファーレン) 駅に近いハインリヒ＝フォン＝クライスト＝フォールムに移転した。この建物には、流通・経済大学の他に市の中央図書館、ハム市民大学も入居している。ハム流通・経済大学は、科学学士 (B. Sc.) の学位を修得できる流通経済工学およびエネルギー経済工学の課程がある。両課程の学習は、出席学習、複合学習、遠隔学習の3つの形態で行われる。学習形態の変更は、学期末ごとに可能である。第3の学士課程が経営学で、クラス学習で行われる。この課程でもやはり科学学士の学位が修得可能である。修士課程としては、遠隔学習で行われる流通マネジメントの修士課程 (M. SC.) がある。さらに2011年冬学期にはサプライチェーン・マネジメントの課程 (M. Sc.) が開かれた。2012年冬学期からこの大学は、マネジメント・エネルギー経済の修士課程 (M. Sc.) を設けている。両修士課程は、2014年冬学期からは、出席学習または遠隔学習で習得可能である。遠隔学習では、4学期制と6学期制が選択できる。学習課程のそれぞれのモジュールは、追加教育（いわゆる証明書学習）として受講することも可能である。学習を完了すると、その成果は証明書で認められる。

ハム＝リップシュタット大学（2015年）

2008年8月から、ハム市はリップシュタット市と共同で、数学、情報学、自然科学、技術工学に重点を置いた新しい専門大学を運営している。「ハム＝リップシュタット専門大学」という仮名で行われた提案は、NRW州イノベーション省のコンクールで最優秀コンセプトに選ばれた。2008年11月28日、NRW州の内閣は、3つの新しい大学キャンパスを発表した。ノルトライン＝ヴェストファーレンの専門大学拡充に関する法律がNRW州議会で可決されたことにより、2009年に大学の設立が決定した。この大学設立に関する法律は2009年4月21日に発効した。新しい専門大学は2009年9月21日にハムとリップシュタットで開校した。この最初の2つのキャンパスには、7つの技術系学士課程がある。エネルギー工学とリソースの最適化などの専門分野がハムに、メカトロニクスの専門分野がリップシュタットにある。メカトロニクス課程は複合学習で行われている。州立ハム＝リップシュタット大学は、ハムでは当初、空になったパラツェルゼス兵舎に設けられたが、2014年頃にマルカー・アレー沿いの旧連邦軍病院の敷地に新しい建物を建設し、ここに移転した。ハム・キャンパスには、全部で19の技術系課程のうち10課程が存在している: エネルギー工学とリソースの最適化、バイオ医薬テクノロジー、技術マネジメントとマーケティング、インテリジェント・システム・デザイン、スポーツ工学および健康工学、文化間経済心理学、環境モニタリングおよび司法化学の学士課程と、製品および資産管理、応用バイオ医療工学、バイオ医療マネジメントとマーケティングである。
ハム・ビジネス・スクール (HBS) は2004年春に設立された。運営母体はヴッパータール技術アカデミーである。ここでは学位認定大学として南ヴェストファーレン専門大学と協力しており、学芸学士 (B.A.) の学位を習得できる経済学課程を開講している。この大学は主に就労者のために遠隔学習を行っている。登校日にはハムに登校する。

#### 高等教育

##### ギムナジウム

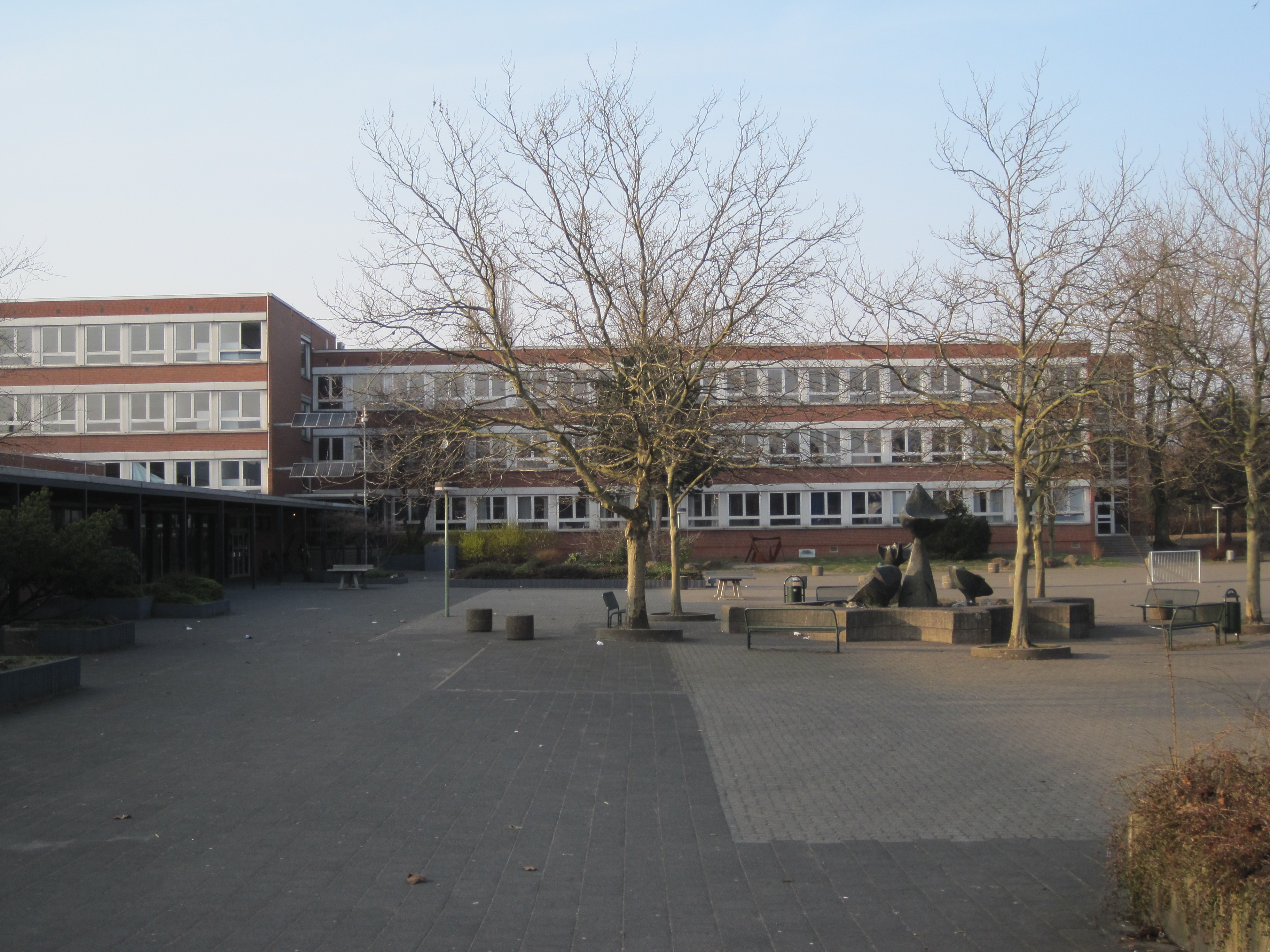
ガリレイ＝ギムナジウム

ハムにはギムナジウムが6校、ギムナジウム上級課程を含む総合学校が2校、職業補習高等専門学校が3校あり、アビトゥーアの取得が可能である。本市で最も古いギムナジウムはギムナジウム・ハモネンゼで、1657年に選帝侯の庇護の下でアカデミシェス・ギムナジウムとして設立された。この学校はブランデンブルク選帝侯領西部の州の福音主義大学となり、神学、法学、哲学の3学部が設けられた。1867年に現在のメルキシェス・ギムナジウムが、1902年には現在のフライヘル＝フォン＝シュタイン＝ギムナジウムが設立された。バイゼンカンプ・ギムナジウム・ハムは1924年にオーバーリセとして創設された。1968年には一番新しいガリレイ＝ギムナジウムが開校した。この学校は当初はギムナジウム・ハモネンゼの分校であったが、1971年に独立した学校となった。

##### 総合学校
フリーデンスシューレとゾフィー＝ショル＝シューレは、ハムの比較的新しい学校である。フリーデンスシューレは1986年に開設された、この街で最初の総合学校である。この学校は、テオドール＝ホイス＝シューレとフライヘル＝フォン＝シュタイン＝ギムナジウムの古い建物に入っている。ゾフィー＝ショル＝シューレは新しい建物の他に、旧ゲシュヴィスター・ショル実科学校の建物を引き継いだ。これらの総合学校は、全日制学校の他に、本課程学校卒業からアビトゥーアまでのすべての学業証明書を発行している。

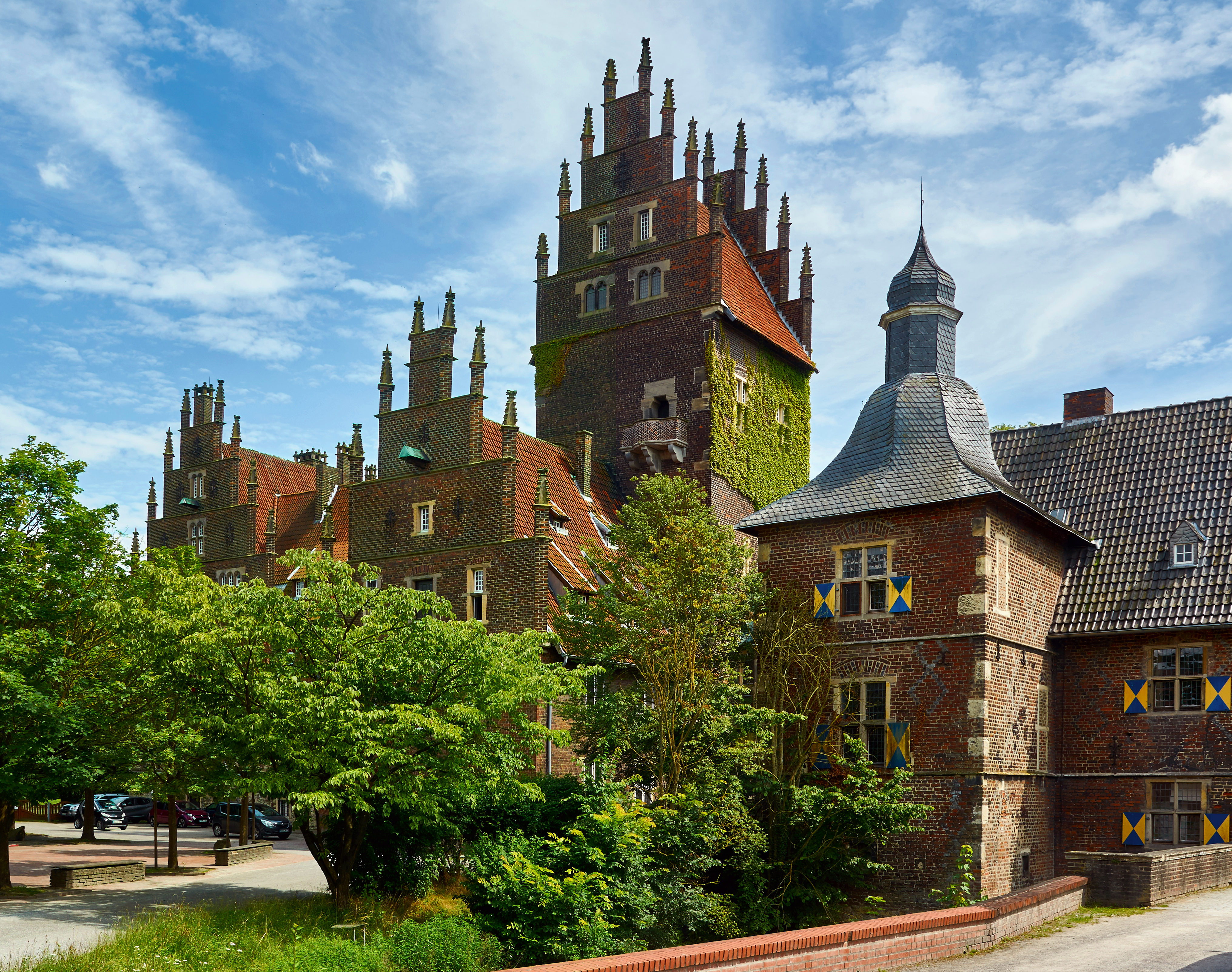
ヘーセン城

##### 私立学校
1975年、ヘーセン城に寄宿制ギムナジウムラントシュールハイム・シュロス・ヘーセン (LSH) が設立された。1987年には自由ヴァルドルフ学園（ギムナジウム上級課程を含む）が設けられ、学校選択の幅が広がった。この他に、マリエンシューレ、私立実科学校、患者のための学校であるシューレ・ハイトホーフ、アレン市区のシューレ・アム・アーデルヴァルト、ミッテ市区の聖フランツィスクス職業補習高等専門学校がある。
フライ・ユーゲントクンストシューレ・ハム（直訳:「自由青年芸術学校ハレ」、ノルトライン＝ヴェストファーレン州の学校法に基づく小規模学校）は、ゾツィオクルトゥーレレス・ツェントルム・クルトゥールヴェルクシュタット・オーベロンシュトラーセ e.V.（直訳:「オーベロン通り社会文化センター文化工房」） およびハム市文化ビューロによって運営されている。その活動の重点は、学校外での芸術的育成教育と、青少年の英才教育である。この学校は、プロの芸術家や教育者の指導下で美術、演劇教育、演劇プロジェクト、ダンス、サーカス教育、サーカスプロジェクト、新たなメディアを用いての造形といった教育分野のコースやプロジェクトに携わっている。
また、ハム＝ペルクム市区のコベンスカンプに自由ヴァルドルフ学園がある。この学校には、近隣市町村からの生徒を含め、約365人が在籍している。

#### 初等教育
ハムには上述の学校の他に、基礎課程学校 27校、本課程学校 6校、養護学校 6校（うち4校を市が運営）、実科学校 6校（うち5校を市が運営）がある。ペルクムとヘリンゲンの実科学校は2008年に在校生の減少に陥った。市議会は、ファルクシューレ（本課程学校）を改革して、ヘリンゲンにゼクンダーシューレを設けることを、2011年7月19日に決定した。このゼクンダーシューレは、アルノルト＝フライムート＝シューレと命名された。

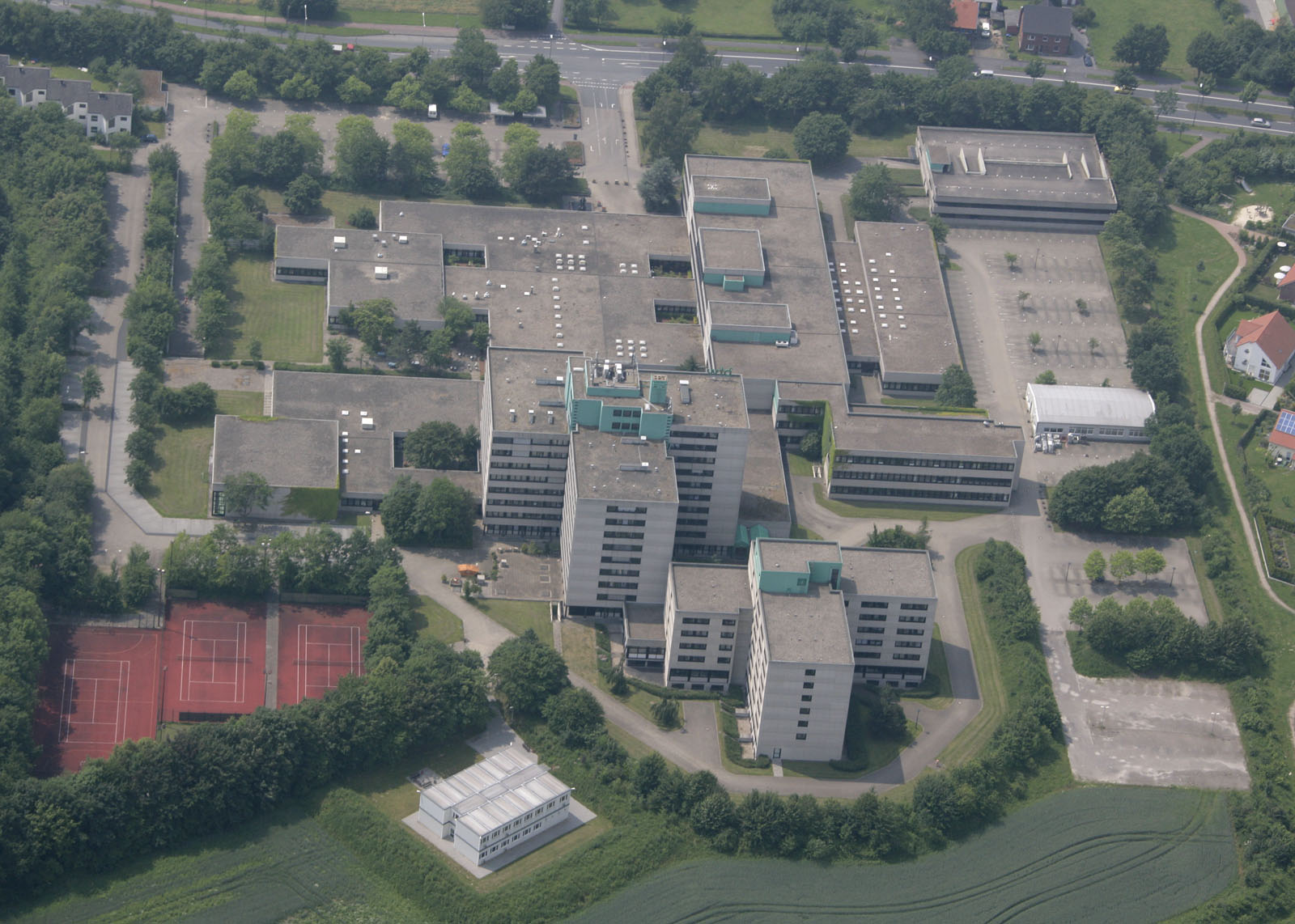
ハム職業訓練所

#### 職業補習高等専門学校 / 成人教育
ハムには市立の職業学校、現在の職業補習高等専門学校が3校ある。市は、フリードリヒ＝リスト職業補習高等専門学校と経済・行政・情報ギムナジウム、エドゥアルト＝シュプランガー職業補習高等専門学校と工学・情報・造形ギムナジウム、エリーザベト＝リューダース職業補習高等専門学校と健康/教育および社会学・栄養・介護の職業補習高等専門学校を運営している。ハムにはさらに、ハム市の薬学技術助手の教育施設（エリーザベト＝リューダース職業補習高等専門学校の建物内にある）と、リップシュタット市の卒後補習高等専門学校の分校にあたる夜間ギムナジウム＝卒後補習高等専門学校であるハンゼ職業補習高等専門学校 もある。パーダーボルン大司教の私立職業補習高等専門学校で社会学と保健学の職業ギムナジウムである聖フランツィスクス職業補習高等専門学校や、医師の手技療法に関する補習教育機関であるグートマン＝アカデミーも注目に値する。さらに、成人教育の要としてハム市は市民大学を運営している。市民大学では、言語教育の他に、たとえばミュンスターのヴィルヘルムス大学と共同での子供・成人大学など一連の教育・文化課程を提供している。また、ハム職業訓練所や障害者のための教育センターもある。ハム職業補訓練所は、ヨーゼフ＝ゲゼルシャフト、KAB（カトリック労働者運動）、コルピング教育機関が運営している。この学校は、健康上の理由から新たな職業の就く成人の労働参加の手段を提供している。

#### 市立図書館
ハムの市立図書館は、本館の他に、ボックム＝ヘーフェル、ヘーセン、ヘリンゲン、リーネルンの地区分館や、市内全域合わせて30カ所以上を巡回する移動図書館を有している。ペルクム地区では、ペルクム住民課の開業時間中はサービスポイント・ビューヒェライが図書館の基本サービスを行っている。市立図書館は約25万点の書籍やメディアを収蔵している。年間約110万件の貸し出しがある。ハム市立図書館は、「読書のための魅力的なサービス」によって、図書館オブ・ザ・イヤー 2005 に選ばれた。
ハインリヒ＝フォン＝クライスト＝フォールムは、ヴィリー＝ブラント広場東側、ドイツ統一広場の北側にあった旧ホルテン＝カウフホーフの場所に建てられた建物である。この建物は2010年2月26日に開館した。ハムの中央図書館は、自己登録の革新的技術、メディア返却と選別・搬送の自動装置を用いており、返却されたメディアを各階に完全自動で配布することができる。
この新しい建物を、中央図書館とハム市の市民大学、SRH 流通・経済大学が分割して使っている。

#### 教育学センター
このセンターの基本理念は、学校、教師、教育機関、専門家の中心となる活動拠点を提供することであるが、広い意味での学校、教育、指導、メディアに関するサービスやサポートを必要としている学生やその両親のためにも開かれている。ノルトライン＝ヴェストファーレン州の都市で最初のこの教育学センターは2004年12月16日にオープンした。このセンターには学校の下級監督官庁（ハム市学校課）の他に、自治体の学校・スポーツ課、市のスポーツ連盟、ハム実践的教員教育センター、市のメディアセンター、ハム映画・テレビ学校、移民家族の青少年助成のための地域授産所 (RAA)、地域の学校相談所 (RSB)、情動発達育成協会 e.V. モヴェーレが入居している。

### その他のインフラ

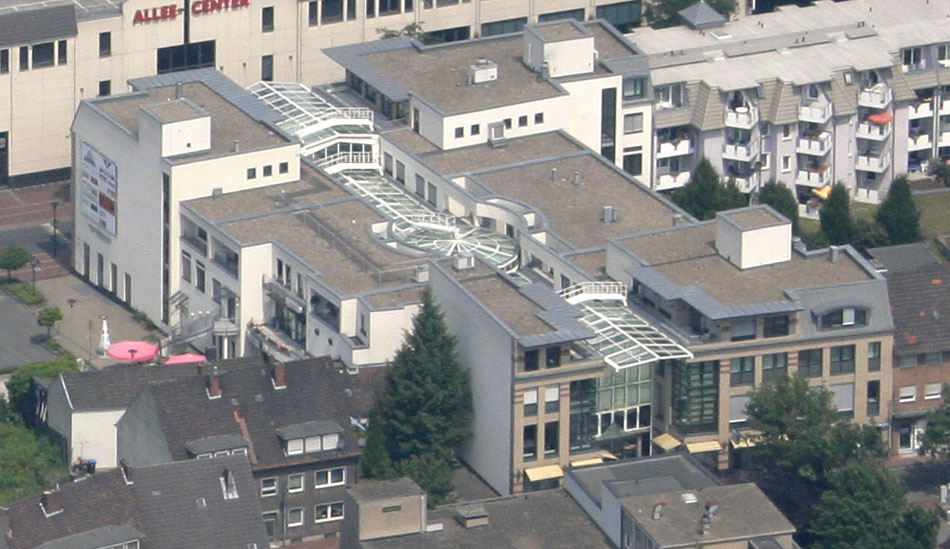
リッター・パサージェ

#### 伝統的な商店とショッピングセンター
内市街最大のショッピングセンターは、旧イーゼンベック＝ブラウエライの敷地にあるアレー＝センター と、道路を挟んでその向かい側にあるリッターパサージェ である。駅の近くにはカウフホーフもある。かつてのホルテン AG やカウフハレ AG の支店は閉店し、取り壊された。C&Aは2009年にアレー＝センター内に移転した。都市管区は、多くの場合、固有の中心市区を有しており、地元への供給を確保している。おそらく市内で最も伝統ある百貨店が ter Veen である。本来の名称は、‘‘Kaufhaus für Jedermann Egbert ter Veen GmbH‘‘ といい、ハムの歩行者専用地区にある。創業は1907年である。

#### 近代企業
ハムに存在する近代的な企業には、たとえば、Hotel.de やインデペンデント・アーツ・ソフトウェアがある。

#### エコプロフィット
ハム市の企業は、総合的環境技術のエコロジカル・プロジェクト「エコプロフィット」 に参加している。

#### 救難救命組織
ハマー・フォールムは、この街の最も重要な救難救命組織の1つである。この協会は、危機にさらされた地域の病人やケガをした子供たちの手当や処置を行うことを掲げている。

## 文化と見所

### 文化

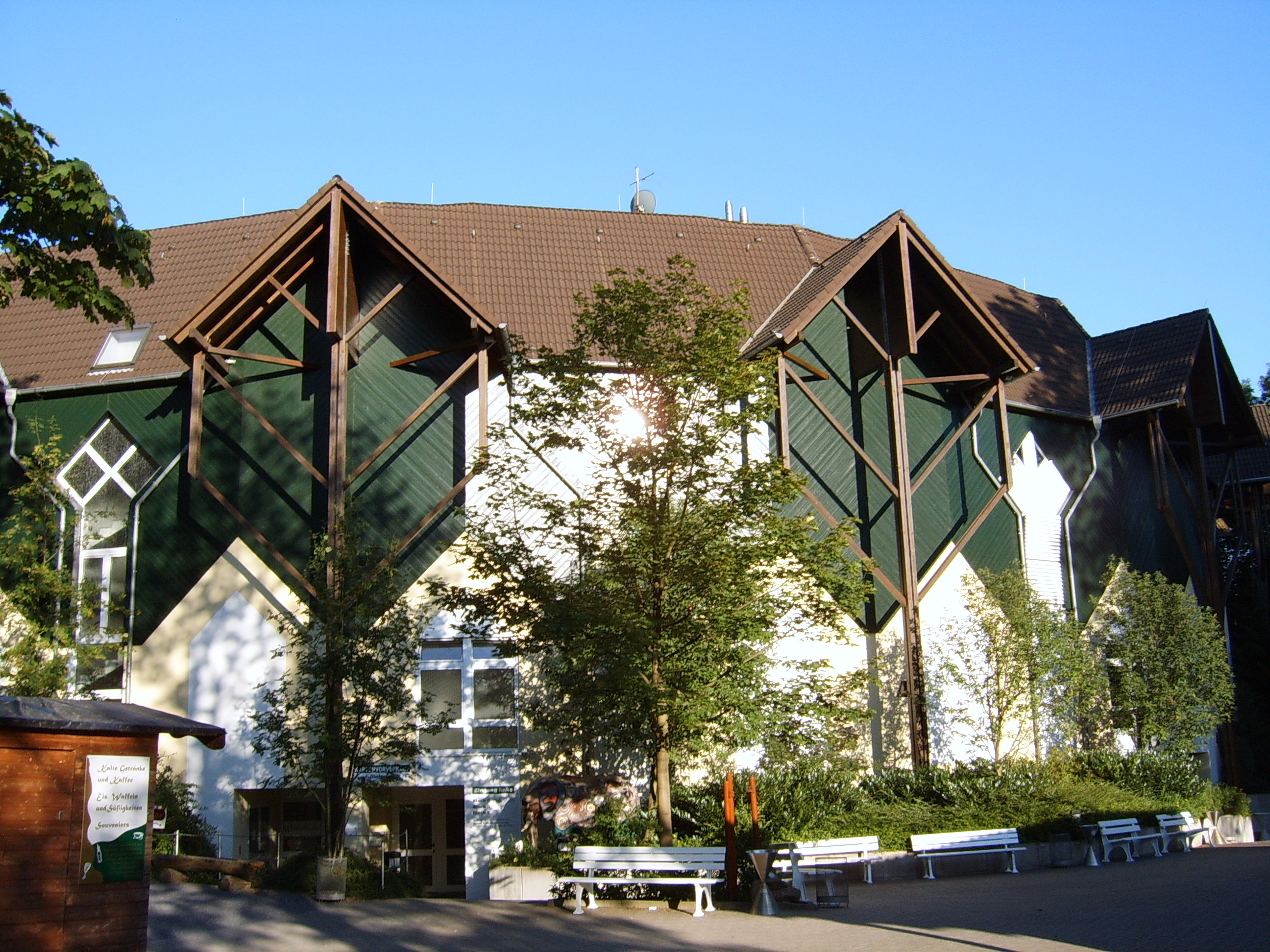
ヴァルトビューネ・ヘーセン

#### 演劇
この街の重要な演劇施設には、ヴェストフェリシェ野外劇団 e.V. のヴェルトビューネ・ヘーセン、クルトゥールバーンホーフ（文化の駅）のヘリオス劇団、クアハウス・バート・ハムがある。ヴァルトビューネ・ヘーセンは、ドイツで最も来客数の多いアマチュア野外劇場である。
ヘリオス劇団は、その創設地であるケルンのヘリオス通りにちなんで命名された。この劇団は、時には年間100カ所で公演を行う実験的旅劇団として活動を開始した。1997年からはハムに定住し、当初は市内の様々な劇場で公演を行っていた。2004年以降、文化の駅を常設の公演会場とした。ヘリオス演劇アンサンブルはこれによりハム初のプロの劇団となった。このアンサンブルは、本拠地での公演に加えて、ツアー公演も続けている。また、2002年、2004年、2007年には、ハムでの国際演劇祭「ヘルヴァッハ」（ドイツ語: hellwach =「はっきりと目覚める」「覚醒する」）の主催者・創設者となった。
クアハウスの劇場ホールは、数多くの客演劇団の公演会場であり、コンサートの他に多彩な演劇、音楽公演に用いられている。

#### 映画
ハムのチャタヌーガ広場にシネプレックス・ハムがある。これは、7スクリーン、合わせて 1,867席のシネマコンプレックスである。運営母体は、ゾーストの F.T.B. Nieuwdorp GmbH である。この会社は、近代的な仕様に対応できなくなったかつてのキーノ・アトリウムやクリスタルパラストの運営会社でもあった。また、ハムには VHS-キーノもある。

#### 音楽とダンス

##### ハム市立音楽学校

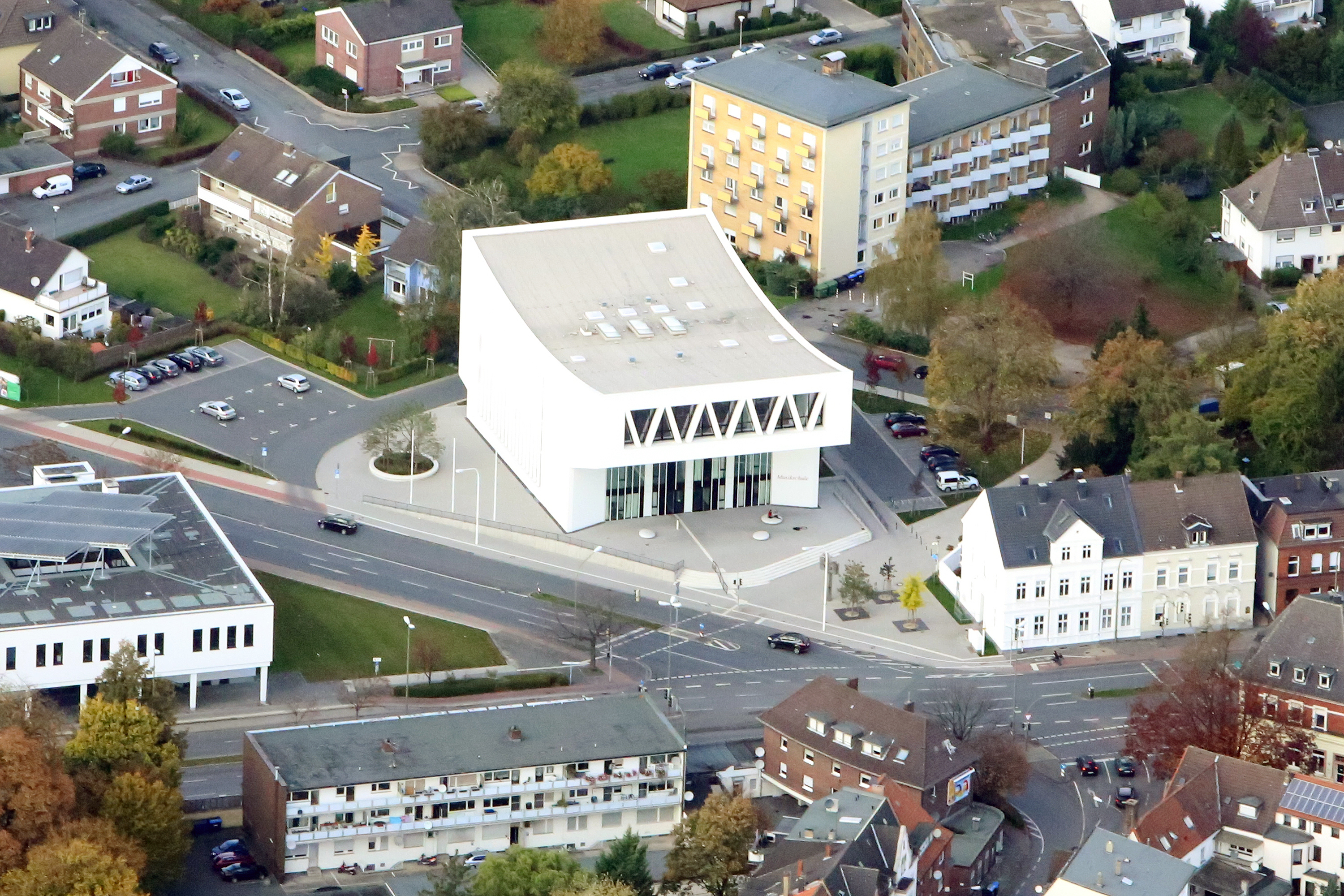
ハム市立音楽学校

ハム市立音楽学校は1940年2月1日に設立された、ドイツで最も古い音楽学校の1つである。学生数 4,300人、教員数約 100人が籍を置く、ドイツ最大の音楽学校の1つでもある。ハム市立音楽学校はドイツの音楽界の発展において常にモデルの機能を担ってきた。この学校は、就学前の音楽教育から、より高度な学習の準備までの教育を行う、音楽教育施設を備えた完全に一貫した学校として構想された。また、1970年代初めの音楽学校校舎の新築は、中部ドイツでは初めての音楽学校新校舎であった。ドイツ音楽学校連合は、ハムの音楽学校が模範例であると公言している。1952年に、ハム近郊のオーバーヴェリース城内での連合結成に関わったマルティン・ヴォルシュケは、その2年後にハム市立音楽学校の学長となった。ヨスハルト・ダウスはオーケストラの学校としての概念を打ち立てた。その後任のノルベルト・エーデルケッター（作曲家で出版者のルートガー・エーデルケッターの兄弟にあたる）がこれを実現した。オーケストラの学校を何段階かに分けて創り出そうというアイデアがあった。ハムにとって私立音楽学校は、基本的な文化的重要性を有するものである。約40のアンサンブルのうち、高度なグループはハム市による公式イベントに何度も参加し、時にその音楽効果は市境を越えて広がる。
ノルベルト・エーデルケッターによって設立された、内容豊かなオーケストラ活動は、現在（2018年）の学長ベルント・シュマラの下で運営されており、様々な調べでこの街の文化生活を形作っている。特にハム市立音楽学校のシンフォニーオーケストラ（指揮: ベルント・シュマラ）は古典的オーケストラ学校の頂点であり、ゲオルク・トゥールヴィット指揮のシンフォニック・ブラスオーケストラ、ジャズ＝コンボ（指揮: アルノ・メヤウシェク）やハム市のビッグバンド（指揮: クラウス・ハイマン）が音楽学校と緩やかな連携を築いている。音楽学校はクラシック音楽以外にも、ポピュラー音楽やダンス分野にも数多くの音楽グループを輩出している。2011年11月からは、ミュージカル分野も開講した。

##### ハム音楽協会
1884年に設立されたこの街の音楽協会は、特に、レベルの高いコンセプトプログラムを歌いこなす合唱団（指揮: ロタール R. マイヤー）やオーケストラ「コレギウム・ムジクム」（指揮: ウルリヒ・リュトゲバウクス）によってこの街の音楽生活を創造している。

##### 合唱
ハムには、たとえばボックム＝ヘーフェルの聖シュテファヌス教会のツェツィーリア教会合唱団や青年合唱団カンターテ 86（指揮: ヴェルナー・グランツ）といった良質で伝統豊かな教会合唱団がある。後者は、ノルトライン＝ヴェストファーレン州合唱連合の「マイスターコール 2012」に選ばれた。この他にも数多くの歌唱クラブ、男声歌唱クラブ、女声合唱団がある。
市の合唱団の27人が1926年にゼンガークライス・ハム e.V. を結成した。このサークルは1961年に再結成された。2007年の在籍簿によるとこのサークルには、活動中の歌手 987人と、1,327人の支援メンバーが登録されている。その大部分が男声合唱団であり、人数上は混声合唱団の方が女声合唱団よりも多い。中にはジャズ＝コーラス、ゴスペルコーラス、バーバー＝ショップ＝コーラス、児童少年少女合唱団もある。ゼンガークライスの合唱は、ハム市の文化生活の確固たる構成要素となっている。過去にはイベントに有名な人物を招くことに成功している: たとえば、グンター・エマーリヒ、ヨアヒム・クラウス、アンチェ・フォルマー、デボラー・ザッソン、ウーヴェ・クレーガーなどである。ゼンガークライスは、数多くの音楽祭の主催者でもある。

##### ハム市文化ビューロ
文化ビューロは、演劇やコンサートの分野におけるハム市最大の文化提供者である。児童劇、成人劇、ジャズコンサート、交響楽や室内楽のコンサート、多彩な夏期文化プログラム「クンスト＝デュンガー」、「クラシックゾマー・ハム」、国際ジャズフェスト、シュタットハウス＝ギャラリーでの展覧会などがその活動対象である。文化ビューロは上述の芸術・文化イベントを奨励し、さらには施設（社会文化センター、フライエ・ユーゲントクンストシューレ、ヘリオス劇場、ハム文化の駅運営協会 e.V.、教会など）のプロジェクトや運営ルールの整備にも携わっている。ここは、ハム市立劇場支援協会の事務局であり、ヘルヴェーク文化地域コーディネーションビューロ事務局の本部所在地でもある。

##### バンド
本市の有名な音楽バンドとしては、アッシューズ・トゥー・エンバー、クルクリン、デリリアス、ジャヴェリン、カペレ・ペトラ、ノー・デザイアー、アーバイツグルッペ・ヴァルシャウ、ナンセンス、ワン・グッド・リーズン、オラクル、ルールス・オブ・エンゲージメント、トゥクラン、ウンフォアシュテルバーレ・パイン、ヴァイオレット、WA-バンド、ドランケン・セインツなどがある。アート＝ポップ＝バンド「ジャイアント・ルークス」は多くの注目を集めた。

##### ジャズクラブ・ハム
ジャズクラブ・ハムは1997年11月に結成され、120人を超える団員を擁している。その着実な活動と古典からモダンにわたる音楽プログラムはハムの音楽シーン形成に寄与している。ジャズクラブ・ハム e.V. は、2008年からハム・クアハウスのシュピーゲルザールを固定の本拠地としている。ここでは、通常、毎月1回イベントを開催している。

##### ダンス
ダンスシーンの発展は、ADTV パーペ・アイカー/シュミット・ダンススクール（旧エミール・リーゼガング・ダンススクール）、アート・オブ・ムーヴィング、ギュート・ウント・アンネリーゼス ADTV ダンス・バレエ学校によって促進されている。アンケ・ルクスは、そのダンス工房およびハム市のダンスシアター & ミュージカルカンパニーの監督も務めている。

#### 重要なイベント

##### 年中行事

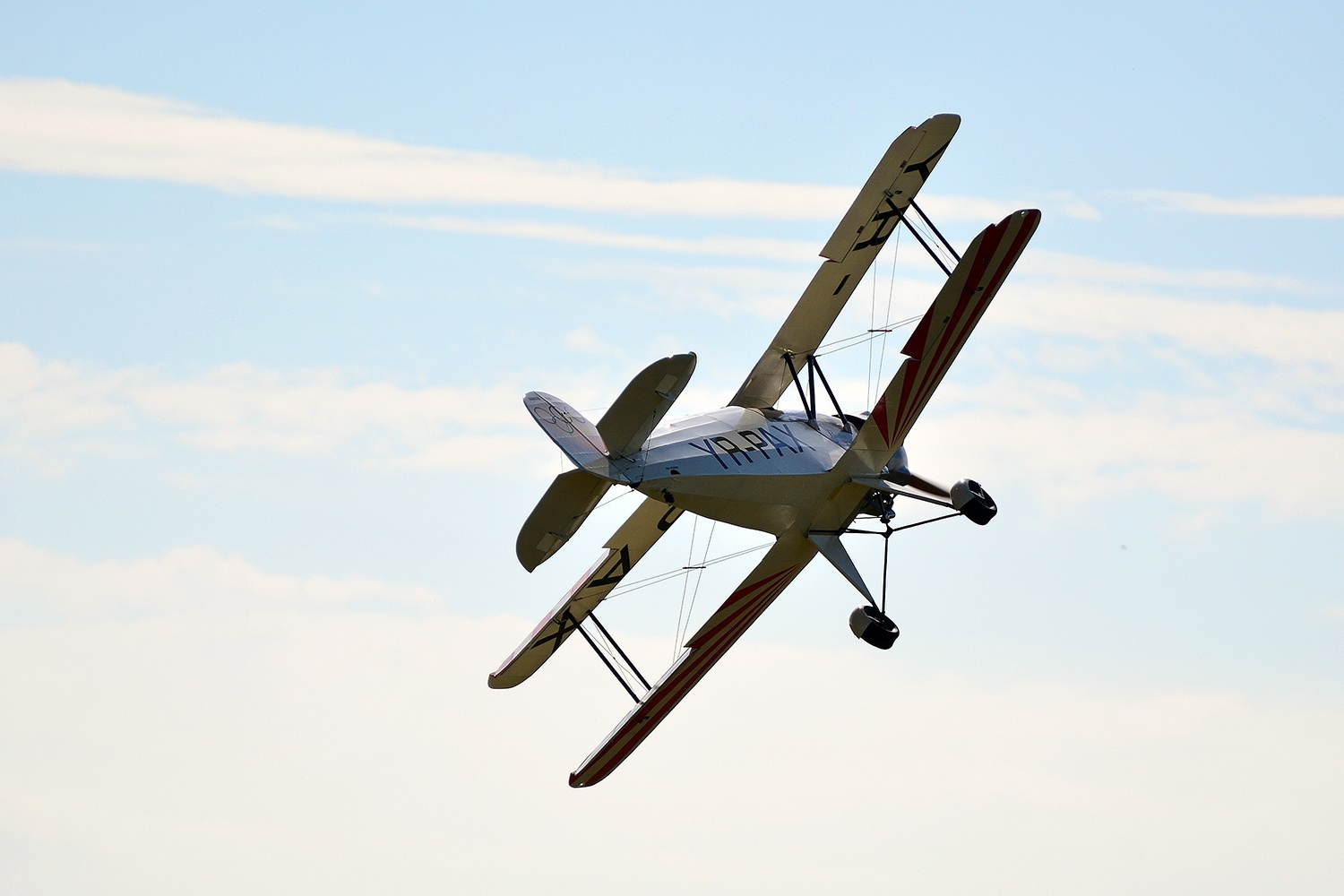
2013年のフルークプラッツフェストでデモ飛行するBü 133

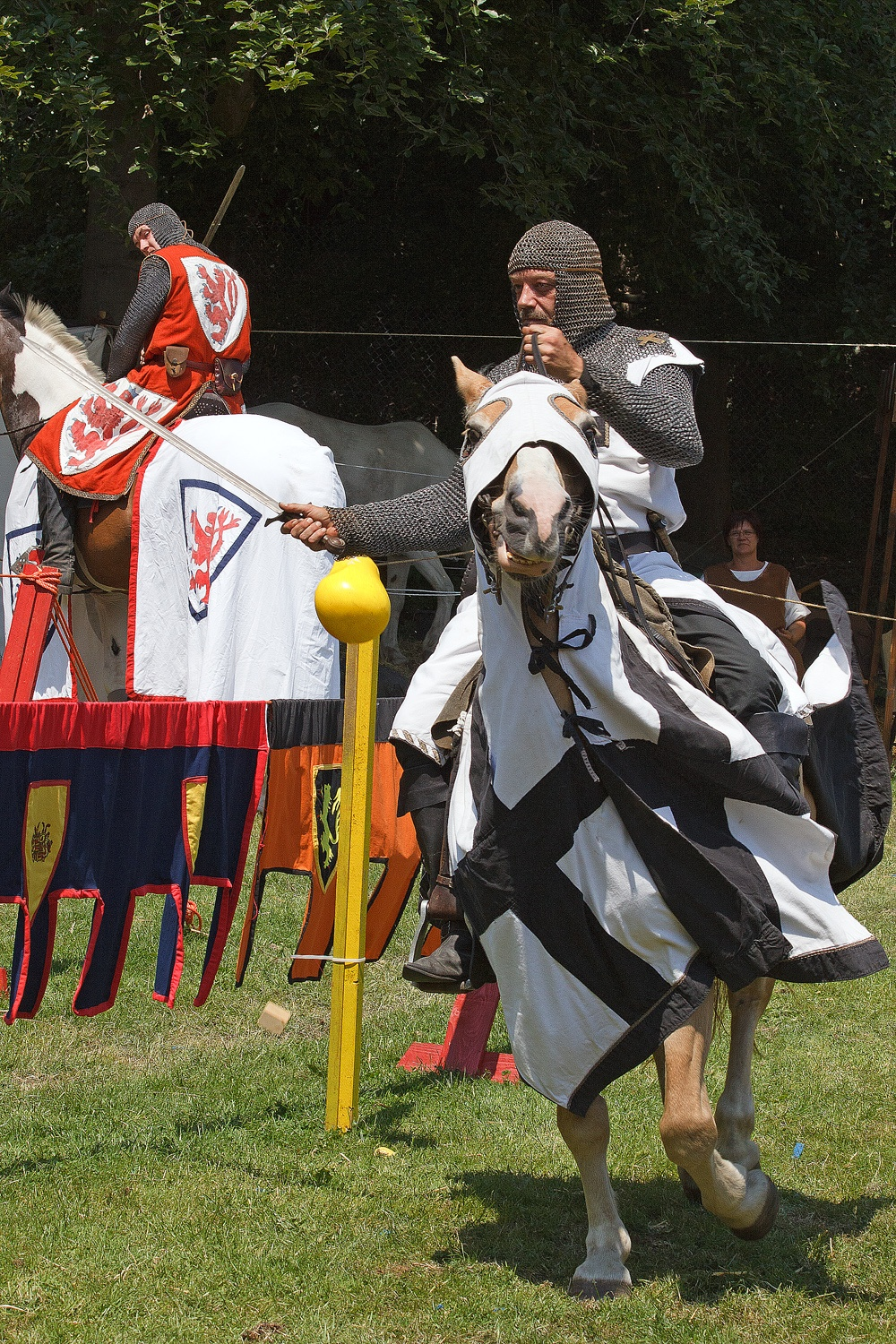
中世市での騎士トーナメント

年に何度もツェントラルハレでテラリストリカが開催されている。やがてこれは世界最大のテラリウムおよび爬虫類の見本市となった。夏期にはこの他に重要なイベントが数多く開催される。たとえば、以下のものがある:
- 野外音楽祭「ハムの夏」[75]
- 「クラシックゾマー」挑戦的な高い夏期のコンサートシリーズ[76]。
- 「フルークプラッツフェスト」（飛行場祭）内市街の近くで開催される航空ショー[77]。
- 「ハマー・オリエントバザール」マクシミリアン公園の「ガラスの象」の麓で夏に開催される。ツェントラルハレのシーズンの幕開けである[78]。
- マクシミリアン公園の「フェスティバル・デル・マール」2004年までは「イタリアの夜」と呼ばれていた。
- 「フォイアーヴェルク」同じくマクシミリアン公園で開催される[79]。
- 毎年マクシミリアン公園の「ガラスの象」の麓の草地で開催される「中世市」[80]
- ツェントラルハレでの「中世ファンタジー・スペクタクル」中世市の室内版[81]
- ハーフェン地区で年に1回開催されるドラゴンボートレース
- ヘリングの教会祭
- 「ヴィーア・ジント・ハム」[82]、「生活、余暇、経済のための見本市」[83]
- ハムス・ベステ・バント
- クアパークフェスト

ハム内市街の教会祭「シュトゥニケンマルクト」が秋の街を賑やかにする。
数年前から始まった自転車レース「ハマー・シティー・ナイト」は、パウルス教会周辺の内市街を周回するコースで開催されたが、2007年に無期限中断となった。第11回シティー・ナイト中止の原因は、自転車スポーツ界のドーピングスキャンダルにあった。自転車スポーツは2008年にボックム＝ヘーフェルに場所を移し、ジュニア自転車レースの形で行われた。
アドヴェントの季節には、パウルス教会はクリスマスマーケットのスタンドで縁取られる。また、大きなスケートリンクが設けられる。
数年前から、カンターテ '86 合唱団のクリスマスコンサート（指揮: ヴェルナー・グランツ）がマクシミリアンハレで開催されている。このコンサートには毎年1名または数名の有名なソリストが登場する。
本市では様々な音楽祭が開催される。ホンキー・トンク・フェスティバルや「ハムス・ベステ・バント」コンクールもある。後者は、2000年から毎年1回、ヴェストフェリシャー・アンツァイガーによって開催されている。
ハム市立音楽学校は、この街の文化生活を形成するもう1つの要素である。オーストマレ修了コンサート（この音楽学校のオーケストラ科の学生はベルギーのアントワープ近郊の町オーストマレで年に1度集中的な練習週間を履修する）やクリスマスコンサートが行われる。市立音楽学校のシンフォニック・ブラスオーケストラ（指揮: ゲオルク・トゥールヴィット）は、ハム・マクシミリアン公園の定期的なゲストである。ハム市立音楽学校交響楽団（指揮: ベルント・シュマラ）は、古典的な音楽学校の頂点を象徴している。ポピュラー音楽では、たとえば、ジャズ＝コンボ（指揮: アルノ・メヤウシェク）やビッグバンド（指揮: クラウス・ハイマン）の演奏が行われる。
ハム市立音楽学校のオーケストラ「コレギウム・ムジクス」は、ウルリヒ・リュトゲバウクスの指揮で夏とクリスマスに、特に家族や高齢者向けの定期公演を行っているが、対象はこれらの人々に限られているわけではない。ロタール R. マイヤー指揮の音楽教会合唱団は、挑戦的なコンサートプログラムで定期的にこの街の文化生活を豊かにしている。
ジャズクラブ・ハムは、月に1度クアハウスのシュピーゲルザールでコンサートを開催している。レパートリーは古典からモダンにまで及ぶ。

##### 重要な過去のイベント
2008年9月6日から7日にハム内市街で第25回ヴェストファーレン・ハンザの日が開催された。30以上のヴェストファーレンのハンザ都市がパウルス教会周辺のマルクス広場で、文化や名物料理を紹介した。
2007年3月6日のノルトライン＝ヴェストファーレン州政府の閣議で、2009年のノルトライン＝ヴェストファーレン州の日をハムで開催することが決定した。このイベントは2009年6月に開催され、成功を収めたことが報ぜられた。

#### 芸術家地区
マルティン＝ルター教会を中心としたマルティン＝ルター街に、数年前から市民主導で、芸術・芸術家街が形成された。公共スペースの照明デザイン、壁絵や彫刻、オブジェクトアートといった多彩な芸術は、かつての社会的焦点のポジティブな刷新という目標に結びついている。
2005年8月、ヴェスト通りとマルティン＝ルター通りとの間を結ぶレディングハウザー通りに新たな芸術作品が設けられた。7つの入れ替え可能な鋼鉄製のドア部品が人目を引くように置かれている。この作品は、「一様性への抵抗」(Gegensätze im Einklang) というモットーに基づき、ハム出身の芸術家マルティーネ・マレットによってデザインされた。製作はハイリゲンハウスの建築家マルティン・ヴェーバーによってなされた。年間を通して様々な文化活動がこの地区で行われ、8月最終週週末のマルチカルチャーフェスト「La Fête」で頂点に達する。

##### キュンストラーヴィンケル
アルター・エントロパー・ヴェークとブラーマー通りとの角にある旧シューレ・ヴェリースの建物に、ハム芸術活動サークル e.V. の共同アトリエがある。このスペースは1975年の改築以後様々な作業機器が設置され、これを使って芸術家は自らのアイデアを実現させることができる。このグループは年に何度も、たとえばハムのシュタットハウスギャラリーなどで展覧会を開催している。

### 博物館・美術館、展覧会

#### グスタフ・リュプケ博物館
グスタフ・リュプケ美術館は、19世紀にハム市の郷土博物館として開設された。博物館の名称は、1917年にコレクションを市に寄贈した芸術収集家グスタフ・リュプケにちなんでいる。そのコレクションの大部分は、中世初期から現代までの芸術工芸品からなっている。その他のコレクション・展示の重点は古代エジプト美術である。この分野は、グスタフ・リュプケ博物館の長年にわたるミイラコレクションの伝統に由来する。そのエジプト・コレクションはドイツ最大級のものの1つである。この他にこの博物館は、20世紀の芸術作品を選抜して常設展示している。さらに様々なテーマでの入れ替え展示も数多く行っている。グスタフ・リュプケ博物館は博物学教育部門を有しており、学生のための特別授業を行っている。グスタフ・リュプケ博物館は1993年から、デンマークの建築家ヨルゲン・ボーとヴィルヘルム・ヴォラートが設計した近代的な建物に入居している。
この博物館は2009年にハムの篤志家から古典的モダニズムの芸術作品20点以上を寄贈された。この中には、ヴィリー・バウマイスター、ロヴィス・コリント、エーリヒ・ヘッケル、カール・ホーファー、マックス・リーバーマン、フランツ・フォン・レンバッハ、ヴィルヘルム・モルグナー、カール・オットー・ゲッツ、ヴェルナー・シュリーファース、ユップ・リュッケロートの水彩画、スケッチ、版画が含まれている。
2011年11月、この博物館は、その後2年間、総投資額510万ユーロをかけて近代化することを発表した。
この博物館は、ハム博物館協会 e.V. によって理想的で経済的に支援されている。

#### シュタットハウス＝ギャラリー
ハムには、文化ビューロと学校・スポーツ局がハム芸術協会 e.V. と共同で運営するシュタットハウス＝ギャラリーがある（シュタットハウス通り3番地 教育学センター内）。ここでは、地元の芸術家やグループ、あるいはハムの姉妹都市の芸術家たちが、毎年多くの展覧会を開催している。

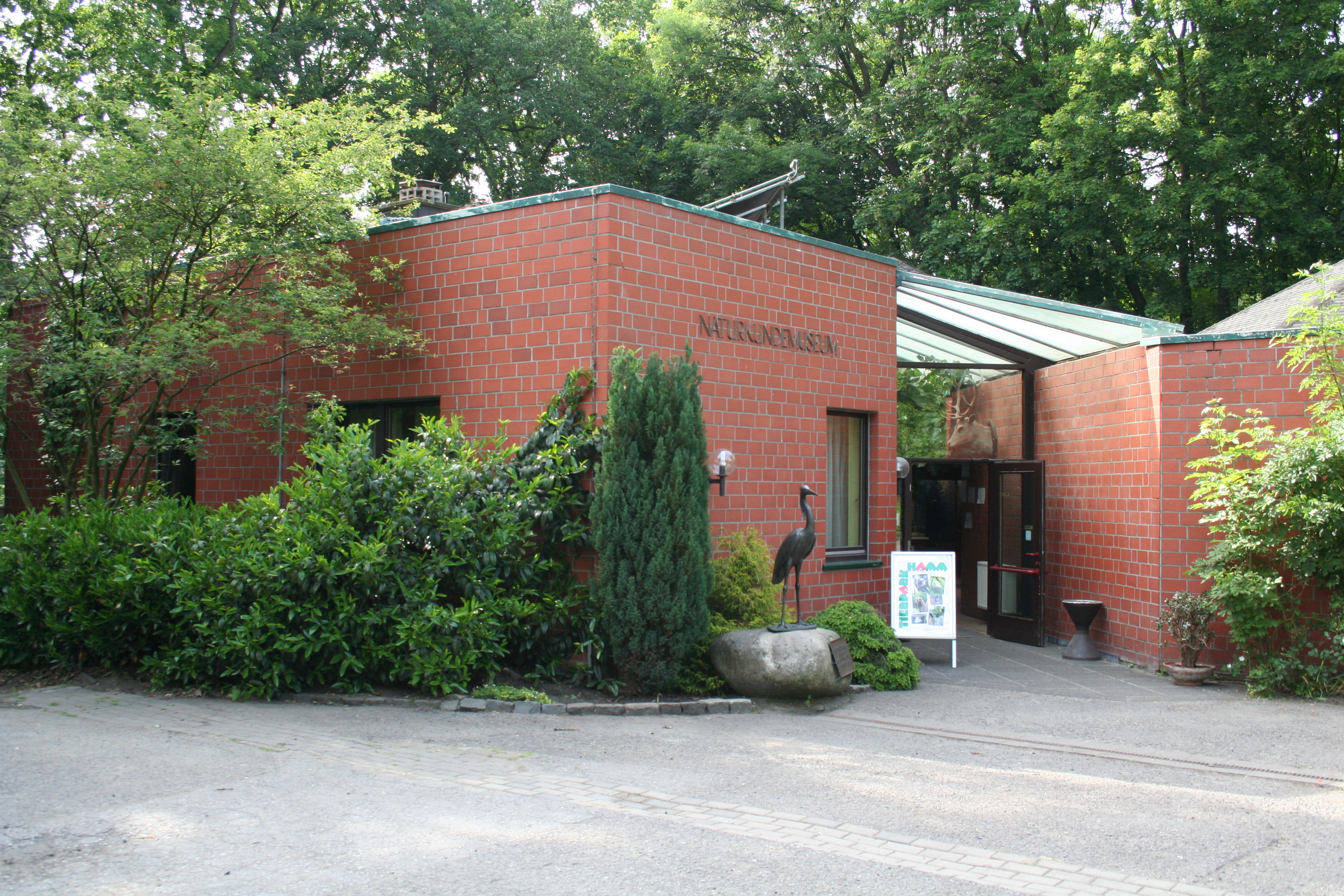
ハム動物園内の自然博物館

#### 自然博物館
ハム動物園では、興味深い自然文化の常設展示が行われている。この展示には、地元の動物の標本や、大規模な昆虫のコレクションが含まれている。
1996年、広さ1万m2 の敷地に、オトマール・アルト財団が設立された。この財団が使っている17世紀に建造された建物には、若いフェローのためのアトリエやラウンジ、いくつかの展示室がある。屋外には円形劇場を持つ彫刻庭園がある。財団の敷地内では定期的に、様々な造形芸術、コンサート、キャバレーや演劇上演が行われている。

#### リーネルン郷土博物館
リーネルン郷土博物館は、リーネルン郷土協会 e.V. と NRW財団が修復を行った建造文化財である。この建物は2004年から保護文化財となっている。

#### ヘーセン郷土博物館
ヘーセン郷土博物館はヘーセンのブロークホーフの旧パン焼き小屋にヘーセンの歴史に関する郷土資料を展示している。観るべきものとしては、中世や工業化が始まった時代の展示品がある。特に、教会、手工芸、鉱業に関する展示が行われている。

#### ノルトディンカー郷土協会
1998年にオープンしたノルトディンカー郷土協会の展示室は、歴史的な機械や農機具、史料、書物、写真を展示している。最も古い展示品は1700年頃のものである。特に重要なのは、亜麻布加工道具の膨大なコレクションで、この中でいくかの作業をほぼ完全に再現することができる。ゲルマン時代の織り機の復元は特に傑出した見所である。

#### ハム保存鉄道
ハム保存鉄道公益協会 e.V. (MEH) は、歴史的な鉄道車両やハム – リップボルク間の鉄道路線の保全に取り組んでいる。年に何度もハム保存鉄道の蒸気機関車がこの路線上を運行し、ノスタルジックな特別列車を牽引している。

### 光の芸術
2002年からハム市は文化プロジェクト「ヘルヴェーク - 光の径」 に参加している。

### 見所

#### 宗教建築

##### パウルス教会

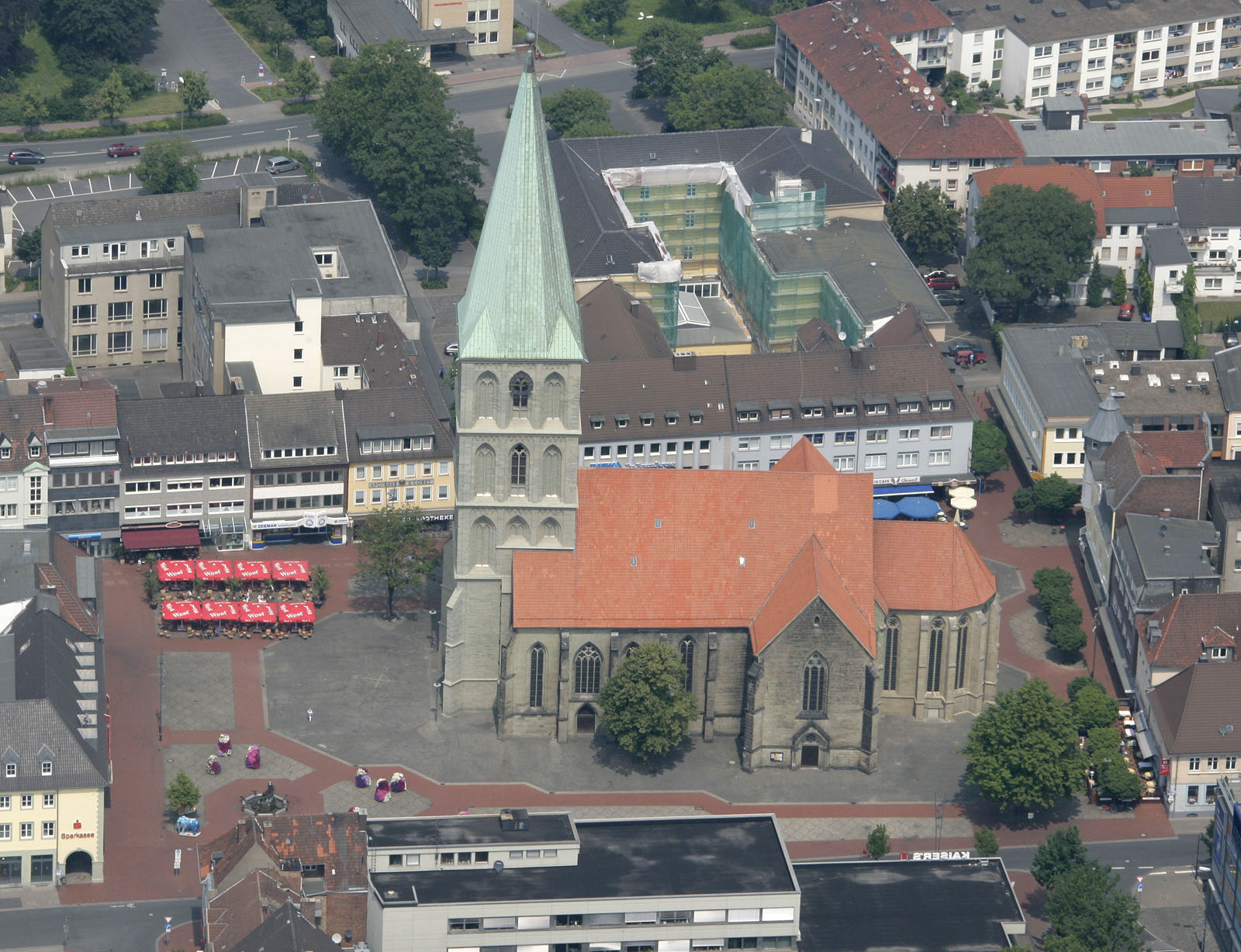
パウルス教会

ハムの中心的な教会建築が、現在福音主義のパウルス教会である（かつてはこの街の守護聖人にちなんで聖ゲオルクおよびラウレンティウス教会と呼ばれていた） 。その教会区は、1337年にマルク村のパンクラティウス教会から分割され、成立した。教会堂はゴシック様式で建てられている。精確な建築時期については判っていない。唯一の文献は、1275年に建設が始まったと記している。いずれにせよ、教会の完成は都市建設から教区分離までの間であった。教会建設以前に、同じ場所にたとえば小さな礼拝堂があったという推測は蓋然性が高い。頂上まで約 80 m の高さがある教会塔は、この街の古い象徴的建造物とされている。この教会は、その長い歴史の中で何度も損壊させられた。特に第二次世界大戦では教会の大部分が破壊された。1945年以後の復興の時代にピラミッド型の塔の屋根が設けられた。これは1741年の火災以前の、元のゴシック様式の屋根に基づいている。現在のパウルス教会という名称は1912年から用いられている。

##### マルティン＝ルター教会

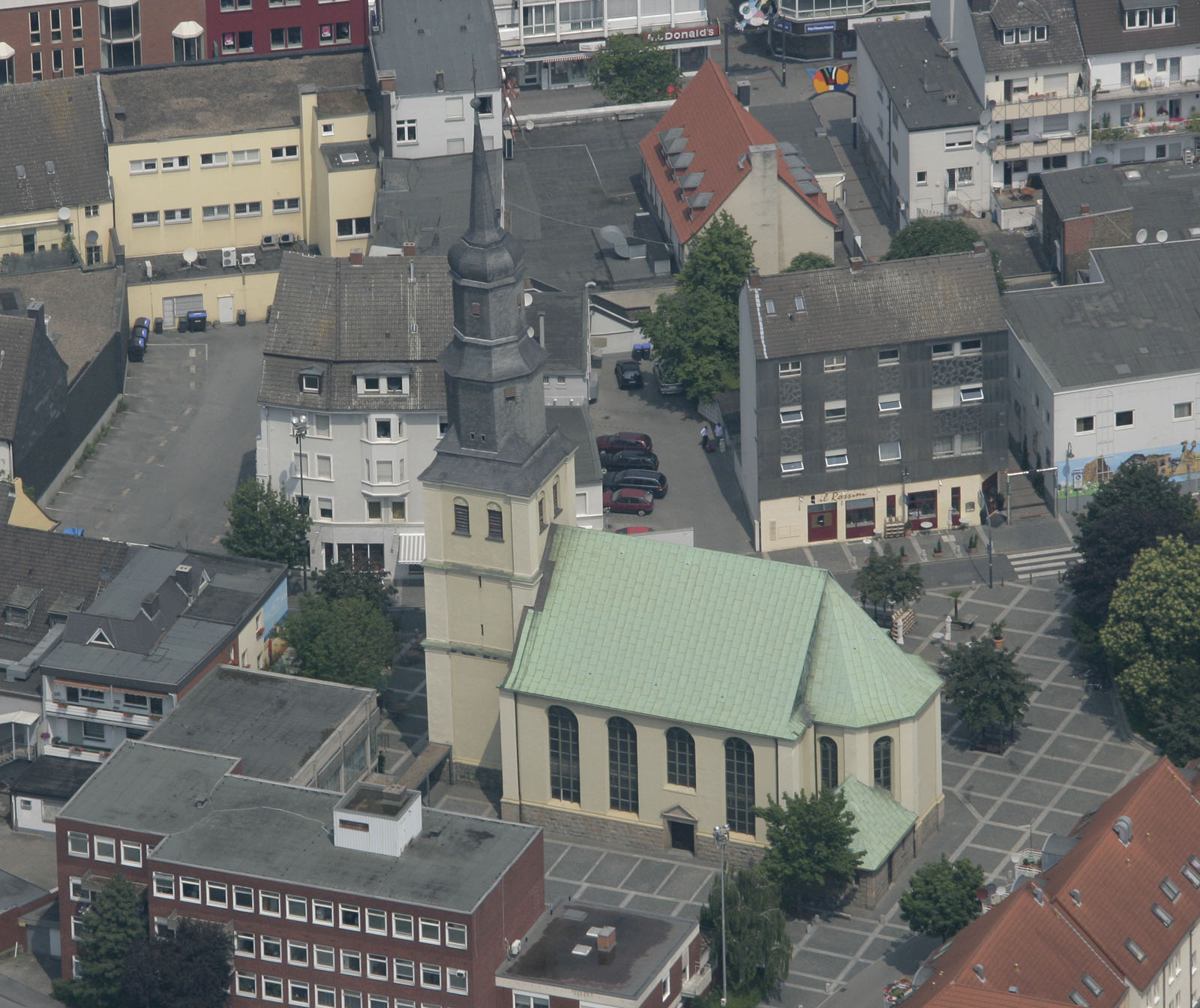
マルティン＝ルター教会（旧兵舎教会）

パウルス教会と並んで、バロック様式のマルティン＝ルター教会が、ハム内市街の同じ街区を特徴付けている。この教会は、ルター派教会やハムの兵舎の大部分の兵士が適切な礼拝を行えるよう、1734年から1739年に建設された。元々は「小福音主義教会」と呼ばれ、時々兵舎教会とも呼ばれたが、1912年に現在の名称に改称された。長期にわたる改築工事の後、マルティン＝ルター教会はユーゲント教会ハムとなった。

##### 聖アグネス教会
ハム旧市街で唯一のカトリック教会である聖アグネス教会（旧フランシスコ会修道院教会）は、1455年のフランシスコ会修道院創建にまで遡る。この年に、まだ新しいフランシスコ修道会は、ゲルハルト・フォン・デア・マルク・ツー・ハム伯から市の北西に位置する領主の城の聖アグネスに捧げられた礼拝堂を寄贈された。修道院設立に伴い、現存する修道院教会の建設は1507年に始まった。教会は1515年5月21日に完成した。ゲルハルト伯は、1461年に修道院教会の前身にあたるハム聖アグネス宮廷礼拝堂に埋葬されていた。墓所はその後新しい教会の身廊内に移された。しかし、黄銅製の墓標板は現存しない。12枚の黄銅製の板 (1.51 m × 3.29 m) の上には、伯は模様のついたカーペットの上に枕を置き、手のない状態で描かれていた。その足下には2羽の白鳥がクレーヴェ＝マルクの二重紋章を保持していた。傍らにはチューダー様式のアーチの柱頭と、4つの家族紋章を配した装飾帯をもつ柱が描かれていた。銘文には「1461年9月12日高貴なる守護領主で、フランシスコ会小さな兄弟会修道院の創設者、ゲルハルト・フォン・クレーヴェ＝マルク殿が逝去された。平安のうちに安らぐ彼の魂に祈りを捧げる。アーメン。」と記されていた。彼はハムに埋葬された最初で唯一の領主である。第二次世界大戦中、1944年の爆撃でこの教会は、東側の外壁だけを残して完全に破壊された。これにより、ゲルハルト伯の墓標板も破壊された。

##### マルクのパンクラティウス教会

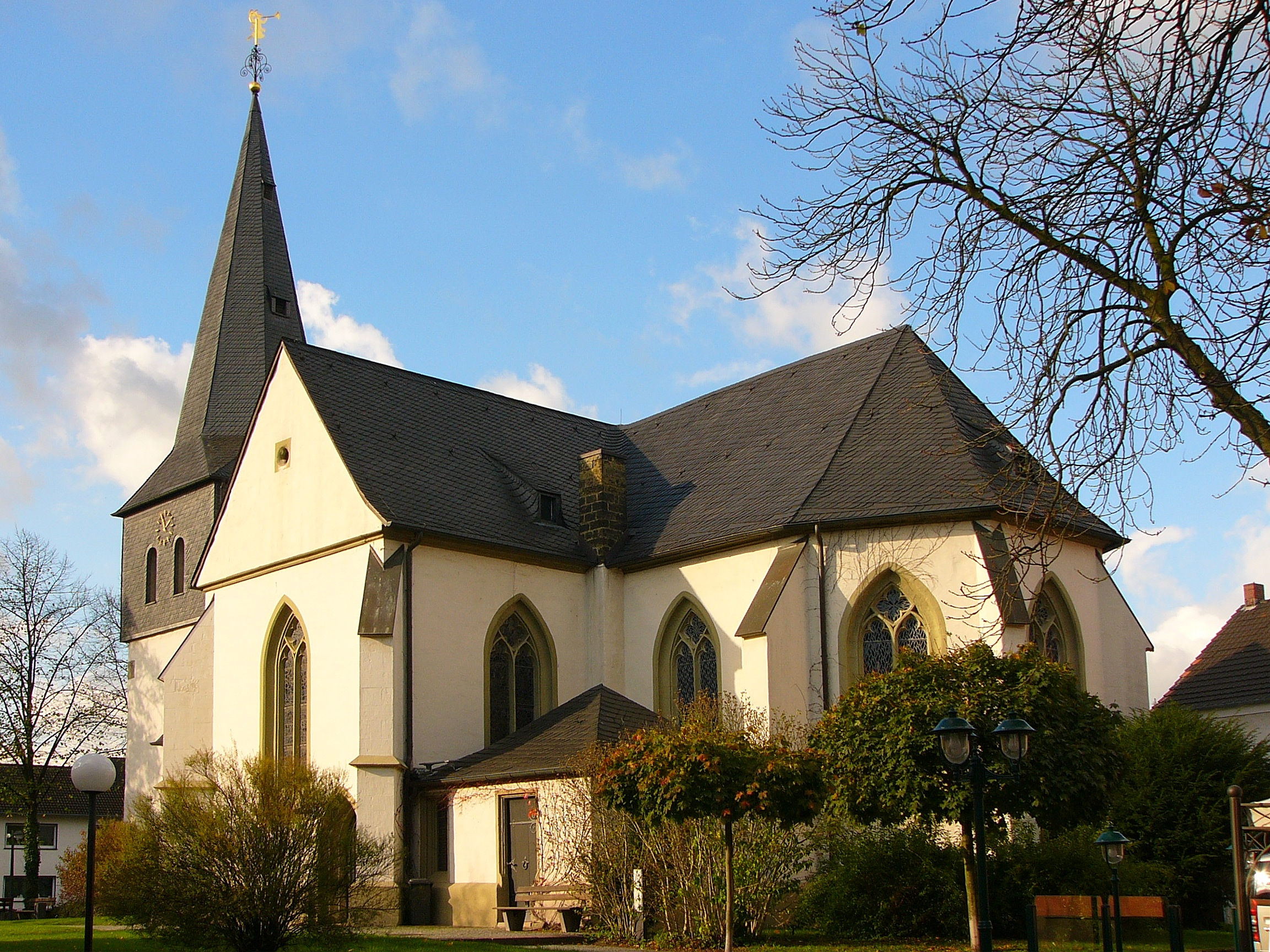
聖パンクラティウス教区教会

聖パンクラティウスに捧げられたマルクの村の教会は、1100年頃にマルク集落に建設された。この集落は、マルク伯の居城となる後のマルク城のすぐ近くに位置していた。マルク集落は、従ってその福音主義聖パンクラティウス教会も、現在はエントロプ都市管区に属している。この教会は、ハムに現存する宗教建築で最も古く、最も重要であるだけでなく、最も美しいものである。この教会は、古い墓地と古い木組み建築のアンサンブルに取り囲まれている。内陣と三方がつながった、広く張り出した翼廊が低い身廊を見下ろしている。やや南側にずれた3階建ての塔は、この教会堂が簡素なロマネスク建築を原型としていたという推測の根拠となっている。この時代のすべての教会がそうであるように、壁は緑色砂岩で造られている。成形されていない石材や荒く整えられただけの石材の継ぎ目を塗りつぶした外壁は、長年にわたって雨ざらしにされていた。1989年に白い石灰の漆喰による塗装がなされた。1735年の現在の鐘楼階がレンガで囲われ、1909年にスレートが貼られた。1796年からこの塔にラッパを吹く天使を象った風向計が取り付けられた。印象的なのは、20世紀の初めに付け加えられた窓のステンドグラスである。1337年までマルクの教会はハム市の本部教会であった。その後ハムの本教会、すなわち聖ラウレンティウス教会と聖ゲオルク教会（現在のパウルス教会）が完成し、この年に独立した教区に昇格した。この簡素な村の教会は、1908年/09年の修復時に発見された内陣の壁画によって、美術史上決定的な重要性を獲得している。このフレスコは14世紀半ばの内陣建設後に制作された。これは、絵画による説法で、近隣やヴェストファーレン全体でも他に現存例のないものである。この教会の最も古い装備品は13世紀半ばに造られたバウムベルク砂岩製の洗礼盤である。この他内陣には、数多くの墓碑が遺されている。最も有名なのはカール・フリードリヒ・フォン・ヴォルファースドルフ中将（1781年没）のものである。マルクの教会は現在マルク福音主義教会教区に属している。1986年に設立されたフリードリヒ＝フォン＝ボーデルシュヴィング＝ハウスの青少年合唱団カンターテ '86（指揮: ヴェルナー・ガンツ）もこれに属している。2009年から「NRW合唱連合コンサート合唱団」と呼ばれるこの合唱団は、年に何度もパンクラティウス教会での神事に参加している。

##### クリストゥス教会

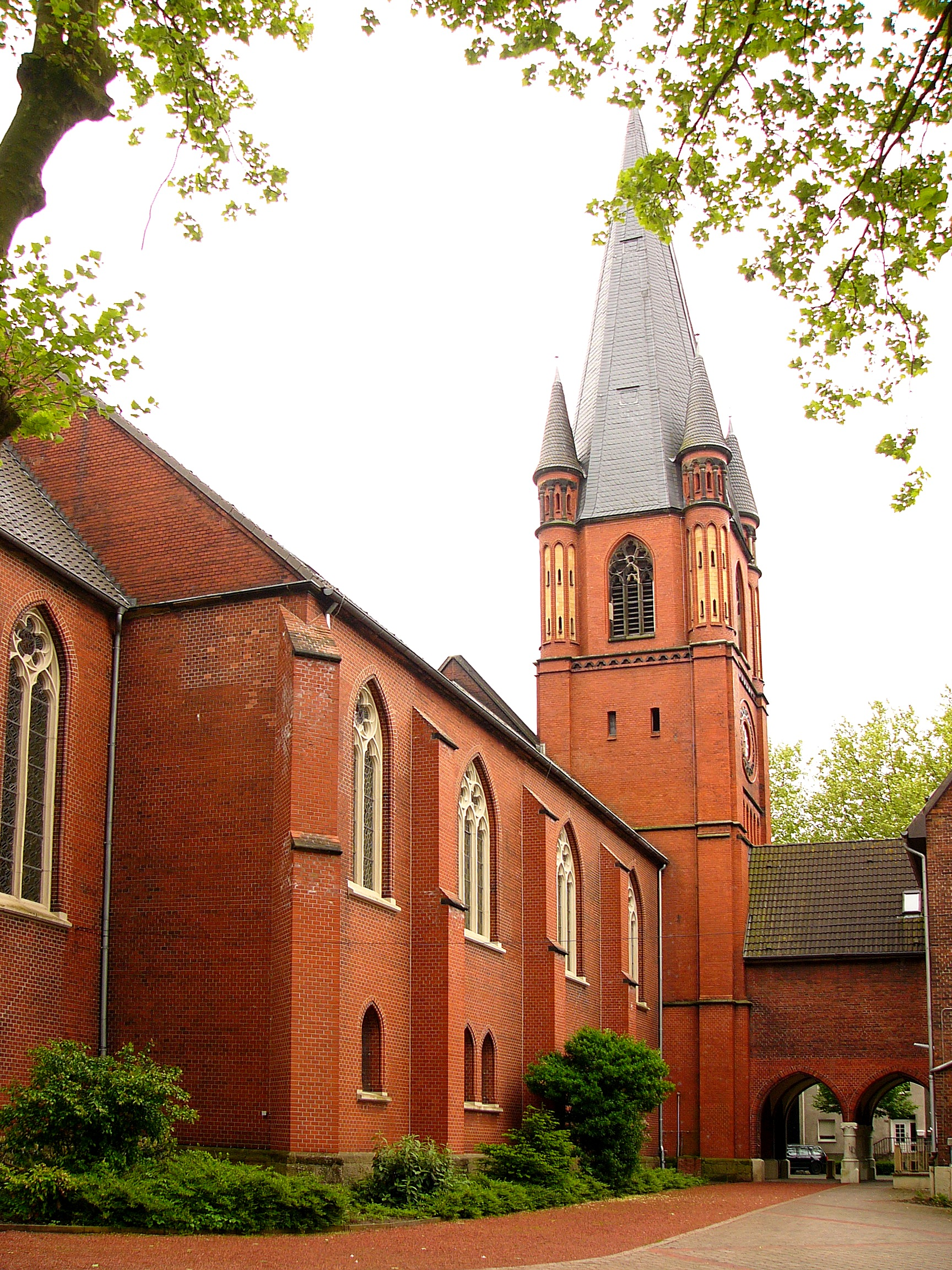
福音主義クリストゥス教会

ハム西地区の福音主義クリストゥス教会は、現在ミッテ都市管区に属している。クリストゥス教会とその教区集会所は1990年から保護文化財に指定されている。

##### ヘルツ・イェズ支教会
カトリックのヘルツ・イェズ支教会はボックム＝ヘーフェル都市管区に位置している。この教会と司祭館は2006年から保護文化財に指定されている。

##### ヤーコブス教会
周囲の家屋をともに印象的な小都市の環境を形成しているペルクムのヤーコブス教会は、3段階で建造された。それは、現在では、一見しただけでは判別できない。最後の修復（1970年代半ば）の際、荒削りの質の悪い石材の壁を保護するために白い漆喰塗料が塗られた。このため全体の印象は極めて一体化している。この建物は、内も外も完全に飾り気がない。注目すべきは、ミュンスターのステンドガラス職人ヴィクトール・フォン・デア・フォルストが制作した磔刑群像を描いた印象的なステンドグラスの窓である。ヤーコブス教会の最も古い部分は塔（上層部を除く）とその両側の書見台型の付属建築部分である。これはすでに現存しないロマネスク教会の遺構である。この塔には4つの階があり、正方形の平面を持ち下層から分離されることなくそびえている。上層には鐘楼階があるが、これは元々の建物ではなく、後世に付け加えられたものである。ここには4つの丸アーチの音孔が開けられている。その上にはコーニスを挟んで簡素な四角形の屋根が載っている。教会堂は1738年/39年に建設された。この建物は、2連の狭いヴォールトに区切られた長方形のホールである。

##### 聖アンナ礼拝堂

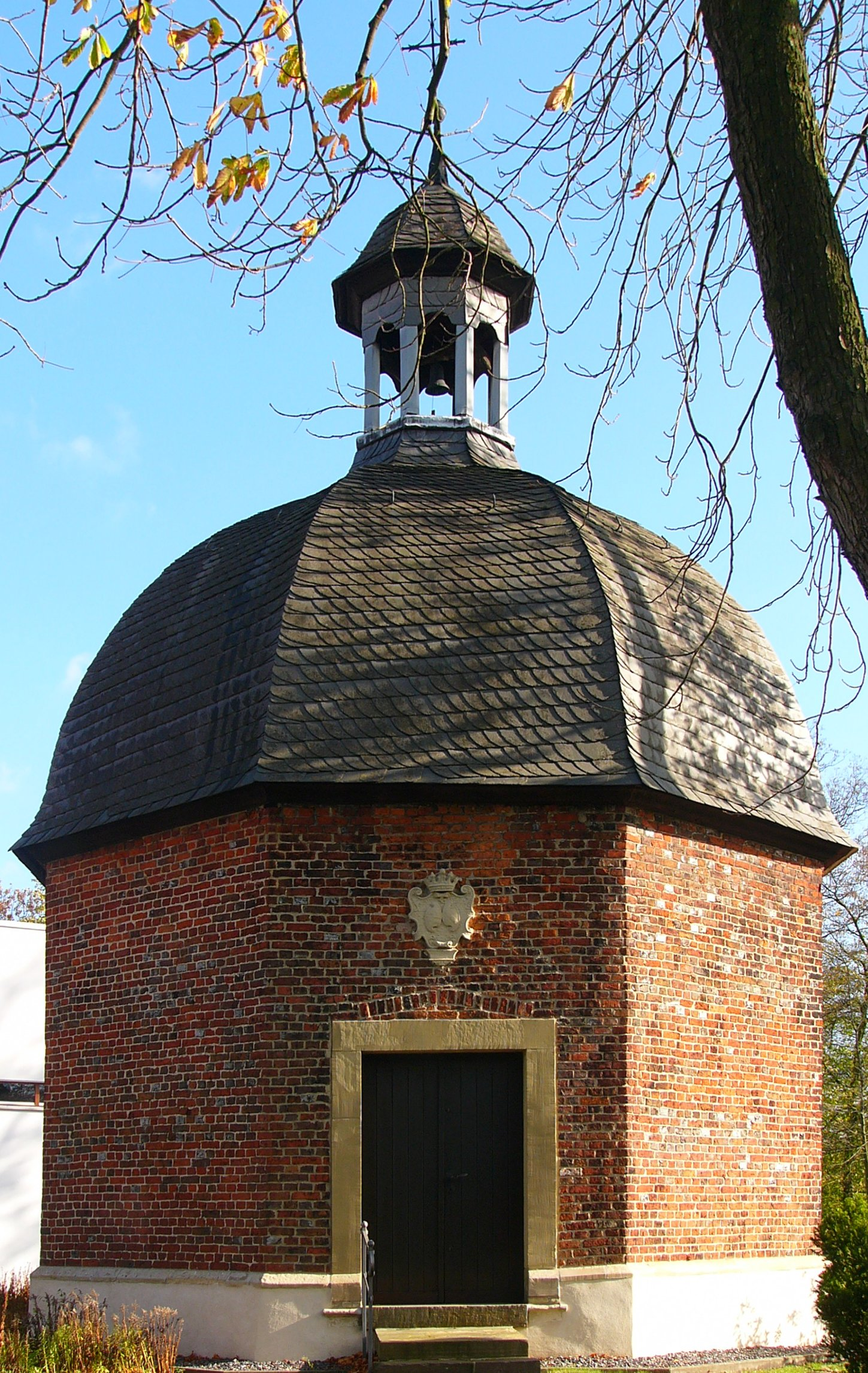
聖アンナ礼拝堂

カトリックの聖アンナ礼拝堂はヘーゼン都市管区（ドルベルガー通り）に位置している。この建物は1986年から保護文化財に指定されている。この礼拝堂は1728年に建設された、ローテス・レプヒェン総伽藍の一部であった。八角形のこのレンガ建築は、小塔を有する湾曲したボンネット型屋根にバロック様式のエレガンスが表れている。礼拝堂の入り口は、施主でフォン・デア・レッケ城主家の紋章で飾られている。19世紀の大きな祭壇画には、若き聖母とその両親であるヨアキムとアンナが描かれている。礼拝堂の小塔内には、おそらく13世紀初めに造られた、ハム市最古の鐘が配置されている。

##### 聖ペーターおよびパウル礼拝堂
カトリックの聖ペーターおよびパウル礼拝堂はヘリンゲン都市管区に位置している。この礼拝堂は1775年10月25日に献堂されており、ノルトヘリンゲン家の礼拝堂の後継と位置づけられている。1842年にこの礼拝堂はパーダーボルン司教ダムベルクによって教区教会に昇格し、1930年までその地位にあった。1985年から保護文化財に指定されている

##### ドレーヒェン教会
福音主義のドレーヒェン教会はリーネルン都市管区（オスターフリーリヒ地区）に位置している。1994年から教会の歴史的調度は1994年に市の文化財リストに掲載された。この教会の起源は9世紀にヴェルデン修道院の土地台帳に記載されたハウプトホーフ (Drocni) にまで遡る。12世紀には、後のマルク伯の所領となった。1188年にドレーヒェンの教会に関する初めての証拠が遺された。14世紀に建設されたロマネスク様式の塔および本堂と内陣は1899年に老朽化のため取り壊された。現在の教会は1901年7月4日に献堂された。この教会は、かつての所在地に建っていない。

##### リーネルン教会
福音主義のリーネルン教会は、リーネルン都市管区に位置している。この教会は1655年から1667年に平屋根を持つ簡素で小さな六角堂として建設され、1985年から保護文化財に指定されている。

##### 聖ヴィクトール教会

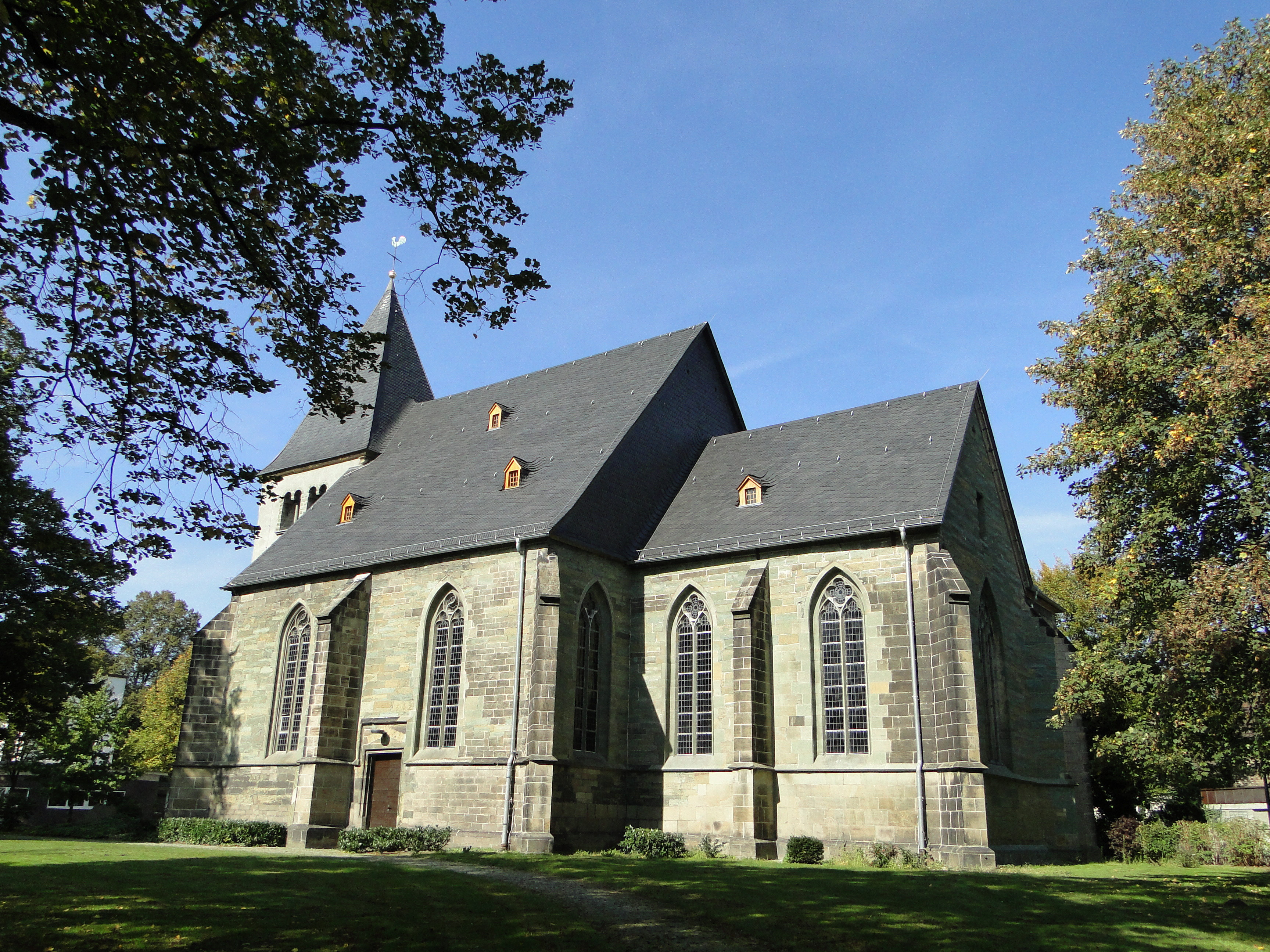
聖ヴィクトール教会

福音主義聖ヴィクトール教会は、ヘリンガー・マルクトに位置している。教会は、内陣に続く三廊式のホールとそれよりも明らかに古い西塔からなる。張間2間のホールはヴェストファーレンでしばしば見られる13世紀の空間構成であり、塔はおそらく12世紀半ばの建築である。塔は四面すべてにそれぞれ2つのつながった音孔がある。塔は屋根の高い長堂に比べ、むしろずんぐりしているように見える。壁は主に緑色砂岩で構成されている。北側の側廊の壁には突き出した形の後期ゴシック様式の壁龕が見られる。1900年/01年の修復の際に、14世紀に制作された古い内容豊かな壁絵が発見されたが、保存状態が悪く、救い出すことはできなかった。内陣室の窓は1952年にトール教授によってデザインされた。これにはキリストの昇天とイエスの生涯から10の場面が描かれている。両側に取り付けられたバウムベルガー・シュタイン製の墓碑銘も有名である。右はフーゲンポト家の嫁クララ・アンナ・フォン・ペンティンク（1604年）、左はフーゲンポート家の別の人物のものである。1973年からこの教会には24ストップのオルガンがある。この他に、レーゲル家の紋章がつけられた銀に金メッキした聖餐杯が保管されている。この杯は14世紀のもので、ヘムの金細工芸術のうち最も古いものの1つである。さらに聖ヴィクトール教会はアルプスの北側で最も古い現役の鐘も有している。

##### 聖母教会
カトリックの教区教会である聖母教会はミッテ都市管区に位置している。初代教会堂の精確な創建日は1897年3月27日である。その後この教会は1899年6月25日にパーダーボルンの補佐司教アウグスティン・ゴッケルによって聖別された。聖母教会は1909年に母教会の聖アグネス教会から分離独立した。急速な信者数の増加に伴って、二代目のかなり大きな教会堂が必要となった。新しい教会の定礎は1911年5月14日になされた。この教会は、早くも1911年12月17日にパーダーボルン司教ヨーゼフ・シューレによって聖別された。1912年にヨーゼフ祭壇が奉納されたが、これは労働協会からの寄進であった。1940年9月7日にこの教会は戦争により破壊された。戦後、まず仮教会だけが建設された。1952年10月19日になってやっと、聖母教会の簡略化された形での再建にための礎石が据えられた。1953年8月16日にパーダーボルン大司教ローレンツ・イェーガーがこの教会を聖別した。再建は、近年になって尖塔型屋根の建設により完了した。この教会には、2006年に新しいオルガンが設置された。

##### ボックム＝ヘーフェルの聖パンクラティウス教会

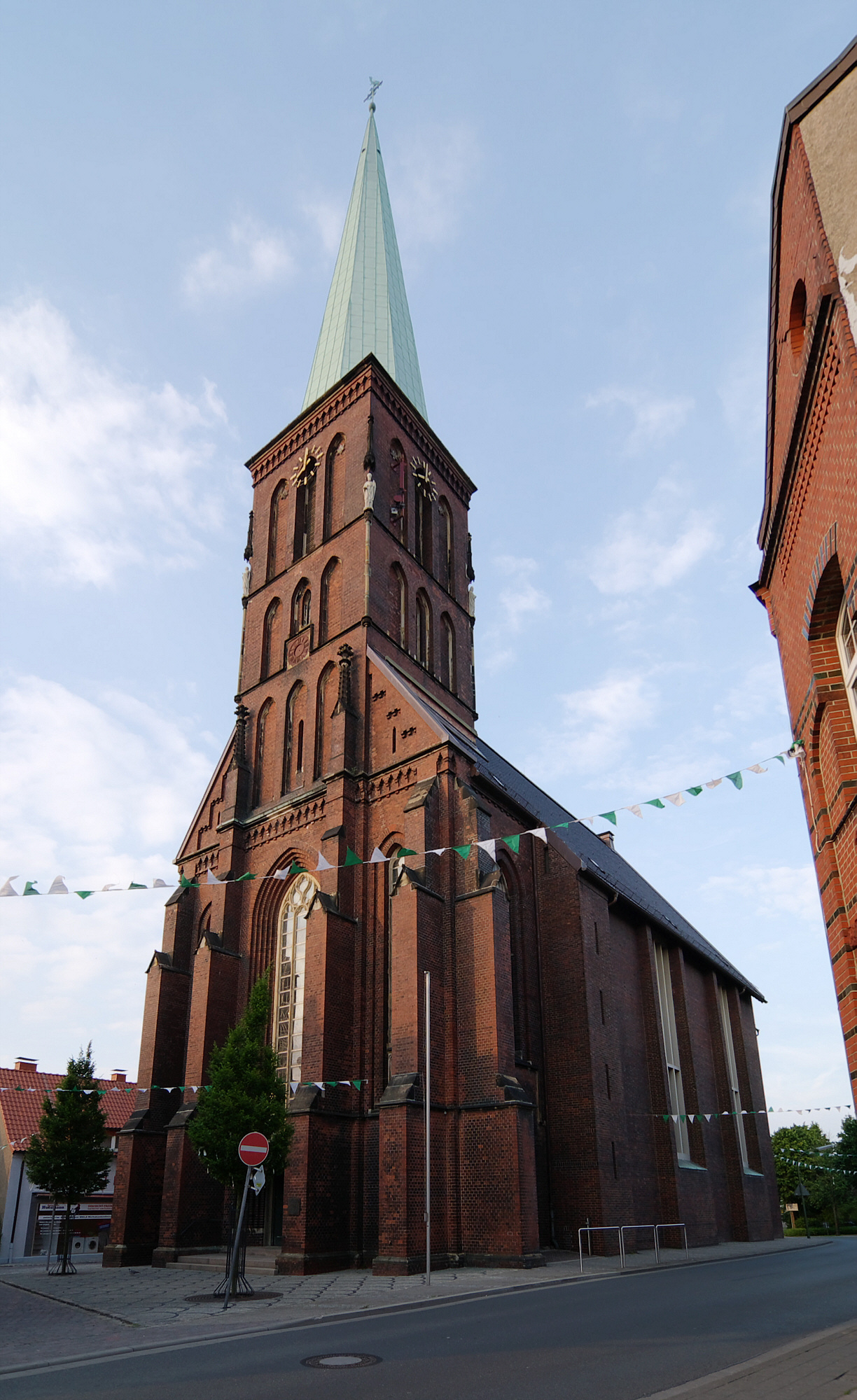
聖パンクラティウス教会

聖パンクラティウス教会は、ハム市で最も古い教会で、ボックム＝ヘーフェル都市管区の一部であるヘーフェル地区に位置している。1025年から1030年にヴェルル＝ヘーフェル伯ベルンハルトがこの地に聖パンクラティウスに捧げる教会を創建した。14世紀前半に元の木造教会から砂岩製の教会に建て替えられた。第二次世界大戦でひどく損傷したが、1954年から1956年に必要な再建がなされた。1564年に建造された牧師館と、1511年および1678年鋳造の2つの鐘が保護文化財に指定されている。

##### ベルゲ教区教会
ベルゲの福音主義教区教会は、リーネルンからベーネンに連なる連山の北斜面に位置している。この山並みがリッペタールをヘルヴェーク地域から分離している。この教会の起源は11世紀にまで遡る。この頃、ここにはすでに私的な礼拝堂があった。教会塔はおそらく14/15世紀に古い礼拝堂の西側に増築された。このどっしりとした、6.5 × 7 m の4階建ての建物は、小さな四角い緑色砂岩で造られている。塔内には、1504年または1519年に鋳造されたことを示す銘を有する鐘がある。この鐘は、当時最も優れた金の鋳造家の1人であったゾーストのマイスター、ヘルマン・フォーゲルによって造られたものである。20世紀初め、修復が必要となった教会と塔の壁にセメント吹きつけ処理がなされた。教会内部は1957/58年に修復された。この作業の際、木製の祭壇が石造のものに交換された。この他に教会には8ストップの新しいオルガンが設置された。この教会からはハム市のほぼ全域が眺望できる。

##### 聖アントニウス教区教会
カトリックの教区教会である聖アントニウス教会は、現在はエントロプ都市管区に属すバウエルシャフト・ガイテの農業を主体とする環境に位置している。教会のすぐ近くをローマ街道が通っていた。教会の陰にあるビアガーデンを有する宿屋はサイクリング客以外にも人気である。前世紀には、ここには1785年に建設された木組みの礼拝堂があった。この礼拝堂は長さ約 11 m の平屋の本堂と三面の内陣からなっていた。木造の小塔が玄関の上にあり、2つの小さな鐘が吊り下げられていた。現在のネオゴシック様式のレンガ建築は、ゾーストの州建築局の郡建築監査官ライマンの設計に基づいて1896年7月5日に定礎された。1897年9月12日にはすでにパドヴァの聖アントニウスに献堂された。現在の教会の一部は、おそらく1808年に廃止されたケントロプ修道院の建材で造られた。

##### 聖レギーナ教区教会
カトリックの教区教会である聖レギーナ教会はリーネルンに位置しており、ハムで最も興味深い教会建築の1つと見なされている。リッペタールとヘルヴェーク盆地と分かつ高地を通るいくつかの街道筋の近くにあるこの宗教建築の歴史は9世紀または10世紀にまで遡る。こうしたことから、この教会は1985年から保護文化財に指定されている。地元の砂岩で造られた建物の身廊は、10 m の高さがある。塔は高さ 56 m で、ゴシック時代に造られたピラミッド型の屋根を戴いている。屋根には1963年に銅が貼られた。内陣室は壁のアーチが印象的である。これらは窓の縁を形成している。内陣の北壁にはヴェストファーレンの伝統に則って白い砂岩で造られた告解室がある。現在、ここには聖餐が保管されている。この建物は、アントウェルペンの聖ルカ＝ギルドによるフランドル風の彫刻祭壇（開扉時は 2.6 × 5.4 m、中央部分は 2.6 × 2.7 m）と卓越した石工の仕事で飾られている。最も古い作品は、黄色い砂岩で造られた13世紀初めのロマネスク様式の洗礼盤である。この建物は19世紀にかなりの建築上の変更が行われた。翼廊、正方形の内陣、堂々たるヴェストハウスを持つロマネスク様式のヴォールト・バシリカという元々の特徴は、この過程で損なわれた。

##### 聖シュテファヌス教区教会
カトリックの教区教会聖シュテファヌス教会は、ヘーセン都市管区に位置している。この教会は1985年から保護文化財に指定されている。

##### エントロプ教区教会

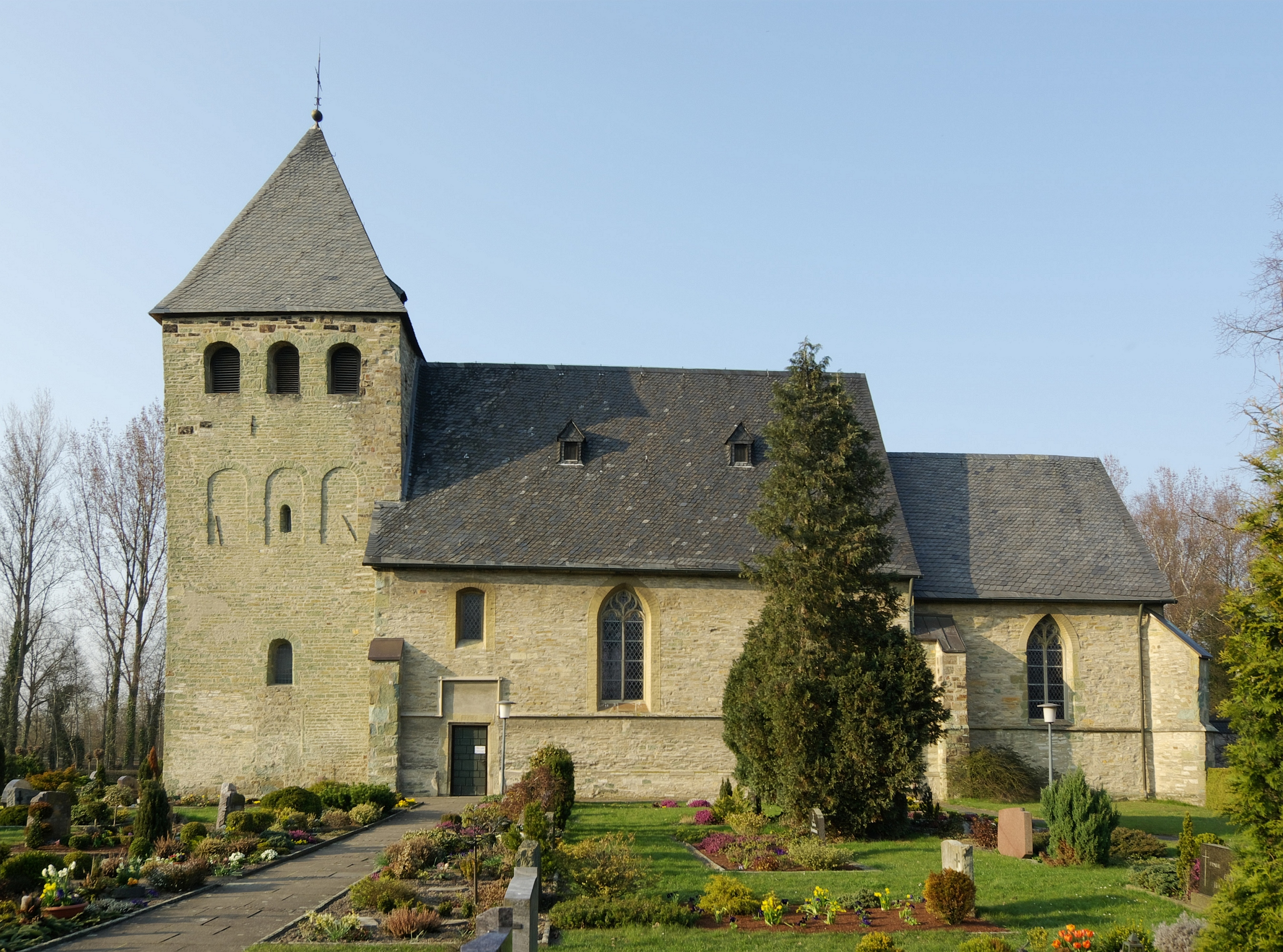
エントロプの教会

この福音主義の教区教会は、11世紀に現在のエントロプ都市管区にあたる教会区の中心に建設された。正方形の西塔は、この教会の最も古い部分である。この塔は11世紀または12世紀に建設された。これに対して東向きに、ほぼ同時代に建設された、細いロマネスク様式のホール式教会がつながっていた。このホール式教会は現存していないが、その屋根の痕跡のラインが塔の東壁に遺っている。この塔は、緩んだ壁が倒壊の危機にあったため、1960年代半ばに修復された。1870年代から教会塔はその頂上に珠、十字架、風見鶏を戴いている。また、1723年に時計職人ディートリヒ・シュマルト・ツー・ヘルツェブロックによって製作された錬鉄製の塔時計がある。この時計は数年前から、1時間ごとに鳴るようになった。塔には本堂がつながっている。本堂は、16世紀に造られた切妻屋根を戴いている。美術史上注目すべきなのが、簡素な教会堂内の壁絵である。この壁絵は1966年の修復作業によって発見された。壁絵は内陣室の壁に断片状に遺されており、使徒の群像が描かれている。エントロプの教会では、砂岩製の洗礼盤も特筆に値する。

##### スリ＝カマチ＝アンパル寺院
2002年に完成したヨーロッパ最大のヒンズー教寺院の1つであるスリ＝カマチ＝アンパル寺院は見応えがある。この建築は、ヒンズー教の要素と20世紀後期の即物的な機能性本位の建築様式を組み合わせたものである。内部も含め、建物全体が興味深い多文化体験を提供している。
- 聖アグネス教会
- ヘルツ＝イェズ教会
- ヘリンゲンの聖ペーターおよびパウル礼拝堂
- リーネルンの福音主義教会
- 聖母教会
- ベルゲ教会
- 聖レギーナ教会
- 聖シュテファヌス教会
- スリ・カマチ・アンパル

#### 城砦と城館

##### ニーンブリュッゲ城
ハムのボックム＝ヘーフェル都市管区シュタインヴィンケル耕牧地内に、おそらくニーンブリュッゲ城砦の遺構であると思われる「ブルクグレフテ」がある。

##### マルク城
マルク城は、マルク伯家の累代の城であった。かつての城砦施設のうち現存しているのは、森に覆われた城山を囲む水堀だけである。主館は18世紀から採石場として利用された。1803年には城の基礎部分まで解体され、1973年と1975年の考古学的発掘では、考古学所見の広範な侵害が確認された。これはとても残念なことであった。というのもマルク城はヴェストファーレン最大級のモッテの1つであったからである。ハム集落建設から750年にあたる1976年に、宮殿 (Donjon) のおおよその位置が城山上の地面に石積みによって示された。

##### シュタットブルク（都市城砦）またはマルク伯の城
都市建設後のある時期に、北側は市壁を境界として、北の土塁に築かれたマルク伯の城は、現存していない。1920年代にはすでに城の建物はわずかな痕跡だけになっていた。だが、この時期までは城の地下貯蔵庫は完全に保存されていた。この遺構は、1944年に空爆によって完全に破壊され、その後小児病院、聖エリーザベト乳児院が建設された。これらは、2006年に聖アグネス・シニアセンターの新館建設のために取り壊され、放置された。掘削作業の過程で地中から城の基礎壁が遺されていることが明らかになった。この壁は一般公開され近づくことができるように遺された。このために路面標示と、オリジナルの発掘の部分展示が行われた。

##### ヘーセン城

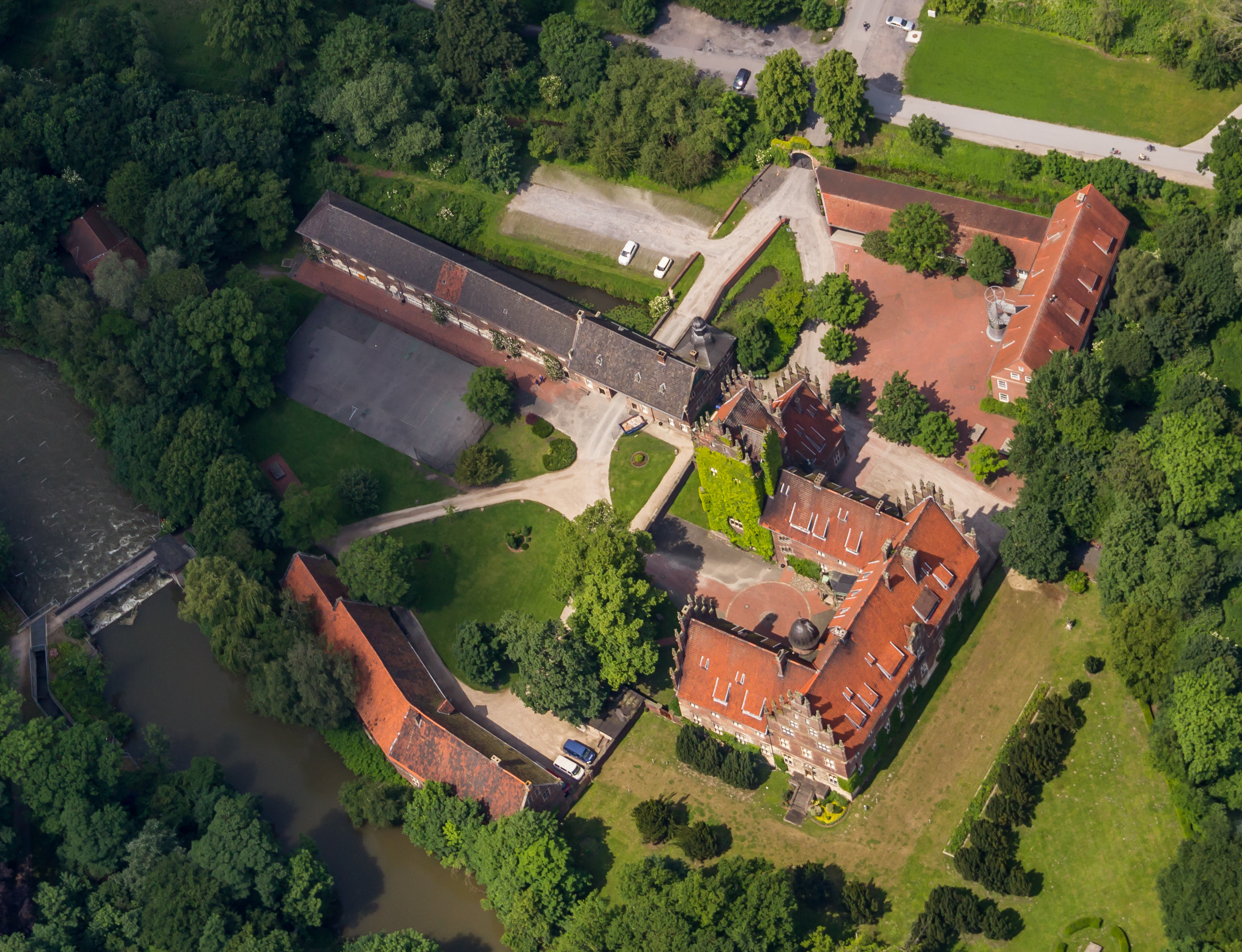
ヘーセン城全景

ヘーセン城は、ハム市ヘーセン都市管区のリッペ川沿いに建つ城館施設である。この城は、975年にミュンスター司教ルドルフの世襲財産として初めて記録されている。現在この歴史的な場所はベーゼラーガー家の所有となっているが、彼ら自身は住んでおらず、40年以上前（1957年）から、体験学習施設、私立ギムナジウムおよび寄宿舎として利用されている。三翼構造の主館はレンガ造りで、特徴的な構造として2つの高さ30 m 階段破風を有している。現在の城館は、先代の建物からすでに用いられていた14世紀のオークの柱で造られている。異なる所有者の下で何度も改築・改装が行われた。現在の姿は1908年頃にミュンスターの行政管区長官アルフレート・ヘンゼンによるものである。彼は、イギリス建築をモデルとして、塔、鋸壁を持つネオゴシック様式の外観をこの建物にもたらした。この建物に付属する城館西側のバロック庭園やイギリス式風景庭園様式の公園は現在もわずかに遺されており、「ローゼンガルテン」（バラ園）と呼ばれている。

##### エルメリングホーフ城

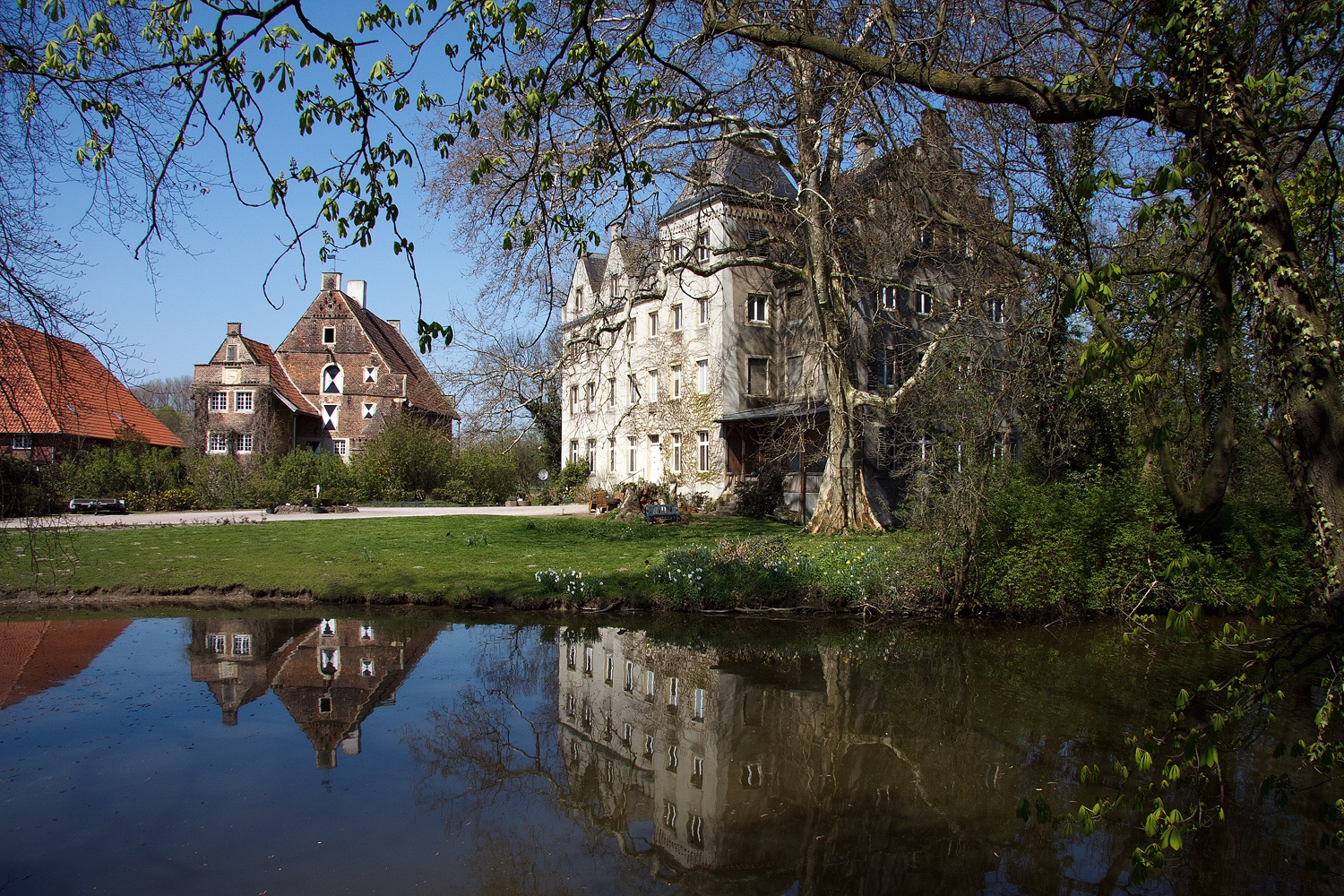
エルメリングホーフ城

エルメリングホーフ城は、ハム市ボックム＝ヘーフェル都市管区に位置するかつての騎士の居城である。この城は1350年に初めて文献に記録されている。

##### オーバーヴェリース城

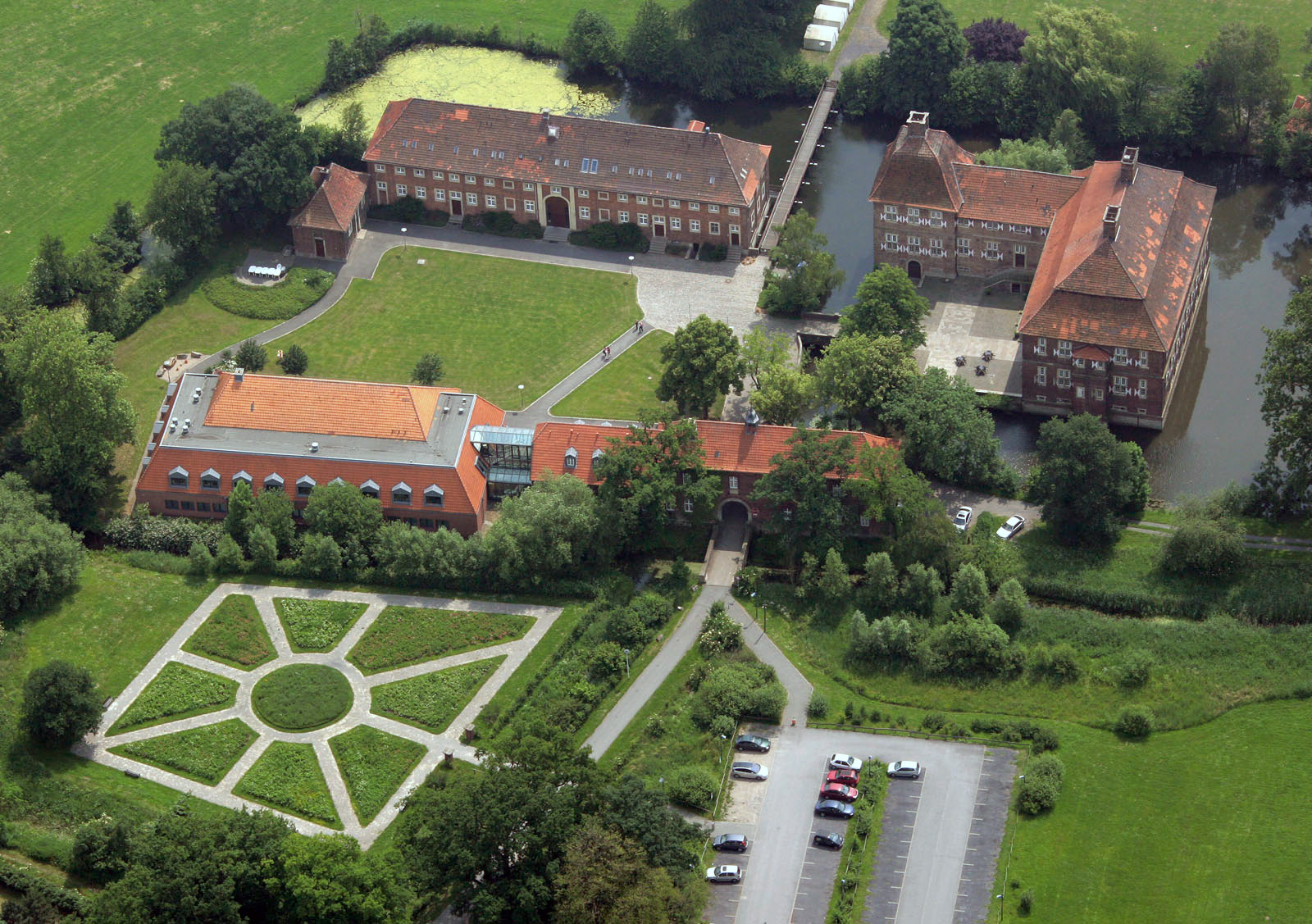
オーバーヴェリース城

オーバーヴェリース城は、ハム市ヘーゼン都市管区のリッペ川沿いの草地にある2翼式の水城である。この城は1284年にリムブルク伯のレーエン登録簿にエンゲルベルト・フォン・ヘルベルンの所有として初めて記録されている。この城は、様々な時代に城館施設に取り込まれたものを含め多くの建物で構成されている。1942年からはハム市の所有となっており、1952年から1975年まで大規模な修復がなされた。現在この水城は、学校、サークル、協会、グループの追加教育の場として人気である。この城はさらに教育、交流の場として、あるいはハム市の式典会場として利用されている。パビリオン塔で戸籍法上の結婚式が行われることもある。

##### エントロプ館
エントロプ館は、エントロプ市区に位置する水城である。1720年に建設されたこの城館は、現在私有財産となっており、修復が必要な状態にある。この建物は1986年2月6日から保護文化財に指定されている。この城は公園に囲まれている。

##### 領主館
エントロプ都市管区のグレーネベルク館も領主館の1つに数えられる。この城館は、1800年頃にアウグスト・ゴットフリート・フォン・ズートハウゼン（1752年 - 1802年）の所有となった。彼はディートリヒ・ゲルハルト・フリードリヒ・ズートハウゼンの息子にあたる。彼には子供がいなかったため、甥のヨハン・アドルフ・フォン・ズートハウゼンを相続人に指名した。ヨハン・アドルフは1809年にグレーネベルク館をドルトムントの宮廷官僚のカール・ビーレフェルトに売却した。グレーネベルク館は現在個人所有で、1986年から保護文化財に指定されている。
ハム市にはさらに、エントロプにホーエンオーファー館、ハム＝ミッテにケントロプ館、ハム＝レルヒェにレック館といった貴族の館がある。
- エントロプ館
- ホーエンオーファー館
- レック館の防衛塔

##### 現存しない城
ボックム＝ヘーフェルのガイネッゲ城、同じくボックム＝ヘーフェルのヘーフェル館、ヘリンゲンのホムブルクは現存しない。これらの建物はいずれも、その跡地に新しい建物があり、痕跡も見ることはできない。
この他に19世紀に取り壊されたノルトヘリング館は、かつての所有者にちなんでトルクスブルクとも呼ばれていた。この館はヘリンガー・バッハ川がリッペ川に注ぐ合流点に設けられたマルク伯の城砦で、リッペの北の国境の守備に用いられていた。このため、この建物はホムブルクの後継城砦であった可能性がある。

##### シュタットホーフ
シュタットホーフは、市の郊外に移転した本宅に対して、「別宅」としてときおり利用された館で、数多くの家門が自らの地所をそう呼んでいた。ハムにはシュタットホーフも現存していない。

###### ナッサウアー・ホーフ
これはナッサウアー・ホーフに特にあてはまる。この館は、所有者にちなんで名付けられたナッサウアー通りの貴族の館であった。この館は元々ハウゼン家のシュタットホーフであった。これを相続した娘のカタリーナ（・フォン・ハウゼン）は、ドルトムント市長ニコラウス・フォン・デア・ベルスヴォルト（1679年没）と結婚した。このベルスヴォルト夫妻またはその相続者は、1712年に貴族に列せられたヴェストホーフェン家にハムのシュタットホーフを売却した（詳しい時期は不明である）。この館はヴェストホーフェン家からズートハウゼン家の所有となった。ディートリヒ・ゲルハルト・フリードリヒ・ズートハウゼン（1770年没）とその妻ルイーゼ・ジビラ（フォン・ヴェストホーフェン）はハイトホーフ (マルク) で暮らし、ナッサウアー・ホーフを1757年から1763年まで賃貸ししていた。1766年、文献に「ナッサウアー・ホーフは空き家である。この館は H. Kr. R. ズートハウス所有しているが、彼は市外のグート・ハイトホーフに住んでいる」という記述がある。1767年に戦争・領土委員会がハムに設立された時、所有者が高額の賃貸料を設定したため新しい賃貸契約は締結されなかった。彼の息子で戦争・領土委員のカール・ディートリヒ・ヴィルヘルム・フォン・ズートハウゼン（1811年以後没）は、少なくとも時折は、この館に自ら起居し、ハイトホーフ館は遺産分割（1777年）の結果、兄の所有となった（この事は1803年の文書で確認される）。1792年12月にフランス王ルイ16世の弟プロヴァンス伯ルイ（ルイ18世）とアルトワ伯（シャルル10世）シャルルがナッサウアー・ホーフに宿泊した。プロイセン王はハムを流刑地にしたが、ラインラント・コブレンツへの革命軍入城後はこれを放棄せざるを得なかった。1793年1月28日、ルイ・ド・プロヴァンスは、甥のルイ17世が未成年のうちは摂政を務めるという、いわゆるハム宣言を行った。ナッサウアー通り13番地の本来のナッサウアー・ホーフとその付属建造物は1850年にカトリック教会に売却され、その敷地にマリエンホスピタルが建設された。これ以後、ナッサウアー・ホーフという名称はナッサウアー通り17番地の立派な建物のものとなった。これは、元々は同じ貴族家の土地に含まれていたのだが、早くも1783年に官僚のキューレンタールに売却されていた。1932年にナッサウアー通り17番地の館はマリエンホスピタル増築のために取り壊された。

###### ヘーシッシャー・ホーフ
ヘーシッシャー・ホーフとも呼ばれるヘーセンのフォン・デア・レッケ男爵のシュタットホーフはブリューダー通り（おそらくブルリューダー通り60番地）にあり、1886年にはギムナジウムの学長カール・シュメルツァーが賃借人であったことが判っている。この建物は、1880年に造られた学校のすぐ東隣にあった。ブリューダー通り58番地、59番地の建物も、元々はこの館の付属建造物であり、1734年の大火までは1つの屋根の下にあった。1734年以前にすでにレッケ男爵はブリューダー通り58番地をカトリック教会にカトリックの学校校舎として譲渡した。ブリューダー通り59番地もガラス職人コンラート・シュレーマーの所有となった。1734年に消失した本館は、未亡人アンナ・エリーザベト・フォン・デア・レッケ・ツー・ヘッセンによってヨハン・コンラート・キルヒホフに売却された。

###### ヘーレンシェス・ハウス
フォン・プレッテンベルク・ツー・ヘーレン男爵は、マルクト広場にシュタットホーフ（ヘーレンシェス・ハウス）を所有していた。この館は1767年からマルク公のハムの戦争・領土委員会の本部に転用された。
この他に、たとえばフォン・ガレン・ツー・ハウス・エルメリングホーフ男爵のシュタットホーフなどが存在していたことは証明されているが、その場所などは未だに特定されていない。

#### 世俗建造物
度重なる都市火災や第二次世界大戦の戦禍とその後の復興による破壊で内市街に遺されている古い建物はわずかである。

##### シュトゥーニケン＝ハウス

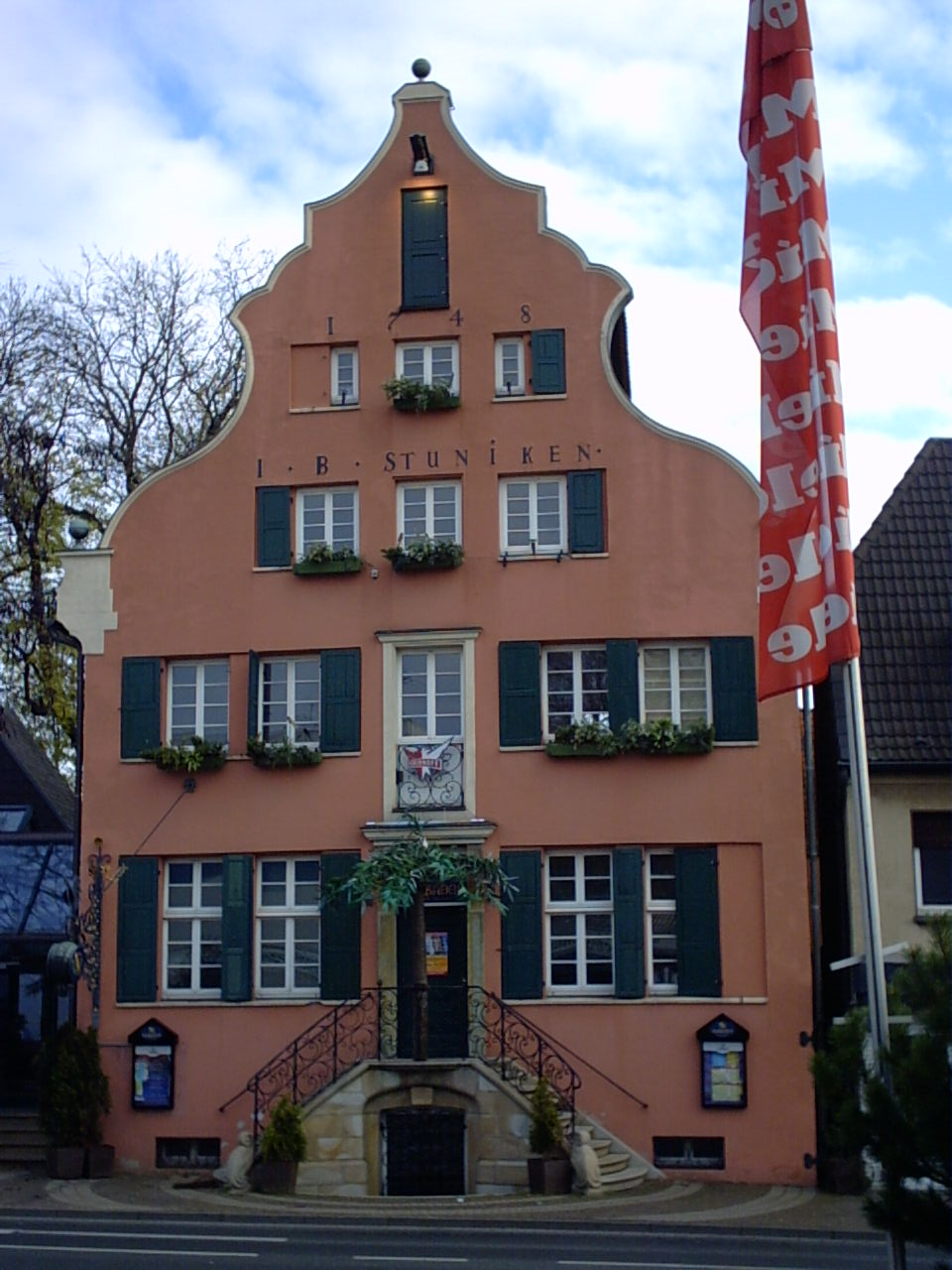
シュトゥーニケン＝ハウス

消防隊長のシュトゥーニケンがこの館とシュトゥーニケンマルクト（教会祭）の名前の由来である。
アントニ通り10番地のシュトゥーニケン＝ハウスは、屋外階段を持つバロック様式の切妻建築である。この建物は市の消防隊長ヨハン・ベルンハルト・シュトゥーニケン（1702年 - 1784年）によって1748年に、北ドイツの商人の館をモデルに建設された。この当時の建物としては珍しく、数多くの火災や第二次世界大戦時のハムに対する空襲を切り抜けた。建設者の死後、息子のナタナエル・シュトゥーニケンがこの館を相続した。これをさらに義兄弟のヨハン・ペーター・シュミッツが相続した。彼の妻マグダレーナ（シュトゥーニケン家出身）は1842年に亡くなった。その後この屋敷は商人のアウグスト・クラスマンのものとなった。クラスマンは1864年にシュトゥーニケン＝ハウスを旅館の亭主フリードリヒ・レッフェルトに売却し、1878年に息子のモーリッツ・レッフェルトがこれを相続した。その後この館はレッフェルト家から毛皮加工職人アントン・エーデルに渡り、その死後は息子のヨハン・エーデルが受け継いだ。エーデル家は1977年にこの不動産をハム市に売却した。この館は1978年に徹底的に改修された。現在その内部は飲食店となっている。この建物は1986年から保護文化財に指定されている。

##### フォアシュルツェ館

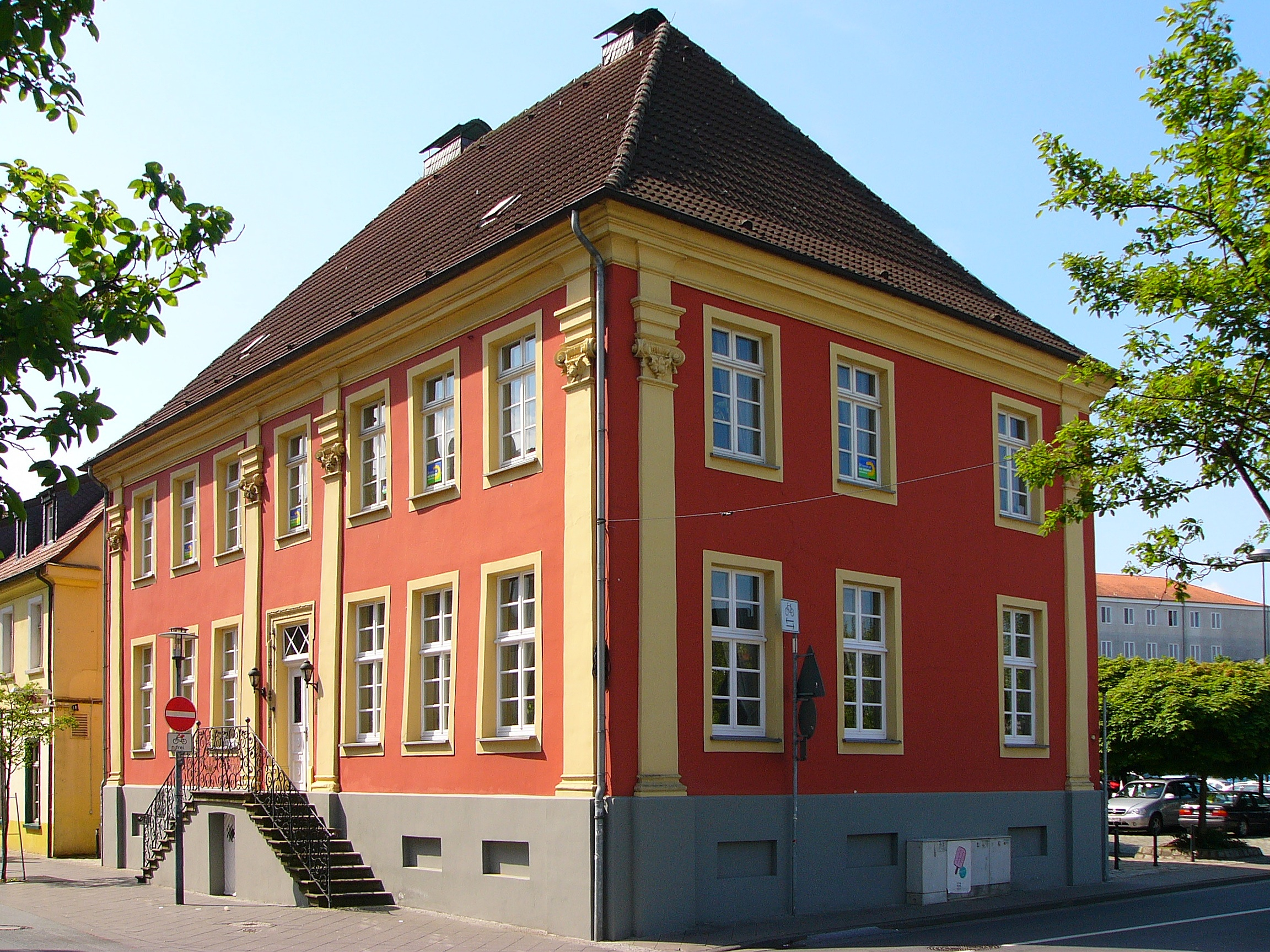
フォアシュルツェ館

ジュート通り8番地のフォアシュルツェ館は、シュトゥーニケン＝ハウスよりもわずかに早く建設された。この寄棟造り3階建てで付け柱を持つ宮殿風の建物は、市長ゴットフリート・バルタザール・ラーデマッハーとその妻エーファ・カタリーナ（旧姓: レトベルク）によって建てられた。レトベルク家は、壊滅的な火災の3年後にあたる1744年に、2軒の古い家を新しく建設した。この建物は1986年から保護文化財に指定されている。メインのファサードはジュート通りに向いており、4本の付柱で構成されている。その柱頭は上階の窓部分にある。錬鉄製の階段の手すり（1744年に取り付けられた）には、施主のイニシャル GBR（ゴットフリート・バルタザール・ラーデマッハー）とECR（エーファ・カタリーナ・レートベルク）が刻まれている。建設主の死後、娘のマリアンネとその夫のエルンスト・フォン・ロムベルク中佐がこの建物を相続した。1805年にもロムベルク家の未亡人がここに住んでいた。19世紀前半には、司法長官アウグスト・オーヴァーベックがこの館を所有していた。それに引き続いて、ハム上級地方裁判所の所長ヴィルヘルム・ヨハン・ハインリヒ・レント（1798年 - 1868年）がこの建物に住んだ。穀物商人フランツ・クラフェッケはこの建物を時折支店として利用し、その目的のために広いスペースを改造した。彼の娘アントーニア・クラフェッケは1870年に穀物商人クリスティアン・ハインリヒ・フォアシュルツェと結婚した。現在のこの館の名称はこの婚家に由来する。1976年までフォアシュルツェ家がこの建物を所有し、その後ハム市に売却した。この建物は1980年/81年に徹底的に改修され、創建当時のオリジナルの姿に戻された。フォアシュルツェ館には現在、ハム市の戸籍役場が入居している。
フォアシュルツェ館の南に隣接するレストラン「ゾフラ」の建物は、ベルンハルト・ハインリヒ・レディッカーの未亡人がヘッセルマンの遺産によって購入した隣の土地も合わせて、1746年に建てさせたものである。ジュート通り10番地のこの建物は、1989年から保護文化財に指定されている。

##### 旧ヘニン醸造所

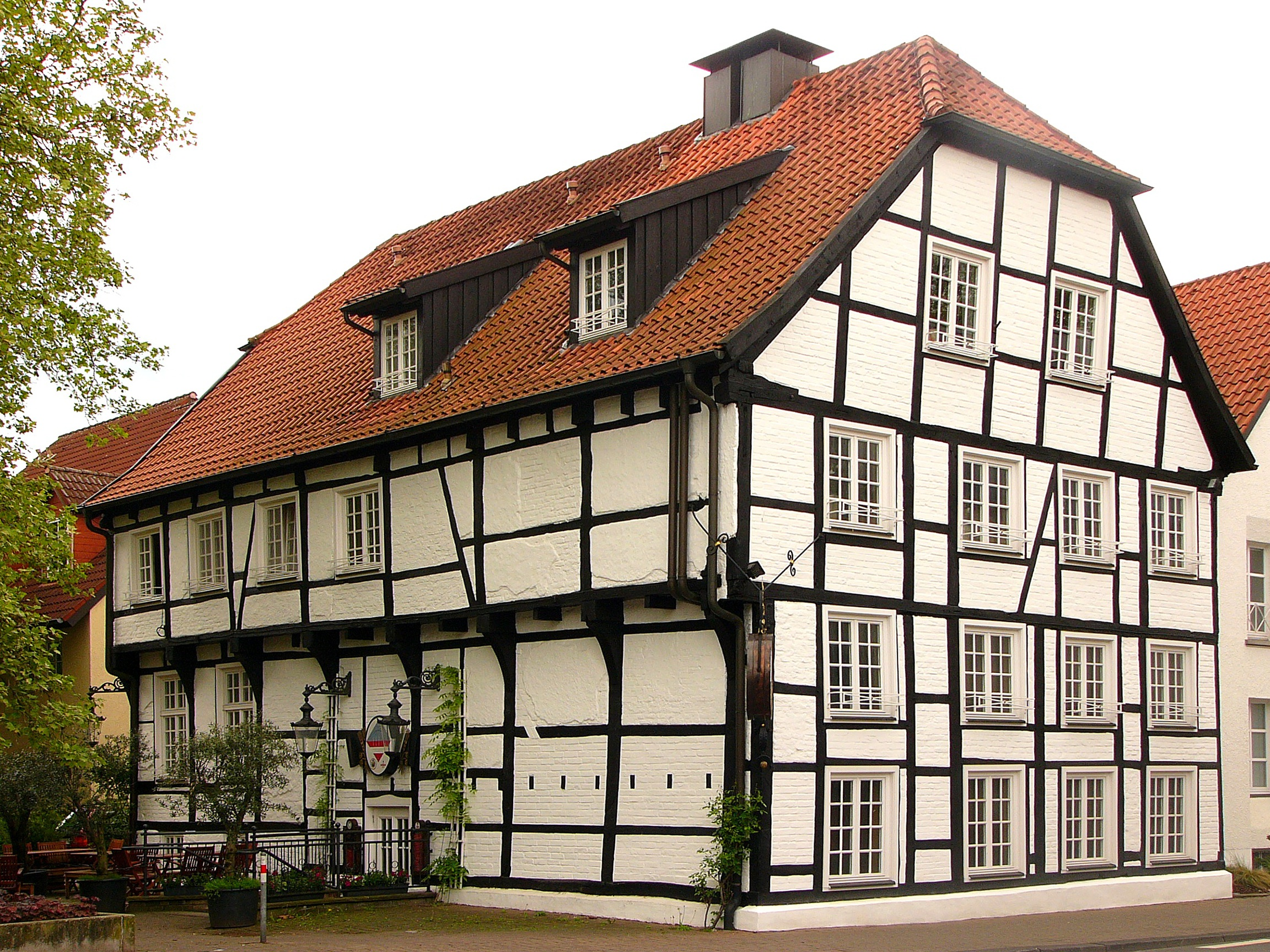
旧ヘニン醸造所

アイレルト通り15番地の旧ヘニン醸造所は、この街の中世後期最後の木組み建築の1つであり、ヘーセンのシュロスミューレ（城館の水車）に次いで市内で2番目に古い建築物である。全面は後世に改築されているが、建物自体は年輪年代測定法により1516年に建設されたとされている。上階はトラウフ側に持送りからせり出している。ヴィドゥム通りとアイレルト通りとの角にあたるアイレルト通り15番地の場所は、18世紀にはアウフモルト家の所有であった。アルベルト・ヨハン・アウフモルトの未亡人は、宿屋の亭主ヴィルヘルム・メレンホフ（1757年頃 - 1826年）と再婚した。この未亡人は1828年、ヴェストファーレン・アンツァイガーに屋敷を売却する新聞広告を掲載した。1831年には料理店主ルートヴィヒ・シャルニカがこの屋敷の所有者となっている。この家の名前は、1866年からこの屋敷を所有したヘニン家に由来する。大がかりな修復後、現在は再び飲食店が入居している。

##### ドイツ国国立銀行と鉱山監督局

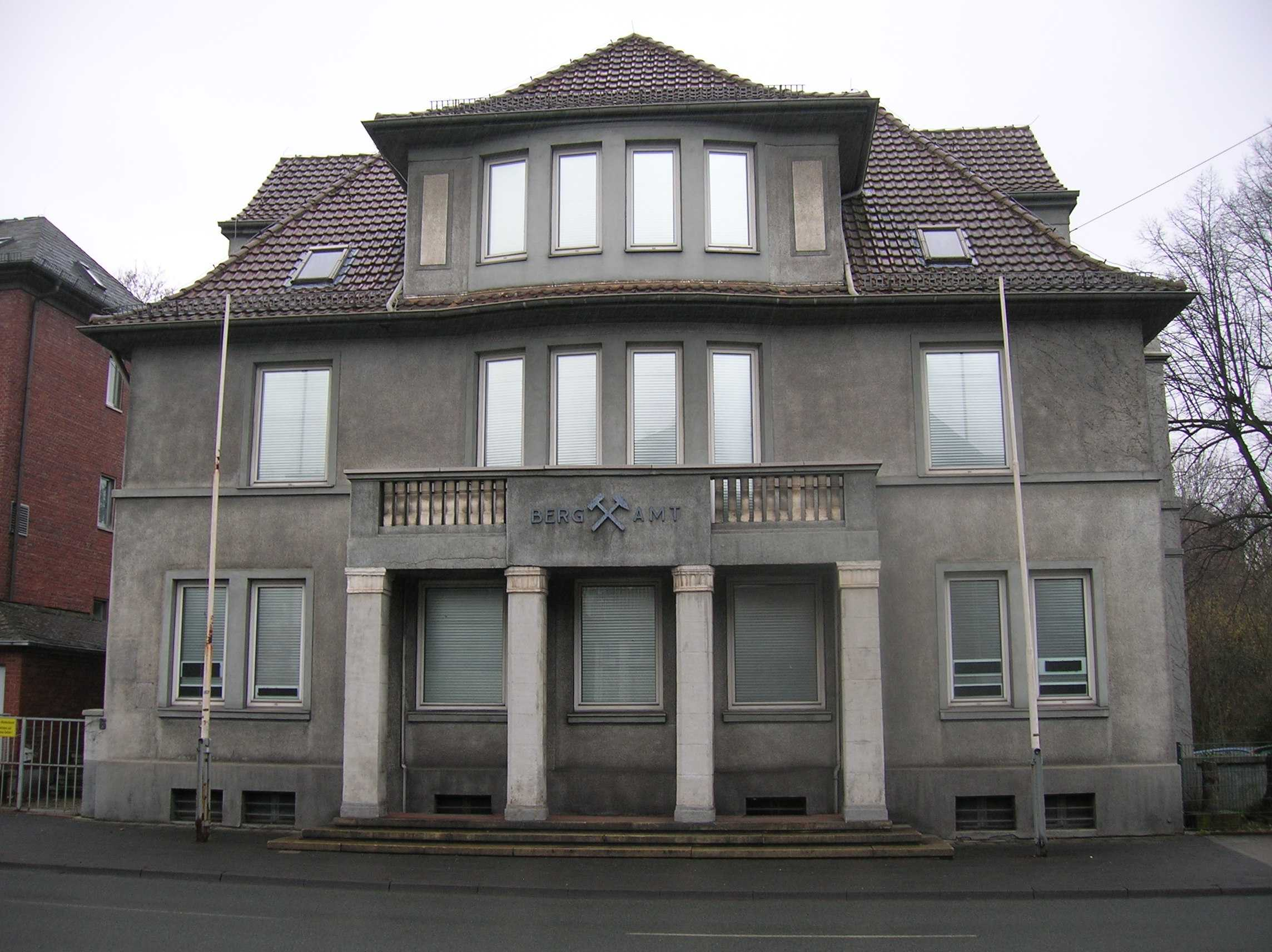
旧ハム鉱山監督局

1913年から1994年に廃止されるまで、ゲーテ通り6番地の建物にハム鉱山監督局が入居していた。

##### 旧醸造所周辺
ヴィドゥム通り10番地と12番地の建物は同じ時期に建てられた。後者は19世紀に改築された。ヴィドゥム通り10番地の3階建ての建物は16世紀初めに建てられた、ハム旧市街で最も古いクラスの建物の1つに数えられる。この家は1989年から保護文化財に指定されている。この建物は16世紀初めにヴィドゥム通り12番地の広壮な市民の屋敷の別館として建てられた。ヴィドゥム通り36番地のフレーゼ邸も保存されている。この建物は19世紀に、裏側に向かって増築された。大規模な修復によって、19世紀の漆喰塗りのファサードの裏から元々の木組みが現れた。この建物は1986年から保護文化財に指定されている。

##### アルト・ハム
ノルト通り16番地で創建当時から旅館を営んでいたアルト・ハムはノルト通りがノルトヴァルと交差する地点の前に位置する最後の建物である。この角地に建つ建物は五角形の平面を持つ。この建物は1734年9月11日の大火の4日後以内に建設された、ハムの最も古い建物の1つである。初めこの建物の中にはブルワリーがあり、その後は蒸留所、さらにはパン焼き所が入り、現在は大きな集会所となっている。この建物は第二次世界大戦をほぼ無傷で切り抜け、現在も本来の風変わりな形を保っている。この建物は1985年から保護文化財に指定されている。

##### ハム駅
ハム駅の駅舎は、1920年にネオバロック様式で建設され、2001年に保護文化財に指定された。この建物は1990年代半ばに修復された。

##### エドムント・ペータース書店
エドムント・ペータース書店（ハイケ・ヒューザー所有）は、ハム内市街、オスト通り29番地に建っている。19世紀に漆喰が塗られたこの木組み建築は、1996年から保護文化財に指定されている。

##### ダベロウ / SEB AG
ダベロウ邸は現在、銀行 SEG AG が入居するハム内市街、ヴェスト通り26番地の建物である。ここには、弁護士事務所も入居している。この建物は1995年から保護文化財に指定されている。ここからは、毎年45ストゥーバーがアントニウス＝ガストハウスに、32ストゥーバーがヴェステンホスピタルに税として支払われていた（1790年、1802年の証拠が遺る）。この館は1790年に未亡人で女性説教師のコヒウスが所有していた（1802年にも同様の記録）。ヨハン・マクシミリアン・コヒウス（1766年没）はドレーヒェンの牧師であった。1803年にはフォン・プレッテンベルク少佐が賃貸でこの屋敷に住んだ。1820年と1822年には賃借人として家具職人のフォルマー一家（ウナ出身の家具職人ハインリヒ・クリストフ・フォルマー（1820年没）とその息子家具職人見習いハインリヒ・フローレンス・ヴィルヘルム・フォルマー）が記録されている。この頃にはすでに、この館はヨハン・マクシミリアン・コヒウスの娘ヴィルヘルミーネ・アマリー・コヒウスが相続していた。彼女は1800年にハーゲンの牧師ヴィルヘルム・ハルフマンと結婚した。彼女は1831年にもこの館の所有者として記録されている。1846年にはハルフマン牧師の妻がヴェストフェリシャー・アンツァイガーにこの館を売却する広告を掲載した。1866年と1886年に、商人のハインリヒ・トッペが所有者であったことが証明されている。彼は1902年にもここで鉄・鋼・真鍮の販売を営んでいた。1908年、オットー F. ダベロウがこの館を有名なダベロウ書店に改造した。この書店は1990年代まで存続していた。1926年、建築家ハンス・ジャックマー・ダベロウの設計に基づいて、ブラウアー・ザール（青のホール）が新即物主義様式で建設され、ここでは主に詩の朗読会が催された。オットー F. ダベロウは、ハム郡およびハム市の郷土カレンダーの発行者としても知られているが、このカレンダーは1925年、1926年、1927年に発行されただけであった。

##### アインホルン薬局

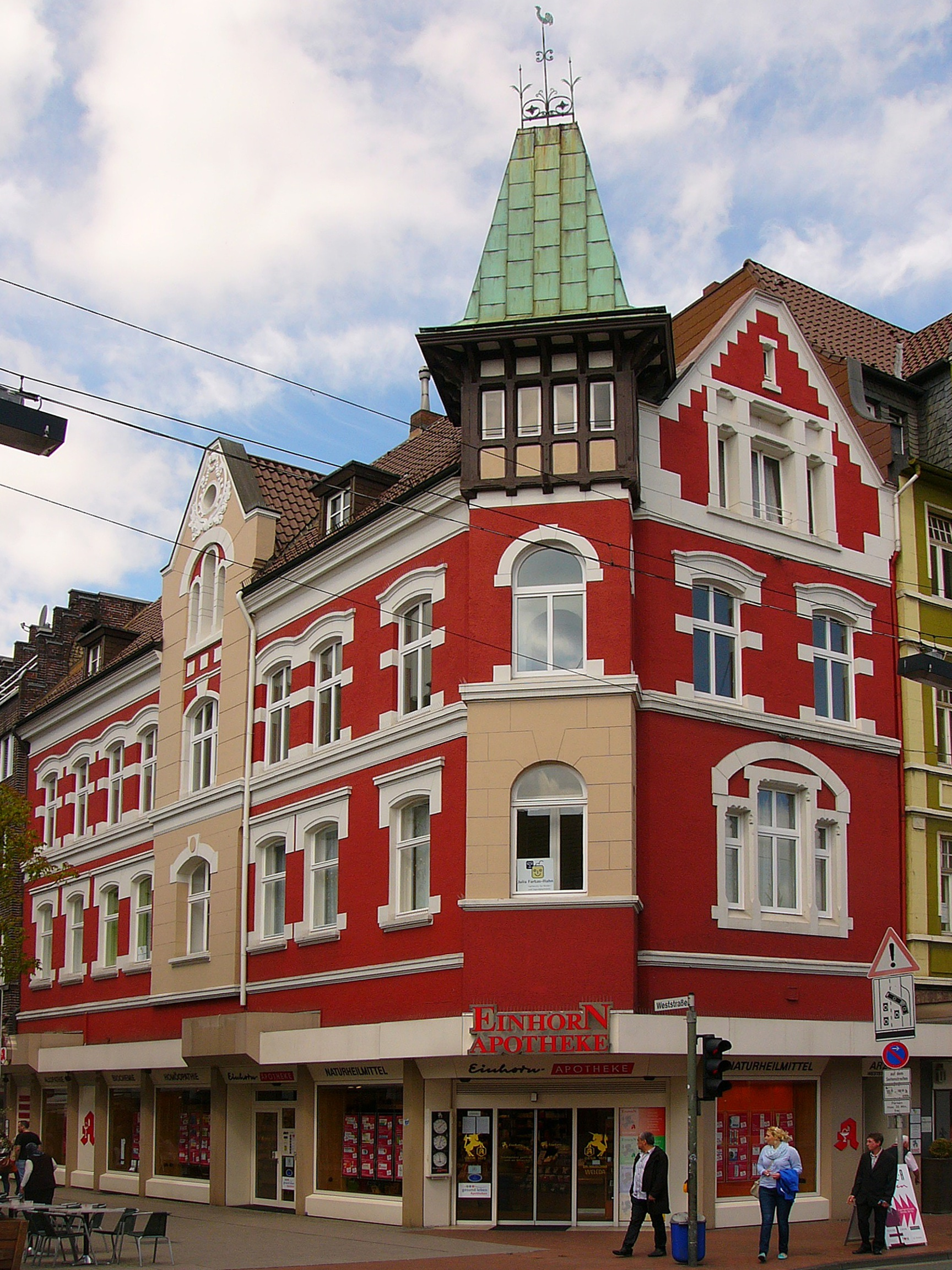
アイヒホルン薬局

アインホルン薬局はヴェスト通り22番地にある。この建物は1888年に建設され、1997年に保護文化財に指定された。アインホルン薬局の北側に連なる住居兼オフィスの建物 (Gilli Couture & Trends) も保護文化財（1997年から）である。 これは1900年から1905年に建設された新しい建物である。

##### ハム税務署
ハム税務署は、ハム、およびウナ郡のカーメン、ベルクカーメン、ベーネンを管轄している。グリューン通りの元々の建物は1924年/25年に建設された。後に新しい建物が設けられ、現在の玄関もこの中にある。建物は1985年に保護文化財に指定された。

##### オフィスビル・ロンメル
20世紀初期の建築では、ヴェスト通りとリッター通りの角にあるオフィスビル・ロンメルが傑出している。施主は靴販売商フィーホフであった。上階には、当時の老若に人気の「カフェ・メトロポール」があった。この表現主義様式のレンガ建築は1927年に建築家マックス・クルーゼマルクの設計に基づいて建設され、レンガ表現主義建築に分類される。ハムの同様の建築様式の例としてはこの他に、交番、ユースホステル、2010年に解体された市民ホールがある。

##### ハマー・マイレ

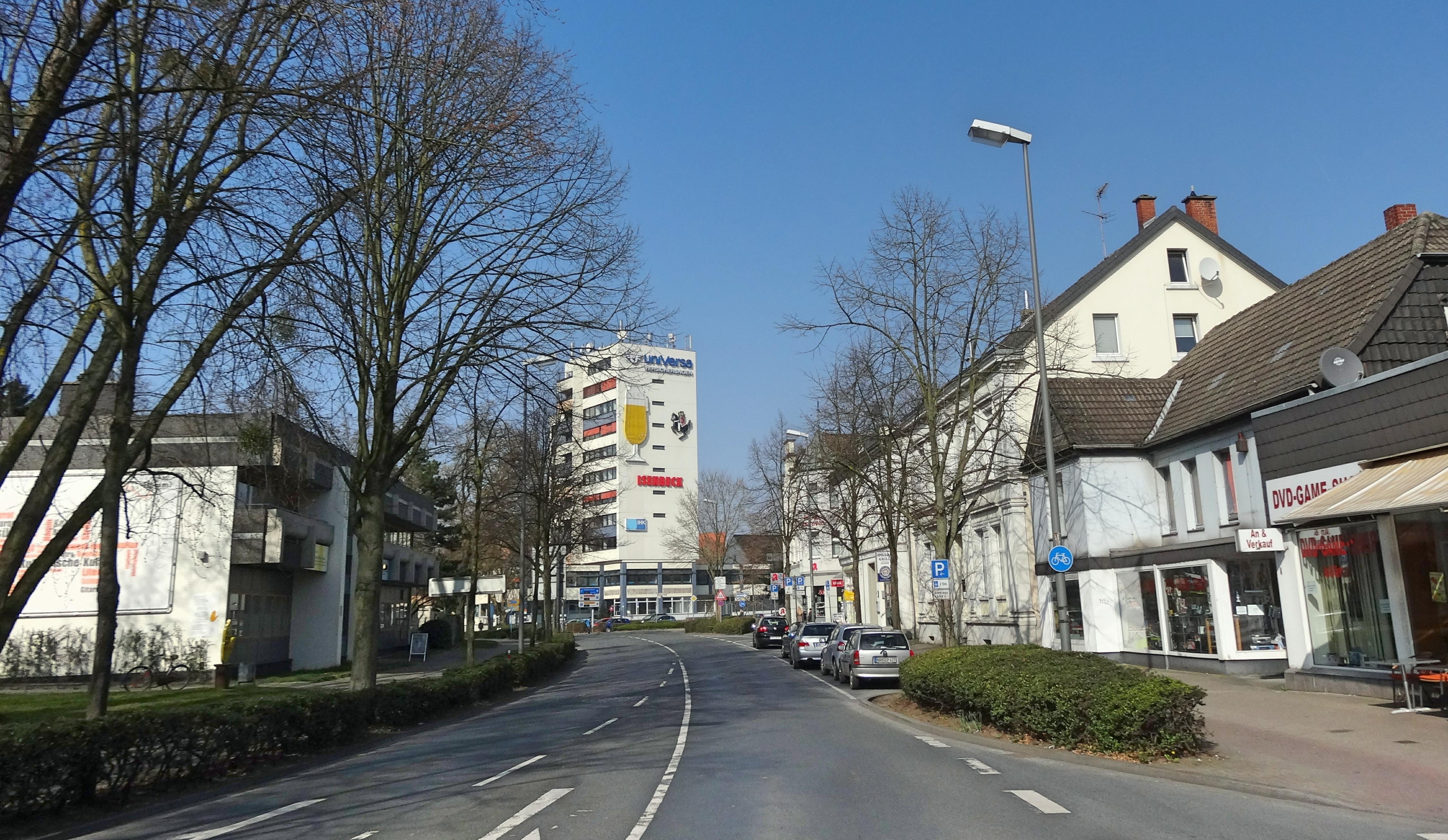
ジュート通り南端のテオドール＝ホイス広場から北方向ハマー・マレイの景観。正面にイーゼンベック＝ビアグラスが見える

ハマー・マイレとは、ジュート通りのパウルス教会から市庁舎までの飲食店が集まった地域のことである。元々ここにあった飲食店がすべて存続できているわけではなく、いくつかの空き家が見られる。そのうちのいくつかについては、投資家が見つかっている。マリエンホスピタルは、ここに新しい病院を建設した。
2008年、ハマー・マイレの古い建築を病院の建物へ改築するために、そのファサードの取り壊しが決定した。ベルリン、ビーレフェルト、ミュンスターで研究を行っているアンドレアス・シュルテの考古学的考察により、18世紀にはこの付近のジュート通りが高級住宅地であったことが判明した。18世紀前半のハムの不動産に関する販売傾向、特に貴族家が売却する市内の邸宅のそれは、同世紀後半の戦争・領土委員会委員による家屋購入により解消された。シュルテは、いくつかの重要な家屋（官僚、牧師、学者の家や救貧院）の場所と所有者を記述し、現在のヴェスト通り4番地 に市のワイン販売店があったことを明らかにした。これによりハマー・マイレを含む街路や地区全体の住民構造の記述が可能となった。シュルテは1741年の火災による被災区域の地図を完成させたが、地下倉庫については記述されていない。この地図から1734年から1886年までの間の住宅本が作られ、この街の興味深い地域にスポットを当てている。

##### イーゼンベック＝ビアグラス
ハム市は2004年にもう一つの象徴的建造物を取り戻した。旧イーゼンベック醸造所に掲げられていた泡立つビールグラスが同じ大きさで復元されてウニヴェルザハウス（ジュート通り）に掲げられた。ただし、ネオンサインの遷移はオリジナルよりもゆっくりである。醸造所自体は1990年に取り壊され、その場所にはアレー＝センターが設けられている。

##### コメディエンハウス
元々庭園の園亭として建設されたノルトリング9番地のコメディエンハウスは、1735年頃と1777年に改築された。第二次世界大戦で甚大な損害を被った後、簡素化されて再建された。

##### クアハウス

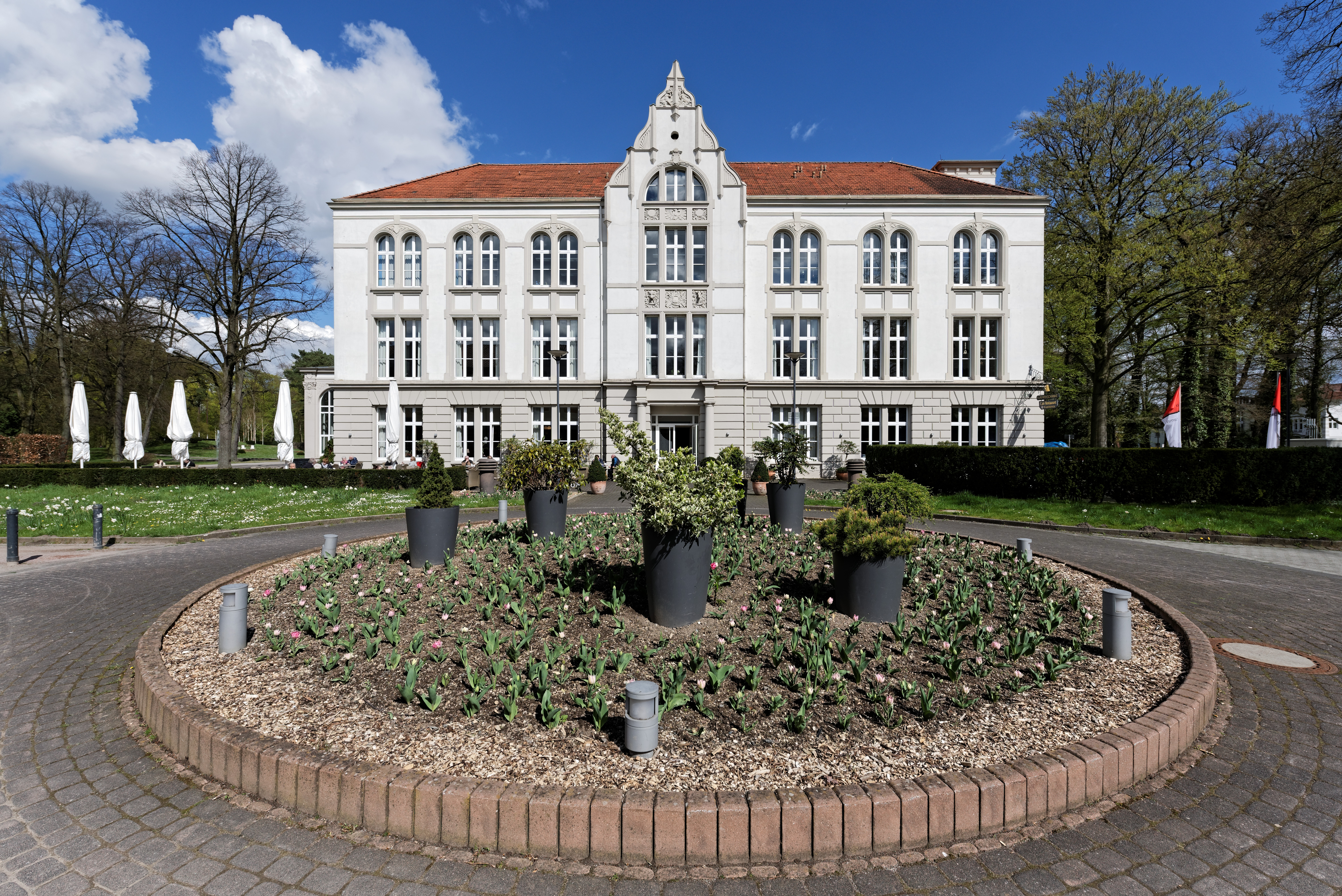
バート・ハムのクアハウス

古木が植えられ、伝統的なバート・ハムの施設として設けられたクアパルクタイヒ を持つクアパルク内にハム市のクアハウス（温泉施設）がある。この建物は19世紀後期に建設されたもので、保護文化財に指定されている。この建物は「バート・ハム」の時代を思い起こさせる。その後継者にあたるのが隣接する手技療法のクリニックである。

##### 練兵場の戦争記念碑
普仏戦争（1870年/71年）の戦没者を追悼する記念碑がマルクト広場の西側に1875年に建立された。ネオゴシック様式の要素を持つ高さ 6 m の台座の上に、ドイツ国の象徴である女神ゲルマニアの像が2つの銘板を掲げている。この記念碑は、2本目となる市電の路線をマルクト広場に建設するために、1914年に練兵場の端に移設された。1969年にこの記念碑は、保存状態が悪く、文化的価値も低いとされ、危うく廃棄されそうになった。しかし歴史的な証拠としての性格が改めて評価され、1989年に保護文化財に指定された。2000年には徹底的な改修がなされた。

##### マルクト広場

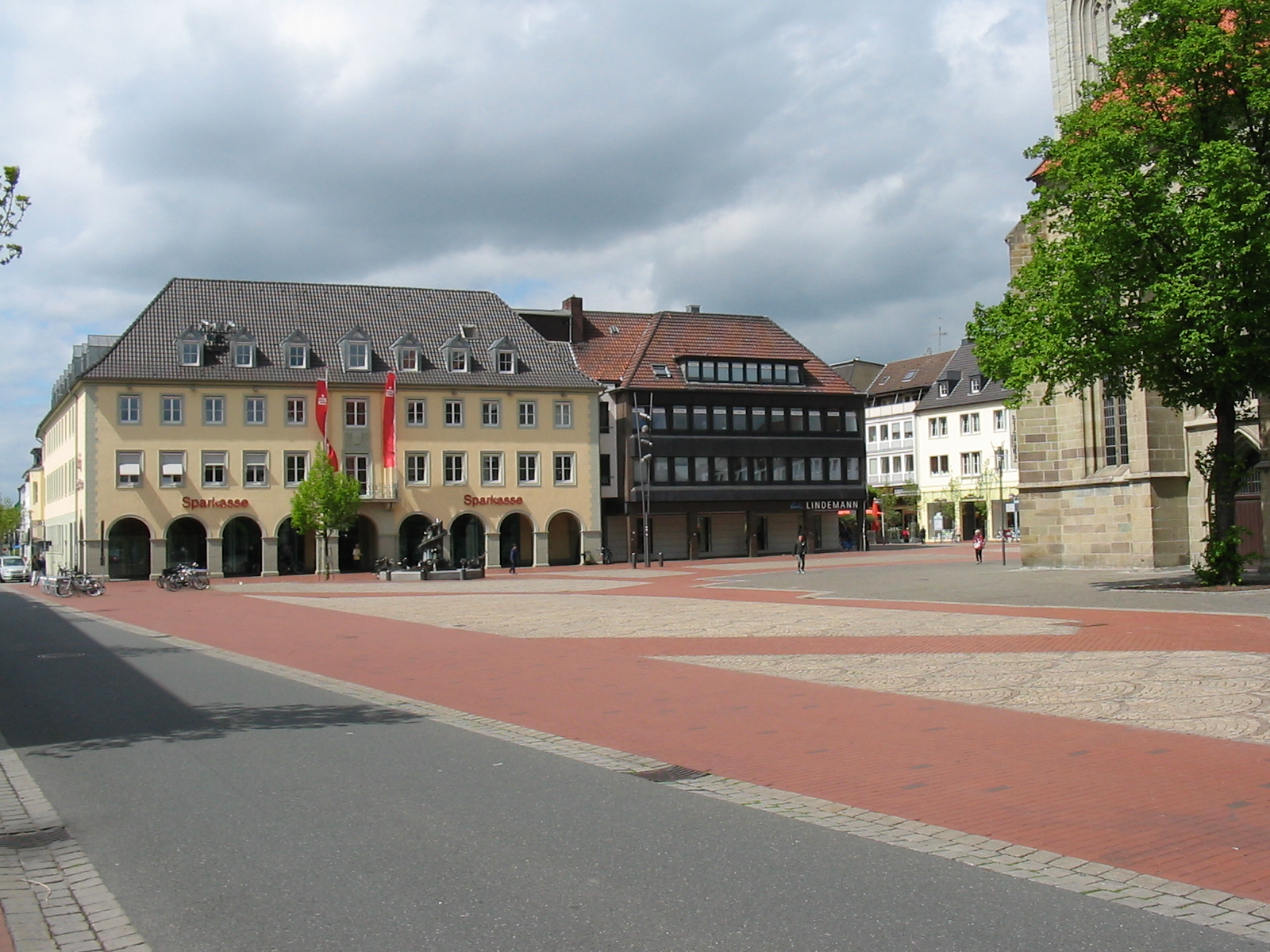
ハムのマルクト広場。向かって左寄りのアーケードのある建物がハム貯蓄銀行

1 km を超える長さの歩行者専用地域の中央に、パウルス教会を有するマルクト広場がある。20世紀初めまでマルクト広場を縁取っていた18世紀に建設された家屋は、第二次世界大戦中のハム内市街のほぼ完全な破壊の犠牲となった。やはり戦争で破壊された旧市庁舎は再建されなかった。その場所には現在、1950年/51年に建設されたハム貯蓄銀行が建っている。この建物は外側にあるアーケードによってかつての市庁舎を思い起こさせる。

##### コッホ水車

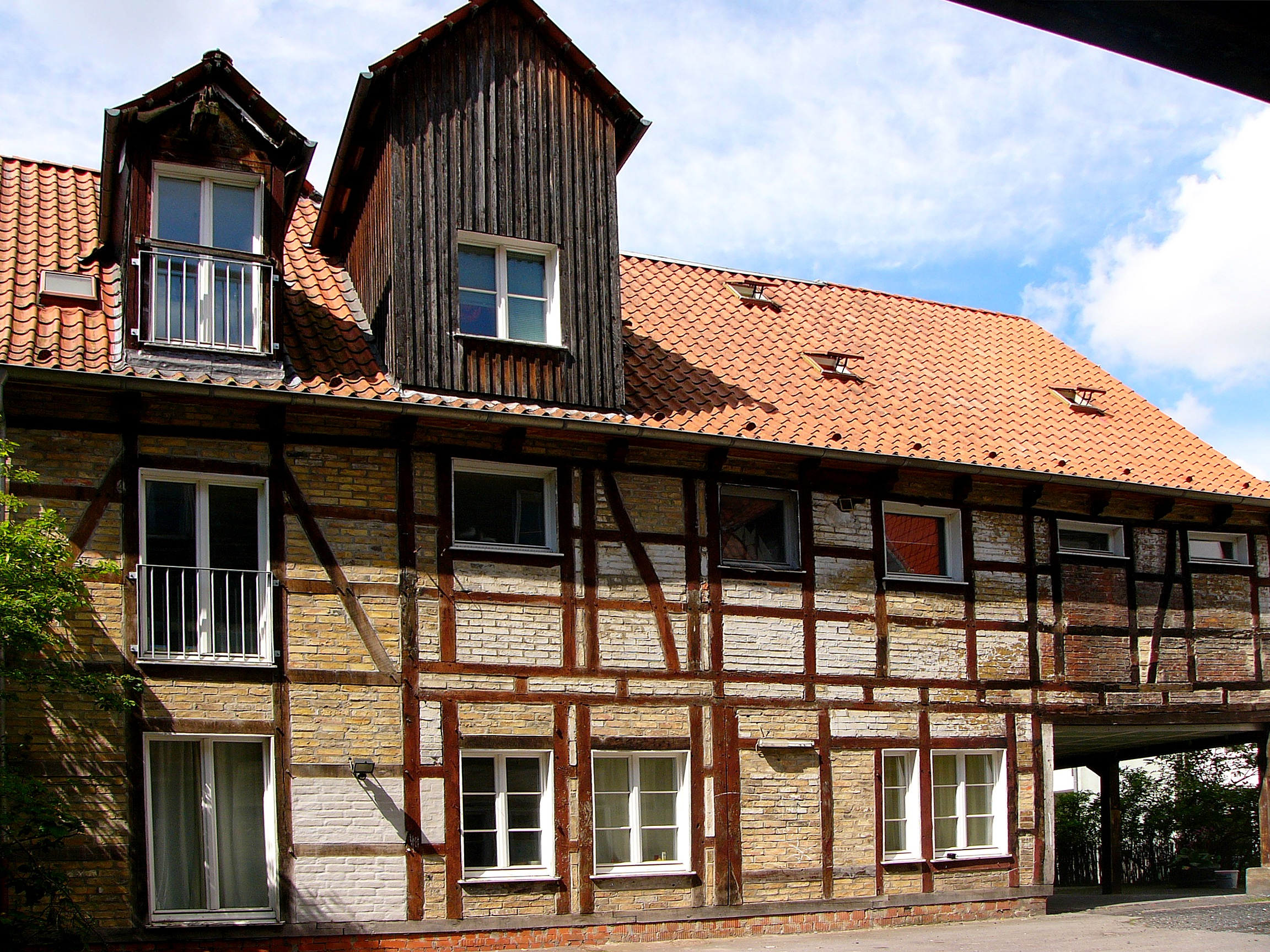
コッホ水車

ノルト通り19番地のコッホ水車館は、1734年の大火の後に、それまで2軒の建物があった場所に建設された。この建物は1990年に保護文化財に指定された。

##### 警察署
「旧」ハム警察署はホーエ通り80番地にある。この建物は1926年/27年に建設され、1985年に保護文化財に指定された。その背後には近代的な新庁舎があり、グリューン通り10番地に達している。新旧庁舎は中庭を通るガラス張りの通路で結ばれている。旧警察署の玄関上にある4つの像は、勇気、叡智、正義、思慮の4つの徳目を象徴している。

##### ハーフェン通り
ハーフェン通りには伝説的な市の仮設住宅がいくつかあった。ここには放浪した過去を持つ高齢の貧困者の他に、第一次世界大戦の終戦前後からハムにも住み着いたロマなどの公的な条件を満たさない新たな貧困者も住んでいた。1960年代末にバラック施設が取り壊され、住民は市内に分散されて、空いた土地に建物が建設された。

##### 市壁
中世の市壁の遺構は、1985年にノルデンヴァルで発掘され、一部が新たに復元された。

##### ベルゲ水道塔
ベルゲ市区ヘルヴェークの水道塔は外側から見学できるだけである。東の水道塔は1907年に建設され、約2,000 m3 の水を貯蔵できる。2つめの塔は1915年に建設され、約3,000 m3 を貯水できる。最高水位は海抜132 m に達する。水道塔はルール川から引いた水をハムに分配する前の圧力調整に用いられている。
- ヴィドゥム通り10番地
- ヴィドゥム通り12番地
- ヴィドゥム通り36番地、フレーゼ邸
- ノルト通り16番地、アルト・ハム
- ヴェスト通り26番地、旧ダベロウ邸
- ノルトリング9番地、旧コメディーエンハウス
- 練兵場の普仏戦争記念碑
- 旧ハム警察署
- ヘルヴェークの水道塔

#### 公園施設
ハムは、しばしば「緑の街」と呼ばれるが、これはほとんど田舎に立地しているだけでなく、都市管区に数多くの公園があり、解放された再自然化した丘陵地が存在することに由来する。

##### フリードリヒ＝エーベルト公園

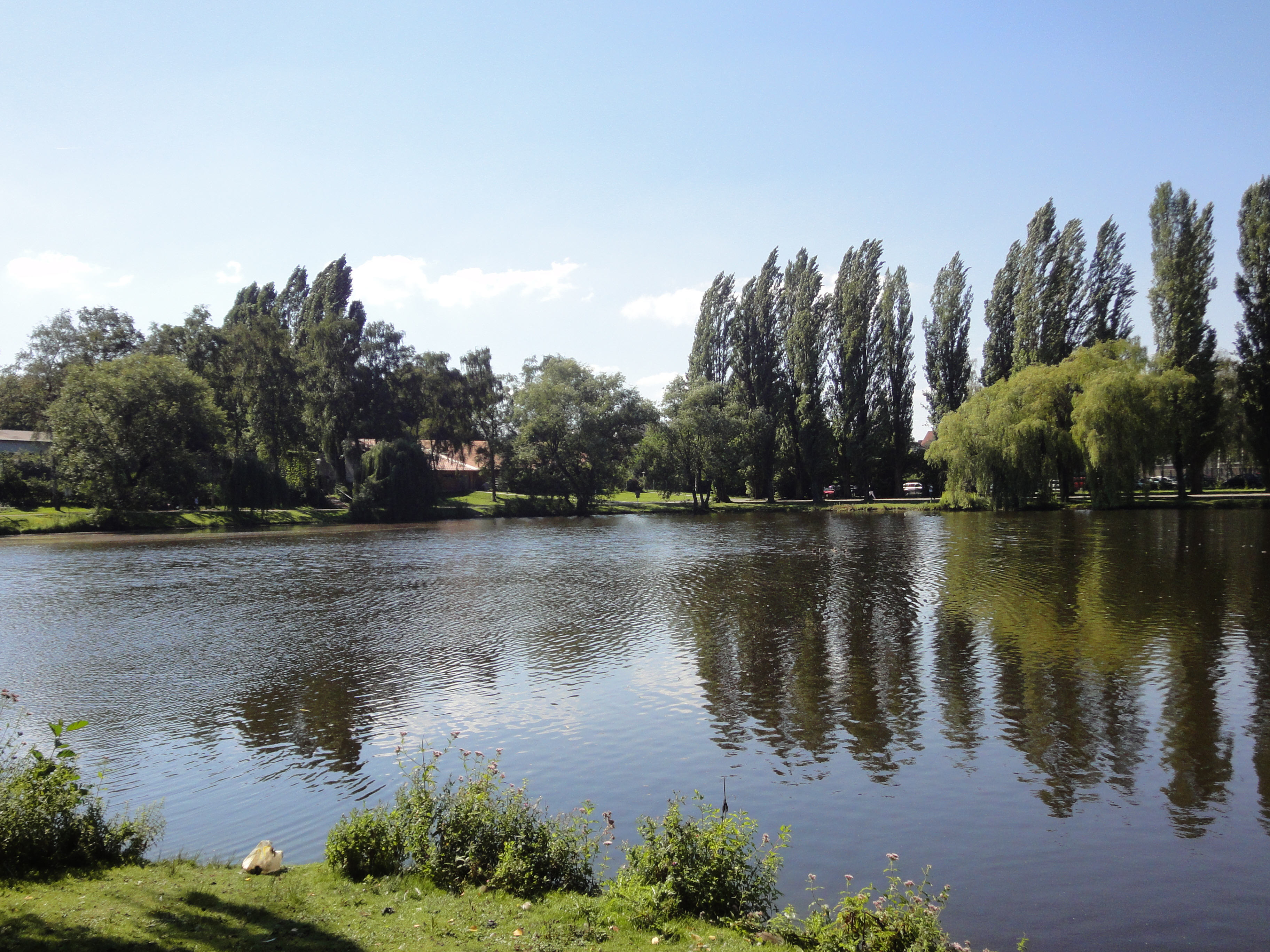
フリードリヒ＝エーベルト公園

ハムの西に位置するフリードリヒ＝エーベルト公園（略してエーベルトパルクとも呼ばれる）は、オーベロン通り、ヴィルヘルム＝リープクネヒト通り、ヴィルヘルム通りの間に広がっている。地元の人々はゲルマニアパルクとも呼ぶ。ここにはフリードリヒ・エーベルト実科学校、パルクシューレとメルキシェス・ギムナジウム、料理店「ホッペガルデン」、ゲルマニアバーデ/ティターニアンパルクの跡地に2008年から設けられた石の迷路やアスレチックコースなどがある。公園内には、トネリコの林の近くに2つの大きな池があり、小さな森、豊かな動植物が存在する。

##### クアパルク

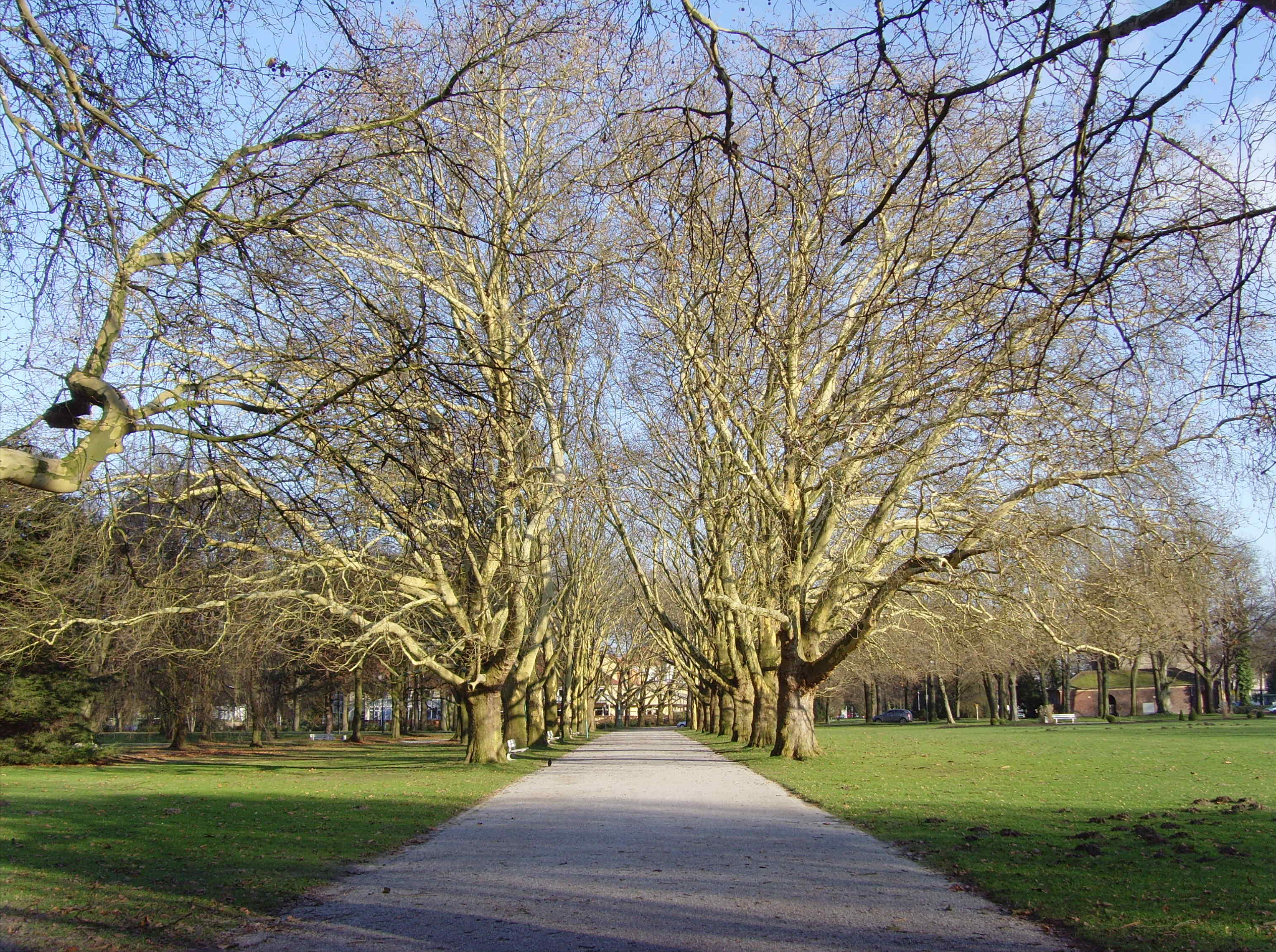
バート・ハムのクアパルク

クアパルク・バート・ハムも市民に大変人気がある。この公園は練兵場の東、ダッテルン＝ハム運河の南に位置する。この公園は、テアターザールに近いクアハウスや手技療法のクリニックを取り囲んでいる。

##### マクシミリアン公園

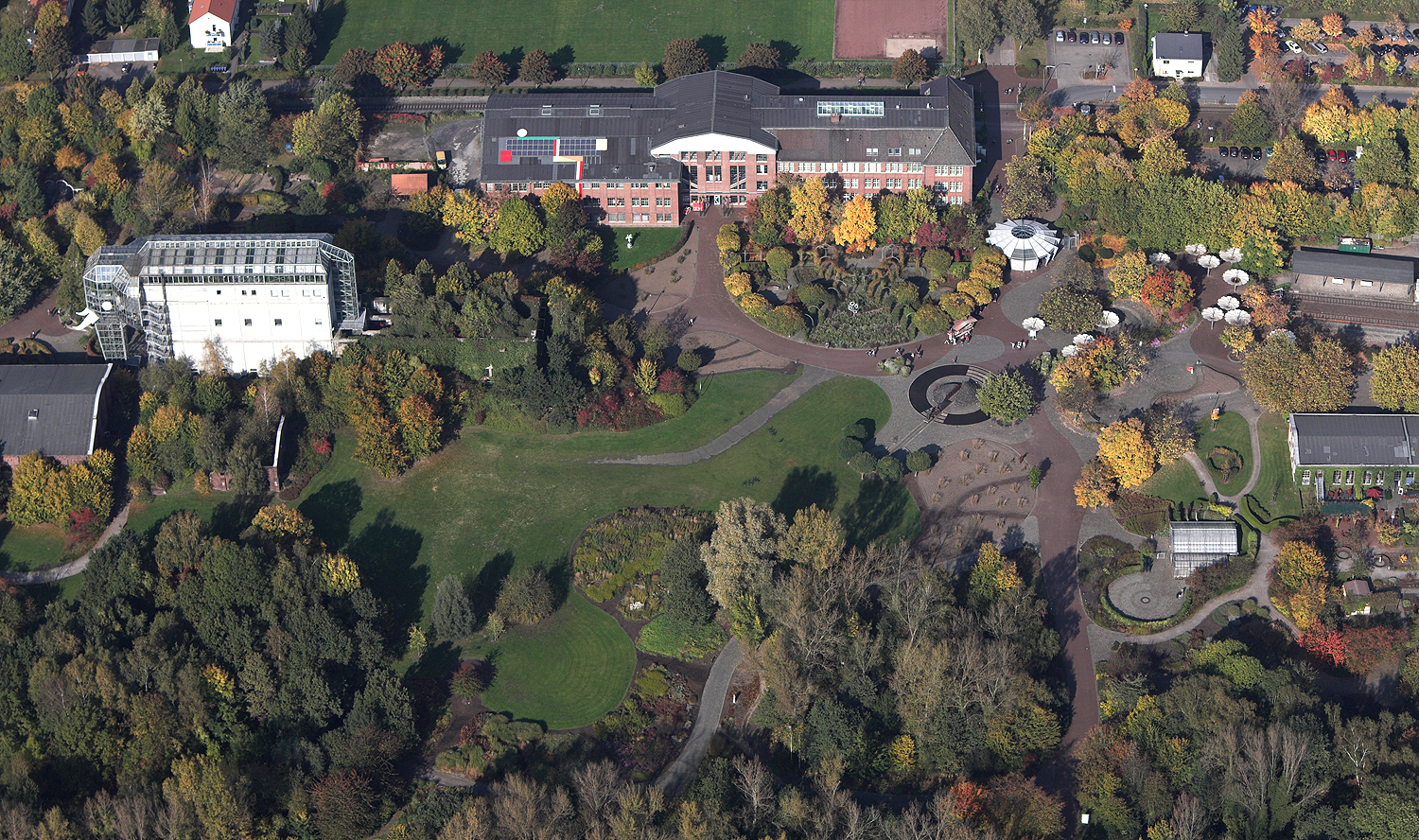
マクシミリアン公園。画面向かって左上にガラスの象

オストヴェネマール市区にマクシミリアン公園がある。ここには、近郊保養地兼イベント会場で、1984年の第1回州庭園博の際に旧マクシミリアン鉱山跡に造られた。ハム市の（新しい）象徴的建造物として、鉱山の選炭場を改造して「ガラスの象」が造られた。現在ガラスの象の中にはマクシ＝ラボが設けられており、上部側に小さな庭園がある。
マクシミリアン公園とクアパルクはテーマルート7および23、産業文化ルートの一部をなしている。

##### リングアンラーゲン
内市街を囲んで緑地帯「リングアンラーゲン」（直訳: 環状緑地）がある。これは南側と西の一部ではアーゼ川の古い川筋を示しており、全体がハム市を囲んでいた市壁、防衛土塁、堀のルートの跡を現在もはっきりと示している。

##### ゼルバッハ公園
ゼルバッハ公園はペルクム地区にあり、1974年/75年にルール地方の公園管区計画に従って造営された。この公園には保養やスポーツ活動のための施設が用意されている。波立つプールを持つレジャープールの他にミニゴルフ場や陸上競技、テニスなどのためのスポーツ施設がある。緑地公園は農林業用地に囲まれている。

##### 動物園
内市街南側のグリューン通り沿いにハム動物園がある。ここは1934年6月30日に、初めは動植物園「ジューデンシュタットパルク」として開園した。1944年4月22日に爆撃でこれが破壊された後、1950年に動物園が再開された。

##### 遊歩道
ハムには、たとえばレーマールートなどの地域を越えて広がる大規模な遊歩道網や自転車道網がある。キッシンガー高地が保養地区として解放された後、ここに 7 km の遊歩道が整備された。この丘陵地の最高地点からは、州内やさらにはハールシュトラングまで見渡すことができる。
ハイカーに特に人気なのが、ハム＝ヘーセン地区からアーレンにかけて広がる森林地域「ヘーセンの森」である。ヘーセンの森地域にはヴァルトビューネ・ヘーセン（野外ステージ）もある。

##### リッペパルク

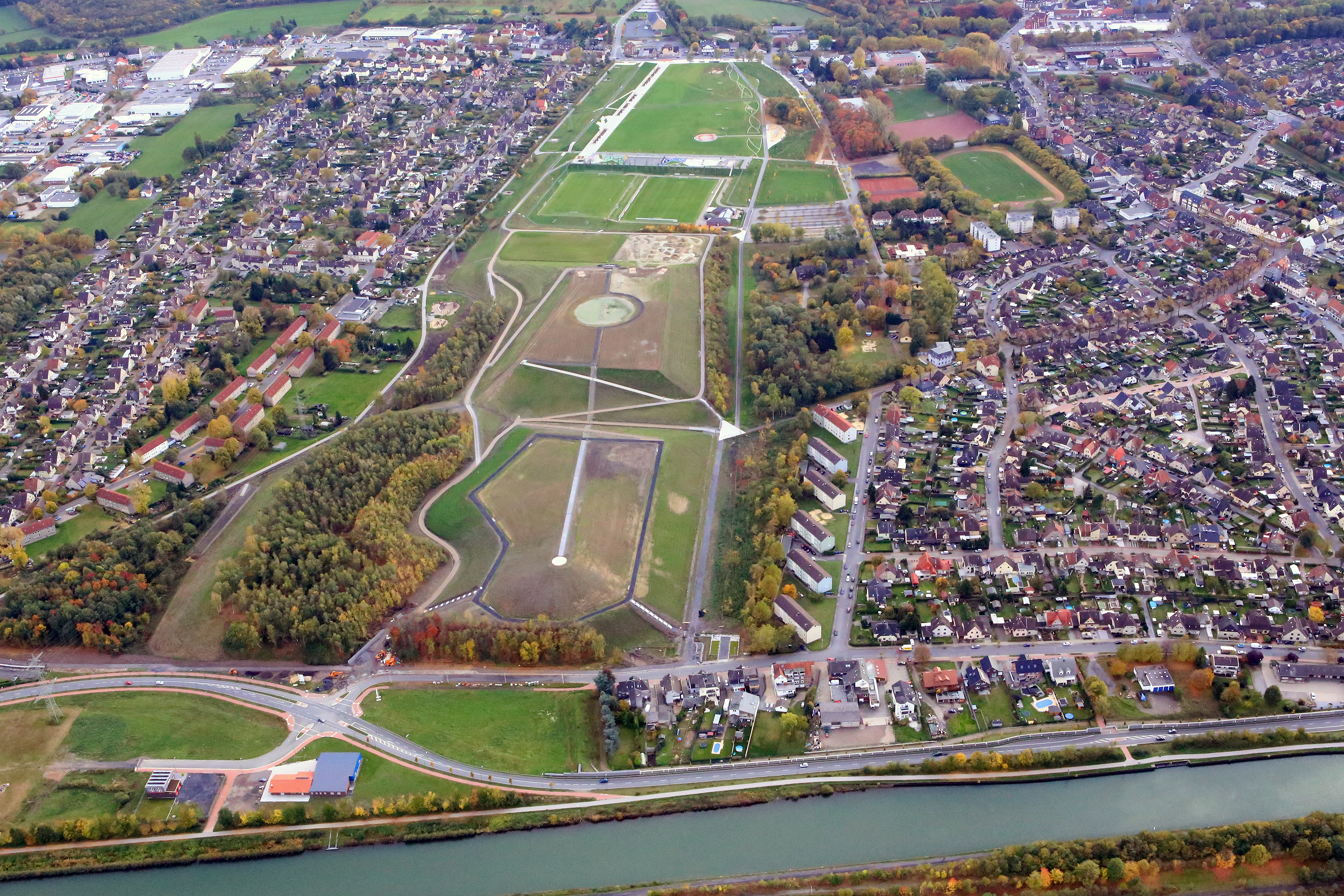
リッペパルク

「西に何か新しいもの」というスローガンの下、ハム＝ヘリンゲン都市管区のフランツ坑の敷地内に、2009年に新しいレジャー施設リッペパルク・ハムが設けられた。
- バート・ハムのクアパルク内の枝条架装置
- リングアンラーゲンの一部、オストリング
- ハム動物園の入り口

### スポーツ
ハムには大小様々な数多くのスポーツクラブで多彩なスポーツ種目が楽しまれている。約160のスポーツクラブは、この街のクラブ活動・社会活動の重要な構成要素となっている。いくつかのクラブは地域を超えた重要性を獲得している。また、ヴェストファーレン体操連盟はオーバーヴェリース城に本部を置いている。

#### サッカー
ヴェストファリア・リーネルンは、2017年/18年シーズンからレギオナルリーグ・ヴェストの地位を保持できず、ハマー SpVgとともにオーバーリーガ・ヴェストファーレンでプレイしている。1970年代、SC アイントラハト・ハムはブンデスリーガ2部への昇格目前の重要なクラブであったが、決定的な試合を落とし、財政上の問題が発生した。

#### アイスホッケー
ハムでは、3つのクラブがアイススポーツを担っていた。特にアイスホッケーは、1990年代に大変に人気があった。ASV ハム（ハマー・アイスベーレン）は最も古いクラブでスケートリンクを運営していた。このクラブは、1994/95年シーズンからすでに、1. リーガ・ノルトでプレイした。2シーズンを 2. リーガ・ノルトで過ごした後、1996/97年に再び 1. リーガ・ノルトに昇格した。アイスベーレンは最後のシーズンを2番目に高いクラスで終えようとしていたが、それは実現しなかった。シーズン終了まで2試合を残して、1998年3月に破産申請がなされ倒産したため、試合が行われなかったのである。その後すぐにクラブは解散した。次のシーズンには、新たに設立された ESC ハム（ハマー・ハスキーズ）が、解散したハマー・アイスベーレンの選手を採用してレギオナルリーガに昇格した。このクラブは5シーズン戦ったが、やはり解散した。アイスベーレンの場合と同じように財政上の問題が重要な役割を演じたのだが、その問題は1997/98年シーズンのアイスベーレンよりもずっと軽度であった。
現在はリッペ＝ホッケー＝ハムというクラブ（ヤング・スターズ）がハマー・ハスキーズの後継として活動している。このクラブは初め、EDCハムが解散したことで行き場を失った若手を集めて発足した。第1チームは2010/11年シーズンから LEV NRW のアイスホッケー＝オーバーリーガ 2010/2011 でプレイした。このクラブは特に若手の育成に力を入れている。第1チームは2011年5月31日から伝統的なハマー・アイスベーレンの名前を使っている。

#### ハンドボール
ハムのハンドボール競技で最も成功したクラブが ASV ハム 04/69 ハンドボールである。このクラブの男子チームは2006/07年シーズンからハンドボール＝ブンデスリーガ2部でプレイした。2010年に2部リーグで優勝し、男子第1チームは2010/11年シーズンに初めてハンドボール＝ブンデスリーガ1部に昇格した。
このシーズンの初めから、かつてライバルクラブであったアーレン SGとともに、ASV ハムの競技運営団体傘下のハンドボールスポーツ共同体アーレン＝ハムを発足させた。共同での試合運営という波乱の年の後、アーレンにハンドボールの運営基盤が整備され、両クラブは再び分離され、それぞれ本来の名称に戻った。この分離後、チームはASV ハム＝ヴェストファーレンという名称で新たにハンドボール＝ブンデスリーガ2部に参戦した。2011/12年シーズン、このチームは6位であった。このチームは平均約2,000人の観客を集めており、昔と変わらず、ハム市で観衆を引きつけるものの1つに数えられる。ホームゲームは、2008年から客席数 2,500のヴェストプレス＝アレーナで行われている。

#### ウォータースポーツ
ハムで最も有名なウォータースポーツの担い手がマクシ水泳チーム・ハムである。このチームは、2005年12月に、当時の SC ローテ・エルデ・ハムの水泳部門の上級者たちによって結成された。これ以後、このチームの選手たちはノルトライン＝ヴェストファーレン州やドイツ全国の大会で数多くのメダルを獲得している。
前述の SC ローテ・エルデ・ハムは、最盛期には11回ドイツ・チャンピオンとなり、ヴァッサーフロインデ・シュパンダウ 04 に更新されたものの、ドイツの2位の記録を保持していた。SC ローテ・エルデ・ハムの男子チームは最終的には2部リーガ・ヴェストに参加していた。2010年9月、SC ローテ・エルデ・ハムと SV ブラムバウアー（1部、2部リーガ時代のライバルクラブであった）からスタートゲマインシャフト SGW SC ローテ・エルデ / SV ブラムバウアーが設立された。このスタートゲマインシャフトは、後進の育成奨励やタレントセンターの開設の他、ブンデスリーガ1部チームの構築を目標としている。このスタートゲマインシャフトは、2部リーグのチームの他に、オーバーリーガ、フェアバンツリーガ、ベツィルクスリーガのチームをそれぞれ有している。母体クラブのSC ローテ・エルデは水球部門を有していたが、スタートゲマインシャフトに完全に取り込まれて以後水泳チームの設立はアーティスティックスイムとアクアフィットネスの部門に制限された。
1962年に設立されたドイツ潜水クラブ・ハム（DUC ハムとも呼ばれる）は、毎年6月または7月に運河で水泳を行っている。コースは全長 2,000 m である。さらに DUC は水中ラグビーを開始した。このチームはブンデスリーガ2部西地区で3位となった。
ハムではこの他にも水泳教育を行っているクラブが数多く存在する。中でも、ドイツ人命救助協会ハム支部は、泳げない人を泳げるように指導することや、水難救助泳法に力を注いでいる。

#### ファウストボール
ファウストボールについては、TVヴェストファリア・ハムのチームが長年この街を牽引していた。このクラブは2011/12年のシーズン以降、ハマー SC 2008に合流した。女子第1チームはブンデスリーガ1部北地区でプレイしており、男子第1チームはブンデスリーガ2部に降格となった。男子チームはそれ以前には、何度もドイツ・チャンピオンとなり、ヨーロッパ杯を獲得したこともあった。このチームからは、多くのドイツ代表選手が輩出された。

#### ロールホッケー
ローラーホッケーでは、SK ゲルマニア・ヘリンゲンが、男子第1チームと女子第1チームが長年にわたってローラーホッケー・ブンデスリーガ1部に所属し、2006年からヨーロッパ杯に出場を続けている、ハムを代表するクラブである。男子チームは、2012/13年シーズンの最終戦で ERG イーザーローンを破り、初優勝を果たした。

#### その他のスポーツ
卓球では、TTCグリューンヴァイス・バート・ハムの男子チームが長年卓球ブンデスリーガ1部に所属している。アメリカン・フットボールでは、エイセス・アーレン＝ハムが2005年からリッペ・ボウルに参戦している。
ボクシング・クラブ MBR ハムは、2007/08年シーズンにオーバーリーガ・ノルトに属した。

## 将来計画
ハムは将来の投資を、ルール地方の構造改革に依存している。ハムは元々独立した郡所属中規模都市の集合体であり、1975年の地域再編以後、市区同士を互いに結びつけるよう努めている。多くのプロジェクトが、過去にすでに行われており、将来さらに予定されている。
- 駅周辺地区の改造、中心プロジェクト: シュタットバーデおよび旧中央消防署地区の跡地の再開発、ノイエ・バーンホーフ通りとこれに面する建築物の改造、ノイエ・バーンホーフ通りの地下道化
- 道路や鉄道に対する新しい交通コンセプトを含む交通マスタープラン。これには、市の南部に2つの駅を建設し、2015年以降鉱山鉄道路線を活用した市電を設け、何本かの新しい連絡道路を整備する計画が含まれている。その例として2012年半ばに完成したヴァーレンドルファー通りが挙げられる。この道路はボックム＝ヘーフェル都市管区とヘーセン都市管区とを結んでいる。この他の道路建設プロジェクトには、ベーネンとハム内市街との間を鉄道と並行して B63 号線を延長する計画がある。後者はペルクム都市管区の交通負荷を軽減し、貨物駅、港とそれに隣接する工業地域に A2号線のベーネン・インターチェンジから迅速にアクセスできるようにするものである。
- 交通マスタープラン（2015年時点で原案が固定され、計画の承認が予定されている）に準拠してA445号線のリーネルンまで延伸しA2号線と接続する。
- 水辺のハム計画（中心プロジェクトのリッペ湖の建設は却下され、残りの周辺計画が部分的に実施、あるいは進行中である）[115]
- ベーネンにまたがる産業・工業地区 (150 ha) の建設。プロジェクト名はインログ・パルク（計画中）である。
- 空き家となっている兵舎の再利用: いくつかの構造物の（部分的な）取り壊しも議論されている。国防軍の旧対戦車部隊兵舎は、その後イギリス陸軍ライン軍団のクロムウェル兵舎として利用されたが、2008年に解体された。9 ha の土地が建築敷地として利用される（計画中、一部進行中）

## 人物

### 出身者
- カール・フォン・ボーデルシュヴィング（ドイツ語版、英語版）（1800年 - 1873年）行政法学者、プロイセン王国の財務大臣を務めた。
- カール・ホプフ（ドイツ語版、英語版）（1832年 - 1873年）歴史家、ビザンチン帝国研究家
- ゲルト・ブツェリウス（ドイツ語版、英語版）（1906年 - 1995編）弁護士、出版者、政治家
- ルートヴィヒ・ビールマン（1907年 - 1986年）宇宙物理学者
- カール・シュタイン（ドイツ語版、英語版）（1913年 - 2000年）数学者
- ギュンター・ヨステン（1921年 - 2004年）第二次世界大戦時のエース・パイロット
- ハインツ・ヴァルベルク（1923年 - 2004年）指揮者
- フリードリヒ・ヒルツェブルーフ（1927年 - 2012年）数学者
- クラウス・アッカーマン（ドイツ語版、英語版）（1946年 - ）サッカー選手
- ヴェルナー・ブリンクマン（ドイツ語版、英語版）（1946年 - ）弁護士
- ベルナルト・ディーツ（1948年 - ）サッカー選手
- ホルスト・ルベッシュ（1951年 - ）サッカー選手
- ユッタ・ヴェーバー（ドイツ語版、英語版）（1954年 - ）水泳選手
- クラウス・ベーレント（ドイツ語版、英語版）（1960年 - ）俳優
- ヨアヒム・マザネク（ドイツ語版、英語版）（1960年 - ）児童文学作家、演出家
- フォンス・ヒックマン（1966年 - ）グラフィックデザイナー、タイポグラファー
- オギュン・テミズカノグル（ドイツ語版、英語版）（1969年 - ）トルコ人サッカー選手
- トーベン・ヴォージック（ドイツ語版、英語版）（1973年 - ）卓球選手
- İsmail YK（ドイツ語版、英語版）（1978年 - ）トルコ人ポップシンガー
- セルマ・エルゲチュ（ドイツ語版、英語版）（1978年 - ）モデル、女優
- マイク・ハンケ（1983年 - ）サッカー選手
- ヨーナス・エムス（ドイツ語版、英語版）（1986年 - ）カヌー選手
- バアティン・ケーゼ（ドイツ語版、英語版）（1990年 - ）サッカー選手
- ケビン・ミロチャ（1991年 - ）自動車レーサー
- ファービアン・ホルトハウス（ドイツ語版、英語版）（1995年 - ）サッカー選手
- ギーナ・リュッケンケンパー（ドイツ語版、英語版）（1996年 - ）陸上競技選手（短距離走）

### ゆかりの人物
- ガーレン家（ドイツ語版、英語版） マルク伯の城代
- マルク家 市の創設者、ハムを含むマルク伯領を治めた
- レッケ家（ドイツ語版） 300年以上にわたってヘーセン城を本拠としていた。
- フリードリヒ・アドルフ・クルムマッハー（ドイツ語版、英語版）（1767年 - 1845年）福音主義神学者。ギムナジウム・ハモネンゼの副校長を務めた。
- アーダルベルト・ファルク（ドイツ語版、英語版）（1827年 - 1900年）プロイセン王国文部大臣。ハム上級地方裁判所所長を務めた。
- ユリウス・クルツィウス（ドイツ語版、英語版）（1877年 - 1948年）ヴァイマル共和政の経済大臣および外務大臣を務めた。弁護士時代にハムで働いた。
- フランツ・ブラハト（ドイツ語版、英語版）（1877年 - 1933年）弁護士、政治家。ハム上級地方裁判所に勤務した。
- マックス・ライマン（ドイツ語版、英語版）（1898年 - 1977年）政治家。ハム労働組合に勤務し、後に投獄された。
- ヴァルター・シュテッフェンス（ドイツ語版、英語版）（1908年 - 2006年）体操選手。ギムナジウム・ハムでスポーツ指導者を務めた。
- ヘルガ・アーレント（ドイツ語版、英語版）（1964年 - 2013年）陸上競技選手。SC アイントラハト・ハムに所属した。
- ヨセファ・イデム（1964年 - ）カヌー選手。オリンピックに8大会出場している。ハムで育った。
- ジルケ＝ベアテ・クノル（ドイツ語版、英語版）（1967年 - ）陸上競技選手。SC アイントラハト・ハムに所属した。
- ケルスティン・アンドレーエ（ドイツ語版、英語版）（1968年 - ）政治家。連邦議会議員。ハムで活動している。
- ヴィクトル・スモルスキ（ドイツ語版、英語版）（1969年 - ）ベラルーシのミュージシャン。ハム在住。
- アネ・ミュラー（ドイツ語版、英語版）（1983年 - ）ハンドボール選手。ジュニア時代に ASV ハムに所属していた。

### 書籍
- Martin Bünermann (1970). Die Gemeinden des ersten Neugliederungsprogramms in Nordrhein-Westfalen. Köln: Deutscher Gemeindeverlag
- Stephanie Reekers (1977). Die Gebietsentwicklung der Kreise und Gemeinden Westfalens 1817–1967. Münster: Aschendorff. ISBN 978-3-402-05875-6
- Frolinde Balser: Sozial-Demokraten 1848/49–1863. 2 Bde., Stuttgart 1962.
- Ingrid Bauert-Keetmann: Hamm, Chronik einer Stadt, Köln 1965.
- Anneliese Beeck: Hamm – Die 50er Jahre im Bild. Prolibris-Verlag, Kassel 2000, ISBN 3-935263-01-5.
- Anneliese Beeck: So entstand das neue Hamm: Kriegsende und Wiederaufbau. Griebsch, Hamm 1992, ISBN 3-924966-03-6.
- Anneliese Beeck: Es ging aufwärts in Hamm 1949–1955. Westfälischer Anzeiger Verlagsgesellschaft, Hamm 1997, ISBN 3-924966-13-3.
- Anneliese Beeck: Auf dem Weg zur Großstadt Hamm: 1956–1975. Westfälischer Anzeiger Verlagsgesellschaft, Hamm 2001, ISBN 3-924966-30-3.
- Anneliese Beeck: Hamm unterm Hakenkreuz: 1930–1945. Westfälischer Anzeiger Verlagsgesellschaft, Hamm 2007, ISBN 978-3-924966-33-1.
- Rainer Brücker: Die Konfessionsentwicklung in Westfalen im 17. Jahrhundert. Münster 2004. web
- Moritz Friedrich Essellen: Beschreibung und kurze Geschichte des Kreises Hamm und der einzelnen Ortschaften in demselben, Hamm 1985 (unveränderter Nachdruck der Originalausgabe von 1851), ISBN 3-923846-07-X.
- Grömmel, Vera; Daten und Fakten zum regionalen Arbeitsmarkt, Abschließender Bericht zur Arbeitsmarktuntersuchung Region Hamm / Kreis Unna, Bergkamen Januar 2001.
- Walther Hubatsch (Hrsg.): Grundriss zur deutschen Verwaltungsgeschichte 1815–1945, Band 8: Westfalen. Johann-Gottfried-Herder-Institut, Marburg 1980.
- Friedrich Kennemann: Quellen zur politischen und sozialen Geschichte Westfalens im 19. Jahrhundert und zur Zeitgeschichte, 2 Bde., Hamm 1975 und 1976.
- Erich Keyser (Hrsg.): Westfälisches Städtebuch. Kohlhammer, Stuttgart 1954.
- Otto Krabs: Ereignisse und Geschichten. Aus der Geschichte der SPD im Unterbezirk Hamm (Westf.), in: SPD – 100 Jahre Unterbezirk Hamm, o. O. 1963.
- Magistrat der Stadt Hamm (Westf.) (Hrsg.): 700 Jahre Stadt Hamm (Westf.). Festschrift zur Erinnerung an das 700-jährige Bestehen der Stadt Hamm (Westf.). Stein, Werl 1973 (unveränderter Nachdruck der Originalausgabe von 1927), ISBN 3-920980-08-5.
- Meinold Markus: Bahnhof Hamm (Westf). Die Geschichte eines Eisenbahnknotens. Hövelhof: DGEG Medien GmbH 2004, ISBN 3-937189-07-6.
- Alfred Overmann (bearb.): Die Stadtrechte der Grafschaft Mark, 2. Hamm. Aschendorffsche Buchhandlung, Münster 1903 (= Veröffentlichungen der historischen Kommission für Westfalen. Rechtsquellen. Westfälische Stadtrechte I)
- Eduard Raabe: Geschichte van diär Stadt Hamm, 2 Bände, Leipzig 1903.
- Wilhelm Ribhegge (Hrsg.) u. a.: Geschichte der Stadt und Region Hamm im 19. und 20. Jahrhundert. Patmos Verlag, Düsseldorf 1991, ISBN 3-491-34228-7.
- Wilhelm Ribhegge: Die Grafen von der Mark und die Geschichte der Stadt Hamm im Mittelalter, Ardey Verlag, Münster 2000.
- Westfälischer Städteatlas; Band: I; 7 Teilband. Im Auftrage der Historischen Kommission für Westfalen und mit Unterstützung des Landschaftsverbandes Westfalen-Lippe, hrsg. von Heinz Stoob † und Wilfried Ehbrecht. Stadtmappe Hamm, Autor: Heinz Stoob, ISBN 3-89115-334-1; Dortmund-Altenbeken, 1975.
- Jerrentrup – Peter – Feußner: Alte Kirchen in Hamm, Westfälischer Anzeiger Verlagsgesellschaft, Hamm 1999, ISBN 3-924966-23-0.
- Jahrbuch der Stadt Hamm 2005, Online Version
- Fritz Brümmer: 750 Jahre Hamm und wie es weiterging. Eine heitere Stadtchronik
- Hamm, Entwicklung des Stadtgrundrisses vom Mittelalter bis zur Gegenwart anlässlich der Ausstellung der Stadt Hamm im Städtischen Gustav-Lübcke-Museum vom 13. September bis 18. Oktober 1981.
- Frühe Burgen in Westfalen 19, Die Homburg und die Burg Mark, Kreisfreie Stadt Hamm, herausgegeben von der Altertumskommission für Westfalen/Landschaftsverband Westfalen-Lippe
- Karl Wulf, Hamm – Stadt zwischen Lippe und Ahse, Historischer Rückblick von den Anfängen bis etwa 1930. Herausgegeben vom Stadtplanungsamt Hamm.
- Beschreibung und kurze Geschichte des Kreises Hamm und der einzelnen Ortschaften in derselben, 1851. 1985 nachgedruckt im Verlag Reimann GmbH & Co., Hamm, ISBN 3-923846-07-X.
- 750 Jahre Stadt Hamm, Im Auftrage der Stadt Hamm herausgegeben von Herbert Zink, Hamm 1976. Griebsch Druck GmbH, Hamm.
- Willi E. Schroeder: Ein Heimatbuch. Zwei Stadtteile stellen sich vor. Bockum und Hövel, 1980.

これらの文献は、翻訳元であるドイツ語版の参考文献として挙げられていたものであり、日本語版作成に際し直接参照してはおりません。

### ウェブ
- “Hauptsatzung der Stadt Hamm vom 02. November 2004” (PDF). 2018年9月2日閲覧。
- “Kommunalprofil Hamm, krfr. Stadt” (PDF).   Information und Technik Nordrhein-Westfalen. 2018年8月25日閲覧。
- “Bevölkerungsbericht 2017” (PDF). 2018年9月1日閲覧。

## 訳注
1. ↑  パウルス教会の東側にあたる
2. ↑  ドイツ語: Kurparkteich湯治客がその周囲を散策するためにクアパルク = 遊歩公園内に設けられた池